# اللجنة المختارة بمجلس النواب الأمريكي بشأن هجوم 6 يناير
لجنة مجلس النواب الأمريكي المختارة للتحقيق في هجوم 6 يناير على مبنى الكونغرس الأمريكي (المعروفة عادةً باسم لجنة 6 يناير) كانت لجنة خاصة في مجلس النواب الأمريكي تم تشكيلها للتحقيق في هجوم مبنى الكابيتول الأمريكي.
بعد رفض الاعتراف بانتخابات الرئاسة الأمريكية 2020 واستمرار ادعاءات كاذبة ومكذوبة حول انتشار تزوير الناخبين، استدعى الرئيس آنذاك دونالد ترامب حشدًا من المتظاهرين إلى مبنى الكابيتول أثناء عد الأصوات الانتخابية في 6 يناير 2021. خلال التحقيق اللاحق للجنة مجلس النواب، قدم أشخاص شهادات تحت القسم تفيد بأن ترامب كان يعلم أنه خسر الانتخابات. أصدرت اللجنة أمر استدعاء يلزم ترامب بالإدلاء بشهادته، معتبرة إياه "مركز أول وأكبر محاولة من قبل أي رئيس أمريكي لإلغاء الانتخابات وإعاقة الانتقال السلمي للسلطة". رفع ترامب دعوى قضائية ضد اللجنة ولم يدلي بشهادته أبدًا.
في التاسع عشر من ديسمبر عام 2022، صوتت اللجنة بالإجماع على إحالة ترامب والمحامي جون إيستمان (John Eastman) إلى وزارة العدل الأمريكية لمقاضاتهما. وأوصت اللجنة بتوجيه تهم إلى ترامب تشمل عرقلة سير الإجراءات الرسمية، والتآمر لخداع الولايات المتحدة، والتآمر لتقديم تصريحات كاذبة، بالإضافة إلى محاولات "تحريض" أو "مساعدة" أو "تقديم العون أو المواساة" لتمرد. كما أوصت بتوجيه تهمتي عرقلة الإجراءات الرسمية والتآمر لخداع الولايات المتحدة إلى إيستمان.
وفي الوقت نفسه، أصدرت اللجنة ملخصًا لنتائج تحقيقاتها، ونشرت بعد ثلاثة أيام تقريرها النهائي الذي يضم 845 صفحة. وخلال نفس الأسبوع، بدأت اللجنة أيضًا في نشر نصوص المقابلات التي أجرتها.
قامت اللجنة بمقابلة أكثر من ألف شخص ومراجعة أكثر من مليون وثيقة. وقد تعاون بعض أعضاء الدائرة المقربة من ترامب مع اللجنة، بينما رفض آخرون الامتثال. وبسبب رفضهم الإدلاء بشهاداتهم:
- تمت إدانة شخصين بتهمة ازدراء الكونغرس (contempt of Congress) وسُجنا لمدة أربعة أشهر:[18][19] بيتر نافارو (Peter Navarro) من مارس إلى يوليو 2024،[20][21] وستيف بانون (Steve Bannon) من يوليو إلى أكتوبر 2024.[22][23]
- كما تم اعتبار مارك ميدوز (Mark Meadows) ودان سكافينو (Dan Scavino) في حالة ازدراء جنائي للكونغرس (ولكن لم تتم محاكمتهما من قبل وزارة العدل).[24][25]
- تمت إحالة النواب مكارثي (McCarthy) وجوردان (Jordan) وبيكس (Biggs) وبيري (Perry) إلى لجنة أخلاقيات مجلس النواب.[26]

تم تشكيل اللجنة من خلال تصويت حزبي إلى حد كبير في الأول من يوليو 2021، وتم حلها في أوائل يناير 2023. وكان تشكيل عضوية اللجنة نقطة خلاف سياسي كبير. حيث كان الجمهوريان الوحيدان اللذان صوتا لصالح إنشاء اللجنة هما أيضًا الجمهوريان الوحيدان اللذان خدما فيها: ليز تشيني (Liz Cheney) وآدم كينزينجر (Adam Kinzinger). وقد قام الحزب الجمهوري الوطني بلومهما بسبب مشاركتهما في اللجنة.

## التاريخ
في 19 مايو 2021، في أعقاب هجوم 6 يناير على مبنى الكابيتول الأمريكي، صوت مجلس النواب على تشكيل لجنة مستقلة للتحقيق في الهجوم، على غرار لجنة 11 سبتمبر. مرر مشروع القانون في مجلس النواب بأغلبية 252-175، مع تصويت 35 جمهوريًا لصالحه. وكان العدد الكبير من التمردات يعتبر رفضًا للزعيم الأقلية ماكارثي، الذي غير موقفه وعارض الاقتراح، بعد أن كان قد فوض النائب جون كاتكو للتفاوض مع الجمهوريين. تم هزيمة الاقتراح عن طريق الفلوبستر من الجمهوريين في مجلس الشيوخ. في أواخر مايو، عندما أصبح واضحًا أن الفلوبستر لن يتم التغلب عليه، أشارت رئيسة مجلس النواب نانسي بيلوسي إلى أنها ستعين لجنة مختارة للتحقيق في الأحداث كخطة بديلة.
في 30 يونيو 2021، تم تمرير القرار H.Res.503، "تأسيس اللجنة المختارة للتحقيق في هجوم 6 يناير على مبنى الكابيتول الأمريكي"، في مجلس النواب بتصويت 222-190، مع تصويت جميع الأعضاء الديمقراطيين واثنين من الأعضاء الجمهوريين، آدم كينزينجر وليز تشيني، لصالحه. لم يصوت ستة عشر من الأعضاء الجمهوريين. منح القرار بيلوسي صلاحية تعيين ثمانية أعضاء للجنة، ويمكن لزعيم الأقلية في مجلس النواب كيفن مكارثي تعيين خمسة أعضاء "بالتشاور" مع رئيسة المجلس. أشارت بيلوسي إلى أنها ستعين جمهوريًا كأحد أعضائها الثمانية.
في 1 يوليو، عينت بيلوسي ثمانية أعضاء، سبعة منهم ديمقراطيون وواحدة جمهورية، ليز تشيني (R-WY). تم تعيين بيني تومسون (D-MS) رئيسًا للجنة.
في 19 يوليو، أعلن مكارثي عن اختياراته الخمسة، موصيًا بأن يشغل جيم بانكس (R-IN) منصب عضو اللجنة الرئيسي، بالإضافة إلى جيم جوردان (R-OH)، رودني ديفيس (R-IL)، كيلي أرمسترونغ (R-ND)، وتروي ناهلز (R-TX). كان بانكس وجوردان وناهلز قد صوتوا لقلب نتائج الهيئة الانتخابية في أريزونا وبنسلفانيا. وكان بانكس وجوردان قد وقعا أيضًا على قضية المحكمة العليا تكساس ضد بنسلفانيا لإلغاء أصوات الناخبين في أربع ولايات.
في 21 يوليو، أعلن تومسون أنه سيحقق في دور ترامب كجزء من التحقيق في هجوم الكابيتول. بعد ساعات، أعلنت بيلوسي أنها أخبرت مكارثي أنها ترفض جوردان وبانكس، مشيرة إلى القلق بشأن نزاهة التحقيق والأفعال والتصريحات ذات الصلة من الأعضاء الاثنين. وافقت على التوصيات الخاصة بالثلاثة الآخرين. بدلاً من اقتراح بديلين، أصر مكارثي على أنه لن يعين أي شخص إلا إذا تمت الموافقة على جميع اختياراته الخمسة. عندما سحب مكارثي جميع اختياراته، أزال جميع المدافعين عن ترامب من اللجنة وفتح المجال لبيلوسي للتحكم في تكوين اللجنة وعملياتها بشكل كامل. وتم تفسير هذا على نطاق واسع كخطأ سياسي باهظ من قبل مكارثي.
في 25 يوليو، بعد أن سحب مكارثي جميع اختياراته، أعلنت بيلوسي أنها قد عينت آدم كينزينغر (من الحزب الجمهوري في إلينوي)، أحد العشرة من أعضاء مجلس النواب الذين صوتوا لصالح الإقالة الثانية لترامب، في اللجنة. كما عينت بيلوسي الجمهوري السابق، النائب دنفر ريغلمن (من الحزب الجمهوري في فيرجينيا)، كمستشار خارجي أو مستشار للجنة. عبرت تشيني عن دعمها ودعت إلى إشراك كلا من كينزينغر وريغلمن.
في 4 فبراير 2022، صوتت اللجنة الوطنية للحزب الجمهوري على إدانة تشيني وكينزينغر، وهو ما لم تفعله من قبل لأي عضو جمهوري في الكونغرس. نص القرار على "سحب الدعم الكامل لهما كأعضاء في الحزب الجمهوري"، بحجة أن عملهما في اللجنة المختارة كان يضر بفرص الحزب الجمهوري في الانتخابات النصفية. كان كينزينغر قد أعلن بالفعل في 29 أكتوبر 2021 أنه لن يترشح لإعادة انتخابه. خسرت تشيني الانتخابات التمهيدية لإعادة انتخابها في 16 أغسطس 2022.

## الأعضاء
كان رئيس اللجنة هو بيني تومسون، وكان نائب الرئيس هي ليز تشيني. كان هناك سبعة ديمقراطيين واثنان من الجمهوريين في اللجنة.
| الأغلبية | الأقلية                                                  |
| --- | -------------------------------------------------------- |
| - بيني تومسون، رئيس اللجنة، ميسيسيبي - Zoe Lofgren، كاليفورنيا - آدم شيف، كاليفورنيا - بيت أغيلار، كاليفورنيا - ستيفاني ميرفي ‏، فلوريدا - جايمي راسكين، ماريلاند - إلين لوريا ‏، فيرجينيا | - ليز تشيني، نائب الرئيس، وايومنغ - آدم كينزينجر، إلينوي |

في يوليو 2021، أعلن تومسون عن كبار الموظفين:
- ديفيد باكلي كمدير للموظفين. عمل كمدقق عام في وكالة الاستخبارات المركزية ومدير موظفي الأقلية في اللجنة الدائمة للاستخبارات في مجلس النواب الأمريكي.
- كريستين أميرلينغ كنائبة لمدير الموظفين وكبيرة المستشارين. عملت كنائبة للمستشار العام في وزارة النقل وكبيرة المستشارين في عدة لجان برلمانية، بما في ذلك لجنة الطاقة والتجارة والرقابة والإصلاح الحكومي. كما عملت ككبير المستشارين للتحقيقات ومدير الرقابة في لجنة التجارة والعلوم والنقل بمجلس الشيوخ.
- هوبي جونس كمستشار لرئيس اللجنة تومسون. عملت كمستشارة رئيسية لتومسون في مسائل الأمن الوطني وأمن الوطن.
- كانديس فينيكس كمستشارة كبيرة ومستشارة أولى. تعمل كمديرة موظفين في اللجنة الفرعية للحقوق المدنية والحريات المدنية في لجنة الرقابة بمجلس النواب.
- تيم مولفي كمدير للاتصالات. عمل كمدير للاتصالات في لجنة الشؤون الخارجية بمجلس النواب.

في أغسطس 2021، أعلن تومسون عن تعيين موظفين إضافيين:
- دينفر ريغلمان، مستشار فني كبير للجنة 6 يناير. كان سابقًا عضوًا في الكونغرس الأمريكي من ولاية فيرجينيا وكان ضابطًا سابقًا في الاستخبارات العسكرية.
  - ترك ريغلمان اللجنة في أبريل 2022.[70]
- جو ماهر كنائب كبير للمستشار العام من وزارة الأمن الداخلي.
- تيموثي جي. هيفي تم تعيينه كالمستشار الرئيسي للتحقيقات للجنة.[71][72]

في نوفمبر 2022، كشف تومسون عن وجود لجنة فرعية للتعامل مع "القضايا العالقة"، بما في ذلك استجوابات لم تُجاب بعد وما إذا كان يجب إرسال نصوص المقابلات إلى وزارة العدل. تم تأسيس اللجنة الفرعية قبل حوالي شهر من ذلك، مع رايسكين كرئيس، إلى جانب تشيني، لوفرغن، وشيف. وقال تومسون إنه اختارهم لأنهم "جميعهم محامون".
في 20 يناير 2025، قبل ساعات من مغادرة الرئيس بايدن للبيت الأبيض، منح عفوًا استباقيًا لجميع أعضاء اللجنة وموظفيها، نظرًا للتهديدات التي وجهها الرئيس المنتخب ترامب ضدهم، بالإضافة إلى الأربعة ضباط الشرطة الذين شهدوا أمام اللجنة.

## التحقيق
بدأ التحقيق بجلسة استماع علنية في 27 يوليو 2021، شهد فيها أربعة ضباط شرطة. بحلول نهاية عام 2021، كانت اللجنة قد أجرت مقابلات مع أكثر من 300 شاهد وحصلت على أكثر من 35,000 وثيقة، واستمر عدد هذه الوثائق في الارتفاع. بحلول مايو 2022، كانت اللجنة قد أجرت مقابلات مع أكثر من 1,000 شاهد؛ وتم تسجيل بعض من تلك المقابلات. بحلول أكتوبر 2022، كانت اللجنة قد حصلت على أكثر من 1,000,000 وثيقة واستعرضت مئات الساعات من مقاطع الفيديو (مثل لقطات كاميرات المراقبة والتوثيق). وخلال فترة التحقيق، قامت اللجنة المختارة بنشر بعض من معلوماتها علنًا.
قسمت اللجنة المختارة تحقيقها متعدد الأبعاد إلى عدة فرق ملونة، حيث ركز كل فريق على موضوع معين مثل التمويل، دوافع الأفراد، التحالفات التنظيمية، وكيفية ممارسة ترامب الضغط على السياسيين الآخرين.
- الفريق الأخضر (Green Team) تحقيق في مسار الأموال لتحديد ما إذا كان ترامب وحلفاؤه الجمهوريون، وهم يعلمون أنهم يروجون لادعاءات كاذبة ومعلومات مضللة حول انتخابات الرئاسة 2020، قد خدعوا مؤيديهم.
- الفريق الذهبي (Gold Team) تحقيق فيما إذا كان أعضاء الكونغرس قد شاركوا أو ساعدوا في محاولة ترامب لقلب نتائج الانتخابات. كما فحصوا حملة الضغط التي مارستها ترامب على المسؤولين المحليين والولائيين وعلى الدوائر التنفيذية مثل وزارة العدل، وزارة الأمن الداخلي، وزارة الدفاع، وغيرها، في محاولة لبقاءه في السلطة.
- الفريق البنفسجي (Purple Team) تحقيق في تورط جماعات التطرف العنيف المحلية مثل حركة كيو أنون، الجماعات المسلحة، أوث كيبرز، وبراود بويز، وكيف استخدموا وسائل التواصل الاجتماعي بما في ذلك فيسبوك، جاب، وديسكورد.[83]
- الفريق الأحمر (Red Team) تحقيق في منظمي مسيرة 6 يناير وغيرها من منظمي "وقف السرقة" وما إذا كانوا يعلمون أن المشاركين في المسيرة ينوون القيام بأعمال عنف.
- الفريق الأزرق (Blue Team) بحث في التهديدات التي سبقت الهجوم وكيفية مشاركة الاستخبارات من قبل أجهزة الأمن وتحضيرها (أو عدم تحضيرها).[84] كان الفريق الأزرق قد حصل على آلاف الوثائق من أكثر من اثني عشر وكالة.[85]

كان تحقيق اللجنة المختارة ونتائجه متعدد الأوجه.
تم تمرير إصلاح إجراءات تصديق الانتخابات (كما هو محدد في قانون العد الانتخابي لعام 1887) في قانون الإنفاق الشامل لشهر ديسمبر 2022. بدأ أعضاء اللجنة التعاون بشأن هذا الإصلاح في عام 2021.
قد تُستخدم نتائج اللجنة المختارة أيضًا في الحجج القانونية لمحاسبة الأفراد، وخاصة دونالد ترامب،.

### التحقيقات المتوازية من وزارة العدل
تحققت وزارة العدل الأمريكية (DOJ) في الجهود المستمرة لعدة أشهر التي تم خلالها الادعاء زورًا بأن الانتخابات كانت مزورة، بما في ذلك الضغط على وزارة العدل، مخطط الناخبين المزيفين، وأحداث 6 يناير نفسها.
في حين كانت التحقيقات التي تجريها اللجنة المختارة في مجلس النواب ووزارة العدل مستمرة، أدلت السلطة القضائية بملاحظات وأحكام ذات صلة. في مارس 2022، قال القاضي الفيدرالي ديفيد كارتر إنه "من الأرجح جدًا" أن ترامب شارك في مؤامرة مع جون إيستمان لارتكاب جرائم فيدرالية. واصفًا محاولتهم بأنها "انقلاب يبحث عن نظرية قانونية".
في 18 نوفمبر 2022، أعلن المدعي العام الأمريكي ميريك غارلاند عن تعيين جاك سميث كـالمدعي الخاص للإشراف على التحقيقات المستمرة لوزارة العدل في تحقيق مكتب التحقيقات الفيدرالي في تعاملات دونالد ترامب مع الوثائق الحكومية بالإضافة إلى تحقيقات 6 يناير. أشاد غارلاند بخبرة سميث وقال: "أنا واثق من أن هذا التعيين لن يبطئ من إتمام هذه التحقيقات." ووعد سميث بالتحقيق "بمستقل وبأفضل تقاليد وزارة العدل ... وصولًا إلى أي نتيجة تحددها الحقائق والقانون."
شاركت اللجنة المختارة في مجلس النواب بعض المعلومات مع وزارة العدل، لكنها انتظرت حتى انتهت من عملها في ديسمبر 2022 قبل أن تسلم كل شيء. كانت وزارة العدل قد أرسلت رسالة في 20 أبريل 2022، تطلب نسخًا من مقابلات سابقة ومستقبلية. وقال تومسون، رئيس اللجنة، للصحفيين إنه لم ينوِ إعطاء وزارة العدل "وصولًا كاملاً إلى منتجنا" خاصة عندما "لم نكمل عملنا بعد". بدلاً من ذلك، تفاوضت اللجنة المختارة على تبادل جزئي للمعلومات. في 15 يونيو، كررت وزارة العدل طلبها. قدموا مثالاً على مشكلة واجهوها: تم إعادة جدولة محاكمة الخمسة من أفراد مجموعة براود بويز الذين تم اتهامهم بالمؤامرة الفتنة في نهاية 2022 لأن المدعين ومحامو الدفاع لم يرغبوا في بدء المحاكمة دون نسخ من المقابلات ذات الصلة. في 12 يوليو 2022، أعلنت اللجنة أنها كانت تتفاوض مع وزارة العدل بشأن إجراءات تبادل المعلومات وأنها "بدأت في إنتاج المعلومات" المتعلقة بطلب وزارة العدل للمقابلات.
في 19 ديسمبر 2022، صوتت اللجنة المختارة في مجلس النواب علنًا لتوصي بأن تقوم وزارة العدل بتوجيه تهم جنائية ضد ترامب (وهي خطوة طال انتظارها) وكذلك ضد جون إيستمان. كان بعض النقاد قد اعترضوا على إحالات التهم الجنائية، حيث أن مثل هذا التوصية من قبل لجنة برلمانية ليس لها قوة قانونية وقد تظهر وكأنها تلوث التحقيقات الخاصة بوزارة العدل سياسيًا. ومع ذلك، قالت متحدثة باسم اللجنة في 6 ديسمبر إن الإحالات الجنائية ستكون "الجزء النهائي" من عمل اللجنة التحقيقي. اعترف شيف في 11 ديسمبر أن أي إحالة ستكون "رمزية" لكنها مع ذلك "مهمة" — وكان قد قال في سبتمبر إنه يأمل أن تقوم اللجنة بالإحالة بالإجماع ضد ترامب إلى وزارة العدل — بينما قال النائب راسكين في 13 ديسمبر، "لقد صنع الجميع سريرهم الخاص فيما يتعلق بسلوكهم أو سوء سلوكهم."
في 1 أغسطس 2023، تم اتهام ترامب من قبل هيئة محلفين كبرى بأربع تهم. استمر التحقيق حتى فوز ترامب في انتخابات الرئاسة الأمريكية لعام 2024. في 25 نوفمبر 2024، تقدم المدعي الخاص جاك سميث بطلب لسحب التهم الموجهة ضد ترامب، ووافق القاضي شوتكان على الطلب وألغى القضية. استقال سميث من منصبه كمدعي خاص في يناير 2025 قبل تنصيب ترامب.

### المعلومات المستلمة من مارك ميدوز

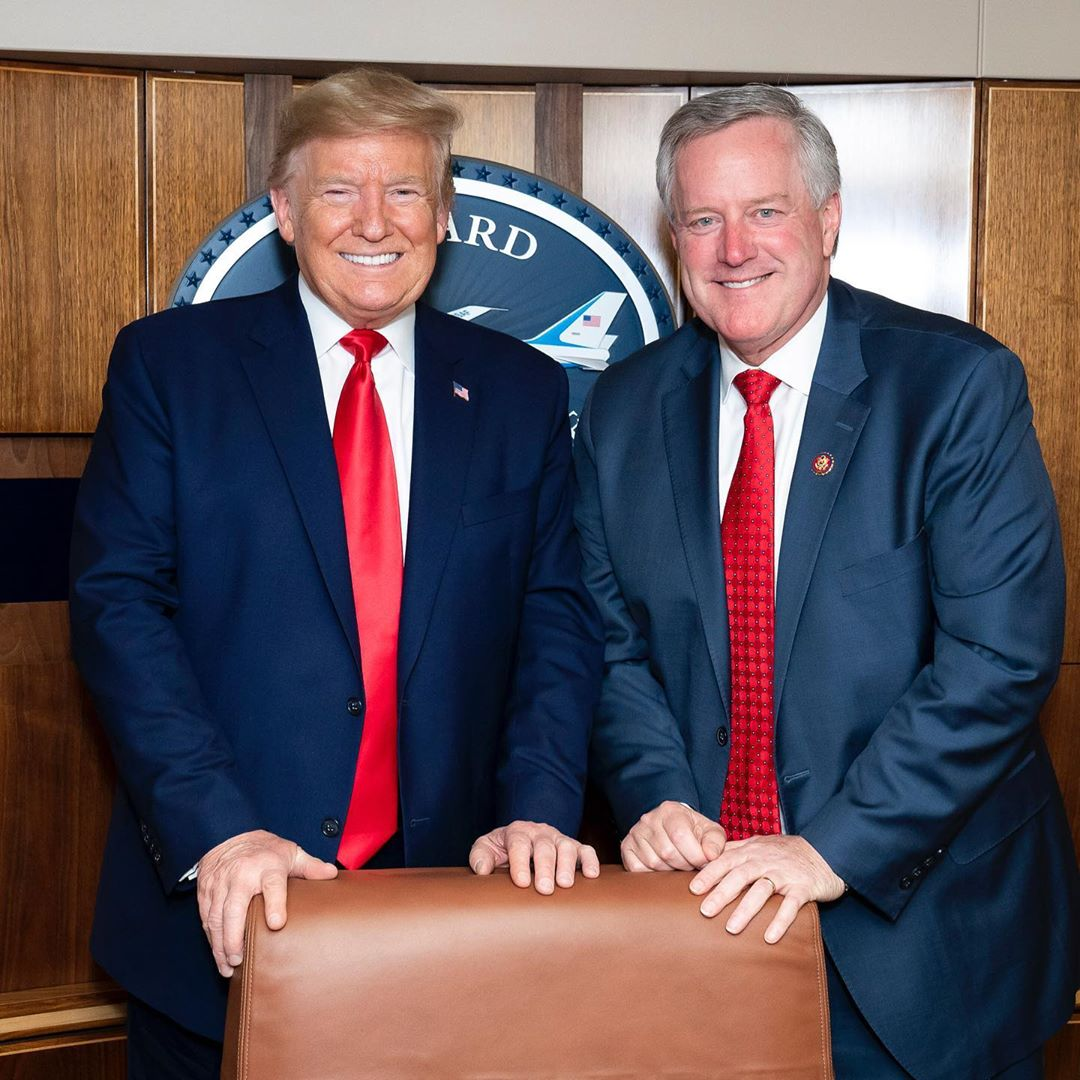
دونالد ترامب ومارك ميدوز في عام 2020

في سبتمبر 2021، استدعت اللجنة الخاصة كبير موظفي البيت الأبيض السابق مارك ميدوز. في البداية، تعاون ميدوز، ولكن في ديسمبر، ومن دون تقديم جميع الوثائق المطلوبة، رفع دعوى لمنع استدعاء الكونغرسين. في 14 ديسمبر 2021، صوت مجلس النواب بالكامل لاحتجاز ميدوز بتهمة ازدراء الكونغرس. في 15 يوليو 2022، في مذكرة أميكوس الكورية التي قدمت بناءً على طلب القاضي الفيدرالي كارل جيه نيكولز، اعترفت وزارة العدل بأن استدعاء مجلس النواب كان مبرراً وأن ميدوز كان يتمتع بـ "حصانة مشروطة" بالنظر إلى أن ترامب لم يعد في منصبه. في 31 أكتوبر 2022، حكم القاضي بأن استدعاءات الكونغرس كانت "أعمالاً تشريعية محمية" ومرتبطة "وظيفياً بوظائف الكونغرس التشريعية".
على الرغم من أن استدعاءات الكونغرس كانت صالحة، قررت وزارة العدل عدم توجيه تهم جنائية ضده لتجاهله هذه الاستدعاءات. في عام 2022، امتثل ميدوز لاستدعاء وزارة العدل في تحقيق الوزارة بشأن 6 يناير. في عام 2023، تم اتهامه في جورجيا لدوره المزعوم في تدخل الانتخابات في تلك الولاية.
كان ميدوز يحرق بانتظام الوثائق في مدفأة مكتبه بعد الاجتماعات خلال فترة الانتقال؛ وقد شهدت كاسيدي هاتشينسون للجنة بأنها شاهدت ذلك يحدث منه اثني عشر مرة بين ديسمبر 2020 ومنتصف يناير 2021.
في أواخر عام 2021، قبل أن يتوقف ميدوز عن التعاون، قدم آلاف الرسائل الإلكترونية والرسائل النصية التي كشفت عن الجهود الرامية إلى قلب نتائج الانتخابات:
- في اليوم الذي يلي الانتخابات، أرسل حاكم تكساس السابق ووزير الطاقة السابق ريك بيري إلى ميدوز استراتيجية مقترحة للهيئات التشريعية التي يسيطر عليها الجمهوريون لاختيار الناخبين وإرسالهم مباشرة إلى المحكمة العليا قبل أن تحدد ولاياتهم نتائج التصويت.[120][121]
- تبادل مقدم البرامج في فوكس نيوز شون هانيتي رسائل نصية مع ميدوز تشير إلى أن هانيتي كان على علم مسبق بخطط ترامب ليوم 6 يناير. كتب هانيتي في 31 ديسمبر 2020 أنه كان يخشى أن يستقيل العديد من المحامين الأمريكيين، وأضاف: "لا أرى أن يوم 6 يناير سيحدث بالطريقة التي يُخبر بها [ترامب]". وأرسل في مساء 5 يناير: "أنا قلق للغاية بشأن الـ48 ساعة القادمة". كتبت اللجنة إلى هانيتي طالبة منه الإجابة طوعًا على الأسئلة.[122][123][124]
- خلال الهجوم، أخبر دونالد ترامب الابن ميدوز أن والده يجب أن "يقود الآن" من خلال إلقاء خطاب في المكتب البيضاوي لأن "[الموضوع] قد ذهب بعيدًا. وأصبح خارج السيطرة".[125][126]
- نصّين من اثنين من حلفاء ترامب في فوكس نيوز جاءا فيهما أن هجوم الكابيتول كان يدمر إرث الرئيس.[125][126]
- سأل النائب جيم جوردان ميدوز إذا كان نائب الرئيس مايك بنس يمكنه تحديد "جميع أصوات الهيئة الانتخابية التي يعتقد أنها غير دستورية".[127]
- في اليوم التالي للتمرد، ذكر أحد الرسائل النصية: "لقد حاولنا كل ما في وسعنا في اعتراضاتنا على الولايات الست. أنا آسف لأن شيئًا لم ينجح."[127][128]

كما شارك ميدوز في مكالمة مع مجموعة من أعضاء الكتلة الحرّة التي ضمت رودي جولياني والنائب جيم جوردان والنائب سكوت بيري، حيث خططوا لتشجيع مؤيدي ترامب على التظاهر في الكابيتول في 6 يناير.
تبادل ميدوز أيضًا رسائل نصية بعد الانتخابات مع جيني توماس، زوجة قاضي المحكمة العليا كلارنس توماس، حيث عبّرا عن دعمهما لمزاعم ترامب حول تزوير الانتخابات. في 5 نوفمبر، أرسلت جيني توماس في أولى رسائلها الـ29 إلى ميدوز رابطًا لفيديو على يوتيوب حول الانتخابات. أرسلت بريدًا إلكترونيًا إلى المشرعين في أريزونا وويسكونسن في 9 نوفمبر لتشجيعهم على اختيار ناخبين مختلفين، وتبادلت رسائل بريد إلكتروني مع جون إيستمان، وشاركت في التجمع في 6 يناير.
كشفت بعض الرسائل النصية عن حلفاء لترامب الذين عبروا عن معارضتهم الخاصة للأحداث التي وقعت في 6 يناير بينما دافعوا عن ترامب علنًا:
- دونالد ترامب الابن ناشد ميدوز خلال أعمال الشغب في 6 يناير إقناع والده بأن "[الذي حدث] قد تجاوز الحدود وأصبح خارجًا عن السيطرة"[134]
- بالمثل، طلب مضيفو قناة فوكس نيوز براين كيلميد، شون هانيتي، ولورا إنغراهام من ميدوز إقناع ترامب بالظهور على التلفزيون وتهدئة أعمال الشغب.[135]

في منتصف عام 2022، تحدثت قناة سي إن إن مع أكثر من اثني عشر شخصًا كانوا قد أرسلوا رسائل نصية إلى ميدوز في ذلك اليوم، وقال جميعهم إنهم يعتقدون أن ترامب كان يجب عليه أن يحاول وقف الهجوم.
أشار ميدوز إلى اللجنة نحو فيل والدورن، وهو عقيد متقاعد في الجيش (الذي يمتلك الآن بارًا في تكساس) الذي تخصص في العمليات النفسية والذي أصبح لاحقًا أحد شركاء حملة ترامب. كان والدورن مرتبطًا بمستشار الأمن القومي السابق لترامب مايكل فلين وغيره من قدامى المحاربين العسكريين في مجال الاستخبارات الذين لعبوا أدوارًا رئيسية في نشر معلومات كاذبة زعمت أن الانتخابات قد سُرِقت من ترامب.
كان والدورن قد لخص استراتيجية لقلب نتائج الانتخابات. قدم عرضًا في PowerPoint أوصى فيه بأن يعلن ترامب حالة طوارئ وطنية لتأجيل التصديق على الانتخابات في 6 يناير، وإلغاء جميع الأصوات التي تم الإدلاء بها عبر الآلات، وأمر الجيش بمصادرة وفرز جميع الأوراق الانتخابية. (يدعي ميدوز أنه لم يتصرف شخصيًا بناءً على هذه الخطة.) ظهرت نسخة من العرض المكونة من 36 صفحة على ما يبدو في 5 يناير، وتلقى ميدوز نسخة من العرض في ذلك اليوم. في النهاية قدم نسخة من 38 صفحة إلى اللجنة. وكان من بين أكثر الوثائق التي قدمها كشفًا.
ويُعتقد أن والدورن هو الذي ابتكر فكرة الاستيلاء العسكري على أجهزة التصويت، وفقًا لشهادة برنارد كيريك لاحقًا. وقد تم اقتراح فكرة الاستيلاء على أجهزة التصويت كأمر تنفيذي في مسودتين شبه متطابقتين بتاريخ 16 ديسمبر، نُشرت كلتاهما من قبل موقع "بوليتيكو". يبدو أن إحداها قد تم إنشاؤها بواسطة المحامية ومقدمة الأخبار في قناة One America News كريستينا بوب، التي كانت حاضرة أيضًا في مركز قيادة فندق ويلارد ‏. وتم العثور على تلك المسودة في رسائل بريد إلكتروني بين والدورن، فلين، كيريك، المحامية كاثرين فريز، ورجل الأعمال تكساس راسل رامسلاند، التي نشرتها أيضًا "بوليتيكو".
شهد ميدوز أنه نظم مكالمة يومية في الصباح بدءًا من 7 يناير 2021، مع مايك بومبيو ومارك ميلي.
اعتبارًا من أغسطس 2023، ظل مدى تعاون ميدوز في التحقيقات المختلفة غير معروف للجمهور. ووفقًا للتقارير، فإن المدعين في قضية جورجيا لا يعتزمون عرض صفقة إقرار بالذنب عليه. وقد صرح بأنه يريد أن يُحاكم بشكل منفصل عن باقي المتهمين في جورجيا. كما رفضت المحكمة العليا الأمريكية طلبه لتحويل قضيته إلى المحكمة الفيدرالية.

### العقبات

#### الإفراج عن الوثائق من إدارة الأرشيف الوطني والسجلات (NARA)
كان أحد التحديات الرئيسية لتحقيق اللجنة هو استخدام ترامب لتكتيكات قانونية في محاولة لمنع الإفراج عن سجلات الاتصال الخاصة بالبيت الأبيض التي تحتفظ بها إدارة الأرشيف الوطني والسجلات (NARA). وقد نجح في تأخير الإفراج عن الوثائق لمدة حوالي خمسة أشهر. تسلمت اللجنة الوثائق في 20 يناير 2022.
بعض الوثائق كان قد تم تمزيقها سابقًا من قبل ترامب وأُعيد لصقها بواسطة موظفي إدارة الأرشيف الوطني والسجلات (NARA). يُقال إن ترامب كان يمزق ويفرغ السجلات بيده بشكل روتيني، وكذلك كان يطلب من موظفيه وضعها في حقيبة حرق طوال فترة رئاسته. بالإضافة إلى ذلك، كما شهد مفوض اليومية الرئاسية أمام اللجنة في مارس 2022، لم ترسل غرفة المكتب البيضاوي إلى المفوض معلومات مفصلة عن أنشطة ترامب في يومي 5 و6 يناير 2021.
لم تسجل سجلات هاتف ترامب من يوم الهجوم، التي قدمتها إدارة الأرشيف الوطني والسجلات (NARA) إلى اللجنة، أي مكالمات خلال السبع ساعات ونصف التي كان فيها مبنى الكابيتول تحت الحصار، مما يشير إلى أنه كان يستخدم هاتفًا محمولًا "هاتف محروق" في تلك الفترة. يُقال إنه كان يستخدم هواتف محمولة محروقة بشكل روتيني خلال رئاسته. عندما استدعت اللجنة سجلات اتصالاته الشخصية، ادعى محاموه أنه لا يمتلك مثل هذه السجلات.
حاول ترامب إخفاء حقيقة أنه كان قد مارس ضغوطًا على وزير الدفاع ووزارة العدل للاستيلاء على آلات التصويت مباشرة بعد الانتخابات في ست ولايات خسر فيها. ولمنع اللجنة من الوصول إلى السجلات ذات الصلة من البيت الأبيض، سعى للحصول على أمر قضائي من المحكمة العليا، التي رفضت طلبه في 19 يناير 2022.
بدأت اللجنة طلباتها للحصول على سجلات NARA في أغسطس 2021. ادعى ترامب امتياز رئاسي على الوثائق. لكن الرئيس الحالي جو بايدن رفض هذا الادعاء, وكذلك فعل القاضي الفيدرالي (الذي أشار إلى أن ترامب لم يعد رئيسًا)، ومحكمة الاستئناف في دائرة العاصمة، والمحكمة العليا الأمريكية. وافقت اللجنة على طلب إدارة بايدن بأن تقوم NARA بحجب بعض الوثائق الحساسة المتعلقة بمسائل الأمن الوطني غير ذات الصلة لكنها واصلت التقاضي حتى تلقت السجلات المحتملة ذات الصلة.

#### الجمهوريون الذين لم يختبروا
منذ بداية التحقيق، أخبر ترامب قادة الجمهوريين بعدم التعاون مع اللجنة. في حين شهد العديد منهم طواعية، أصدرت اللجنة أيضًا استدعاءات لإجبار الآخرين على الشهادة. رفض بعض الأشخاص الذين تم استدعاؤهم الشهادة: جيفرى كلارك، روجر ستون، جون إيستمان، مايكل فلين، أليكس جونز، وكيلي وارد الذين استندوا إلى حقوقهم في التعديل الخامس، بينما تم العثور على ستيف بانون، بيتر نافارو مارك ميدوز ودان سافينو في ازدراء الكونغرس. في ديسمبر 2021، رفع مايكل فلين دعوى قضائية لحظر استدعاء سجلات هاتفه وتأجيل شهادته، لكن قاضٍ فدرالي أسقط دعواه في غضون يوم واحد.
تحدثت مساعدة ترامب في البيت الأبيض كاسي دي هاتشينسون مع اللجنة عدة مرات في أوائل عام 2022 أثناء تمثيلها بواسطة ستيفان باسانتينو، حليف ترامب الذي أراد منها التهرب من أسئلة اللجنة. تحدثت مع اللجنة دون علم باسانتينو؛ وكانت مساعدة البيت الأبيض السابقة أليسا فارا غريفين هي قناة الاتصال السرية لها للشهادة الإضافية. لاحقًا، قامت هاتشينسون بطرد باسانتينو، واستبدلته بـ جودي هانت، وأدلت بشهادتها في جلسة مغلقة في 20 يونيو 2022، قبل أسبوع من ظهورها في جلسة علنية. بعد ذلك، أوصت اللجنة بأن يتم توجيه تهم إلى باسانتينو بتهمة التلاعب بالشهود. في ديسمبر 2024، أصدر الفرع الفرعي للرقابة في لجنة الإدارة بمجلس النواب، الذي يقوده النائب باري لودرمايلك، تقريرًا يقول إن ليز تشيني يجب أن تخضع للتحقيق الجنائي بتهمة التلاعب بالشهود، زاعمًا أنها جعلت هاتشينسون تقف ضد باسانتينو. ومع ذلك، أشار النائب لوفغرين إلى أنه بموجب المادة الأولى من الدستور، لا يمكن محاكمة أعضاء الكونغرس بسبب أداء أعمالهم. في 6 يناير 2025، أصدر النائب جوزيف موريل تقريرًا يتضمن بريدًا إلكترونيًا من محامي هاتشينسون ينفي أن تكون هاتشينسون وتشيني قد خضعا لأي "اتصالات غير لائقة".
كان بيل ستيبينيان، مدير حملة ترامب الأخير، قد تم استدعاؤه وكان يخطط للإدلاء بشهادته علنًا في الجلسة العامة الثانية في 13 يونيو 2022. ومع ذلك، ألغى ظهوره قبل ساعة من بدء الجلسة، حيث دخلت زوجته في المخاض. بدلاً من ذلك، عرضت اللجنة مقاطع من إيداع ستيبينيان الذي تم تسجيله مسبقًا؛ أدت الارتباكات الناتجة عن إعادة ترتيب العرض إلى تأخير بدء الجلسة التي تم بثها على الهواء مباشرة لمدة 45 دقيقة.
في 21 أكتوبر 2022، استدعت اللجنة ترامب للحصول على مستندات وشهادته. طلبوا جميع اتصالاته في يوم هجوم الكابيتول والعديد من اتصالاته السياسية في الأشهر السابقة. في 9 نوفمبر، كتب محامو ترامب إلى اللجنة قائلين إنه لا يمتلك "أي مستندات" ذات صلة بالاستدعاء. في 11 نوفمبر، قاموا برفع دعوى لوقف الاستدعاء، بحجة أن اللجنة يمكنها الحصول على المعلومات من مصادر أخرى بخلاف ترامب.
اختار مايك بنس عدم التحدث إلى اللجنة المختارة، على الرغم من أن اللجنة كانت قد ناقشت لفترة طويلة دعوته للإدلاء بشهادته. في 4 يناير 2022، قال الرئيس توماسون للصحفيين إنه يجب على بنس "أن يفعل الشيء الصحيح ويأتي للأمام ويتحدث طوعًا إلى اللجنة". بينما اعترف بأن اللجنة لم تدعُ بنس رسميًا للتحدث معهم، اقترح توماسون: "إذا قدم، سنقبل ذلك بسرور". وفقًا للتقارير، كانت اللجنة تعتبر شهادة بنس ذات أهمية خاصة، ولكن في أبريل، قال توماسون للصحفيين إنهم لن يعكفوا على استدعائه، خاصة بعد تأكيدهم للمعلومات المهمة من خلال مساعديه السابقين مارك شورت وغريغ جاكوب. في 17 أغسطس، قال بنس لجمهور في كلية سانت أنسيلم إنه كان ينتظر دعوة اللجنة له: "إذا كانت هناك دعوة للمشاركة، فسأفكر فيها". وصف بنس تجربته في هجوم الكابيتول في سيرته الذاتية، التي كان من المقرر نشرها بعد أسبوع من انتخابات التجديد النصفي في نوفمبر 2022. بحلول أواخر نوفمبر، كان بنس يبدو أكثر اهتمامًا بالإدلاء بشهادته أمام وزارة العدل. "أعتقد أنه من المؤسف أنه لم يرغب في المجيء إلينا"، قال النائب بيت أغويلار لشبكة سي إن إن في أوائل ديسمبر 2022.

#### رسائل النص من الخدمة السرية، وزارة الأمن الداخلي والبنتاغون تم حذفها
في وقت لاحق من الهجوم على الكابيتول، قامت الخدمة السرية بتوزيع هواتف جديدة. في فبراير 2021، علم مكتب المفتش العام لوزارة الأمن الداخلي جوزيف كوفاري، الذي عينه ترامب، أن رسائل النص الخاصة بالعملاء في الخدمة السرية قد فُقدت. وكان يفكر في إرسال مختصين لاستعادة الرسائل، ولكن تم اتخاذ قرار بعدم القيام بذلك. في يونيو 2021، طلبت وزارة الأمن الداخلي رسائل نصية من 24 شخصاً، بما في ذلك رؤساء الأمن لكل من ترامب وبنس، روبرت إنجل وتيم جيبلز، ولم تتلقها. في أكتوبر 2021، فكرت وزارة الأمن الداخلي في نشر تأخيرات الخدمة السرية. في 26 يوليو 2022، كتب رئيس اللجنة تومسون، بصفته رئيس لجنة الأمن الداخلي في مجلس النواب، وعضو الكونغرس كارولين مالوني، رئيسة لجنة الرقابة والإصلاح في مجلس النواب، رسالة مشتركة إلى مجلس مفتشي العموم بشأن النزاهة والكفاءة بشأن فشل كوفاري في الإبلاغ عن الرسائل النصية المفقودة، وطالبوا بتعيين مفتش عام جديد يمكنه التحقيق في الأمر. طالب السيناتور ديك دوربين، الذي كان يرأس لجنة القضاء بمجلس الشيوخ الأمريكي، المدعي العام جارلاند بالتحقيق في الرسائل النصية المفقودة. كان بايدن قد وعد في حملته الانتخابية بعدم فصل أي مفتش عام خلال فترة رئاسته، وعلى الرغم من الدعوات لإقالة كوفاري، فقد احتفظ كوفاري بمنصبه طوال إدارة بايدن.
في 1 أغسطس 2022، كرر رئيس لجنة الأمن الداخلي في مجلس النواب بيني تومسون الدعوات لانسحاب كوفاري بسبب "عدم الشفافية" التي قد "تعرض نزاهة" التحقيقات الحيوية المتعلقة برسائل النص المفقودة من الخدمة السرية. وفي نفس اليوم، قال مسؤول داخل مكتب المفتش العام لوزارة الأمن الداخلي لـ بوليتيكو إن كوفاري وموظفيه "غير مؤهلين بشكل فريد لقيادة مكتب المفتش العام، وأن ... المهمة الرقابية الحاسمة لمكتب المفتش العام لوزارة الأمن الداخلي قد تم تعريضها للخطر." كما حصل الكونغرس على بريد إلكتروني من يوليو 2021 من نائب المفتش العام توماس كايت، الذي أخبر كبار مسؤولي وزارة الأمن الداخلي بأنه لم يعد هناك حاجة إلى سجلات هواتف أو رسائل نصية من الخدمة السرية. وبالتالي تم إيقاف جهود جمع الاتصالات المتعلقة بيوم 6 يناير من قبل كايت بعد ستة أسابيع فقط من بدء التحقيق الداخلي في وزارة الأمن الداخلي. وكتب موقع The Guardian أن "الإفصاحات الجديدة مجتمعة تبدو وكأنها تُظهر أن المسؤول الأعلى عن المراقبة للخدمة السرية ووزارة الأمن الداخلي اتخذ خطوات متعمدة لوقف استرجاع النصوص التي كانت تعلم أنها مفقودة، ثم سعت لإخفاء حقيقة أنها قررت عدم متابعة تلك الأدلة."
في 2 أغسطس 2022، أفادت سي إن إن بأن رسائل نصية متعلقة بيوم 6 يناير 2021 قد تم حذفها أيضًا من هواتف المسؤولين الذين عيّنهم ترامب في وزارة الدفاع، على الرغم من أنه تم تقديم طلبات بموجب قانون حرية المعلومات (FOIA) بعد أيام من الهجوم على الكابيتول. وأفيد لاحقًا أن الخدمة السرية كانت على علم بالتهديدات عبر الإنترنت ضد المشرعين قبل الهجوم على الكابيتول، وفقًا للوثائق التي حصلت عليها لجنة الاختيار في مجلس النواب.

#### تمويل ترامب للدفاع القانوني لشهود الحزب الجمهوري
دفعت اللجنة السياسية (PAC) "إنقاذ أمريكا" التابعة لترامب مئات الآلاف من الدولارات لمحامين يمثلون أكثر من عشرة شهود استدعتهم اللجنة. في 1 سبتمبر 2022، قال ترامب في برنامج إذاعي يميني إنه التقى مؤخرًا بداعمين في مكتبه. وقال إنه "يدعمهم ماليًا"، مضيفًا: "إنه عار ما فعلوه بهم."
قدمت الاتحاد الأمريكي المحافظ أموال الدفاع القانوني لبعض الأشخاص الذين يعارضون اللجنة. وقالت المنظمة إنها قدمت المساعدة فقط لأولئك الذين لا يتعاونون مع اللجنة والذين يعارضون مهمتها، وفقًا لما ذكره رئيسها مات شلاب.

#### اللجنة الوطنية للحزب الجمهوري (RNC) تدعي أن اللجنة غير شرعية
على الرغم من أن اللجنة الوطنية للحزب الجمهوري كانت قد أصرت لفترة طويلة على أن اللجنة غير صالحة ولا يجب السماح لها بالتحقيق، إلا أن قاضيًا اتحاديًا حكم في 1 مايو 2022 بأن سلطة اللجنة مشروعة.

## الاكتشافات العامة

### جلسات الاستماع العامة لعام 2021
بدأت اللجنة المختارة في مجلس النواب تحقيقاتها بجلسة استماع عامة تمهيدية في 27 يوليو 2021 بعنوان "تجربة إنفاذ القانون في 6 يناير". شهدت الشرطة في الكابيتول وشرطة منطقة كولومبيا شهاداتهم، واصفين تجاربهم الشخصية في يوم الهجوم، وتم عرض لقطات فيديو صريحة.

### الإحالات الجنائية
في 19 ديسمبر 2022، قامت اللجنة بإحالة ترامب جنائيًا إلى وزارة العدل بشأن أربع جرائم مشبوهة.

- عرقلة إجراء رسمي (18 U.S.C. § 1512(c))
- التآمر للاحتيال على الولايات المتحدة (18 U.S.C. § 371)
- التآمر لتقديم بيان كاذب (18 U.S.C. §§ 371, 1001)
- "تحريض"، "مساعدة" أو "إعانة وراحة" تمرد (18 U.S.C. § 2383)

في الوقت نفسه، قامت اللجنة بإحالة جون إيستمان إلى وزارة العدل بشأن أول جريمتين من تلك الجرائم نفسها. وقد تم دعم هذه الخطوة بحكم صادر في 7 يونيو 2022 من القاضي ديفيد كارتر. حيث قرر القاضي أن رسالة بريد إلكتروني واحدة في حوزة جون إيستمان، تم إرسالها قبل 6 يناير، تحتوي على أدلة محتملة لجريمة، وأن إيستمان يجب أن يكشف عنها للجنة مجلس النواب بموجب استثناء "الجريمة والاحتيال" من حصانة المحامي-العميل.

- عرقلة إجراء رسمي (18 U.S.C. § 1512(c))
- التآمر للاحتيال على الولايات المتحدة (18 U.S.C. § 371)

اقترحت اللجنة أن تنظر وزارة العدل في تهمتين إضافيتين ضد ترامب: التآمر لمنع شخص ما من شغل منصب أو أداء مهام منصبه، والتآمر التمردي. وأشارت إلى أنه تم إصدار أحكام بالإدانة في كلا التهمتين مؤخرًا في محاكمة حراس القسم الشهيرة.

- قوانين التآمر الأخرى (18 U.S.C. §§ 372 و 2384)

 كان ترامب وإيستمان هما الوحيدان اللذان أحالتهم اللجنة إلى وزارة العدل جنائيًا. على الرغم من أن اللجنة قالت إن مارك ميدوز، ورودي جولياني، وجيفري كلارك كانوا "فاعلين" في المؤامرة، فقد قررت أنها تفتقر إلى الأدلة الكافية لإحالتهم، خاصة بالنظر إلى رفض بعض الأفراد التعاون مع التحقيق. وقال راكسان: "نحن نثق في أن وزارة العدل ستقوم بعملها".

#### التأثير على التحقيقات الأخرى
في 1 أغسطس 2023، وجهت هيئة المحلفين الفيدرالية لائحة اتهام ضد ترامب بتهم أربع، ثلاثة منها تشبه التهم التي أوصت بها اللجنة المختارة في مجلس النواب. بالإضافة إلى ذلك، كان من بين المتآمرين الذين تم تحديدهم في لائحة الاتهام أربعة تم تسميتهم سابقًا من قبل اللجنة في مجلس النواب: جون إيستمان، ورودي جولياني، وجيفري كلارك، وكينيث تشيسبرو. طلب ترامب عدم الإقرار بالذنب في جميع التهم. تم تحديد موعد للمحاكمة ولكن لم يتم عقدها. في يناير 2025، استقال المدعي الخاص. تم نشر التقرير النهائي للمستشار الخاص المكون من 137 صفحة في 7 يناير 2025. في الحاشية، ذكر التقرير أن المستشار الخاص قد استخدم تقرير اللجنة المختارة في ديسمبر 2022 "إلى جانب بعض المواد التي تم تلقيها من اللجنة"، مع أنه "تلك المواد كانت جزءًا صغيرًا فقط من سجل التحقيقات الخاص بالمكتب" وأن المستشار الخاص قد تحقق من جميع الحقائق التي استخدمها عند اتخاذه قرارًا بمقاضاة القضية. من خلال عملية الاكتشاف القضائي، منح مكتب المستشار الخاص فريق ترامب الوصول إلى "جميع المواد التي تم تلقيها من اللجنة المختارة." مع الإشارة إلى أن ترامب حاول مقارنة لجنة 6 يناير ومكتب المستشار الخاص بوزارة العدل، أوضح المستشار الخاص أن المحكمة الجزئية قد رفضت هذا الادعاء لأن ترامب لم يقدم "أساسًا مناسبًا" له.
بموجب التعديل الرابع عشر لدستور الولايات المتحدة، يعتبر كل من "انخرط" في التمرد غير مؤهل لتولي المناصب العامة، ولكن النص لا يحدد كيفية إثبات هذا الجرم (على سبيل المثال، هل يشمل فقط أولئك الذين تم إدانتهم جنائيًا بتهمة التمرد) ولا يحدد من الذي يقرر أهلية المرشح لتولي المنصب ومن يقوم بإنفاذ الحظر. في أوائل عام 2022، تم التساؤل بشأن أهلية مرشحين اثنين في كارولاينا الشمالية وجورجيا، ولكن في النهاية لم يتم رفض أهليتهم بناءً على هذا الأساس. وفي وقت لاحق من نفس العام، أصبح أحد المفوضين في ولاية نيو مكسيكو أول مسؤول منتخب يتم عزله من منصبه منذ فترة الحرب الأهلية بسبب مشاركته في التمرد. في 15 ديسمبر 2022، قدم الديمقراطيون في مجلس النواب مشروع قانون يهدف إلى منع ترامب من الترشح مرة أخرى للرئاسة. في عام 2023، تم رفع دعاوى قضائية في عدة ولايات، وفي 19 ديسمبر، حكمت المحكمة العليا في ولاية كولورادو بأن ترامب يجب أن يُحذف من بطاقات الاقتراع في تلك الولاية استنادًا إلى التعديل الرابع عشر. ومع ذلك، في 4 مارس 2024، حكمت المحكمة العليا في الولايات المتحدة بأنه ليس لدى الولايات السلطة لإزالة ترامب من بطاقة الاقتراع. قررت المحكمة أن هذه السلطة تعود إلى الكونغرس. ترشح ترامب للرئاسة وتم انتخابه في نوفمبر 2024. وعند تنصيبه في يناير 2025، قام بالعفو عن أكثر من ألف شخص تم إدانتهم بجرائم تتعلق بأعمال الشغب. تم العفو عن 14 فقط، لكنه أطلق سراحهم من السجن على أي حال من خلال تخفيض عقوبتهم إلى "الوقت الذي تم قضاؤه".
عملت لجنة الاختيار أيضًا على مساعدة تحقيق ولاية جورجيا في مزاعم التلاعب بالانتخابات. في 2 مايو 2022، فتحت المدعية العامة فولتون فاني ويليس هيئة محلفين خاصة للنظر في التهم الجنائية، وفي 14 أغسطس 2023، وجهت هيئة محلفين في جورجيا تهمًا ضد ترامب بـ13 تهمة. تتداخل هويات 18 من المتهمين مع ترامب و30 من المتآمرين غير المتهمين يتداخلون بشكل كبير مع الأشخاص الذين تم التعرف عليهم من قبل لجنة مجلس النواب. على وجه الخصوص، تم توجيه تهم ضد تشيسبرو بـسبع جنح متعلقة بتعطيل أصوات الانتخابات، ووافق على التهمة الخاصة بـ: التآمر لتقديم مستندات مزورة.
في 18 يوليو 2023، وجهت ميشيغان تهمًا ضد 16 شخصًا وقعوا مستندات مزورة. وكان قد تم إجراء مقابلات مع اثنين على الأقل، كاثي بيردن ومايرا رودريغيز، من قبل لجنة الاختيار.
في 5 ديسمبر 2023، وجهت نيفادا تهمًا ضد ستة أشخاص في مخطط المنتخبيين المزيفين. وكان قد تم إجراء مقابلات مع اثنين على الأقل، مايكل ج. مكدونالد وجيمس ديغرافينريد، من قبل لجنة الاختيار.
في 23 أبريل 2024، وجهت أريزونا تهمًا ضد 11 منتخبًا مزيفًا وسبعة من حلفاء ترامب. وكان من بين حلفاء ترامب كريستينا بوب، جون إيستمان، جينا إليس، بوريس إبشتاين، رودي جولياني، مارك ميدوز، ومايك رومان. كما وصفت لائحة الاتهام خمسة من المتآمرين غير المتهمين، بما في ذلك ترامب وتشيسبرو.
في 4 يونيو 2024، وجهت ويسكونسن تهمًا ضد ثلاثة أشخاص، بما في ذلك تشيسبرو.

### نصوص شهادات الشهود
في أواخر ديسمبر 2022، مع التوقعات بأن الكونغرس الجديد الذي سيجلس في يناير لن يسمح للجنة بمواصلة عملها، أصدرت اللجنة العديد من نصوص شهادات الشهود.
في 21 ديسمبر، أصدرت اللجنة الدفعة الأولى. وتفصل النصوص شهادات 34 شاهدًا تجنبوا في الغالب الإجابة على الأسئلة باستخدام التعديل الخامس، بما في ذلك:
- القائم بأعمال مساعد المدعي العام في قسم الشؤون المدنية جيفري كلارك
- محامي حملة ترامب جون إيستمان
- المحامية المحافظة جينا إليس
- مستشار الأمن القومي السابق مايكل فلين
- حليف ترامب روجر ستون
- مؤسس مجموعة "أوث كيبرز" ستيوارت رودس
- رئيس مجموعة "براود بويز" إنريكي تاريو
- مقدم الراديو المحافظ أليكس جونز
- رئيسة الحزب الجمهوري في أريزونا كيلي وارد
- القومي الأبيض نيك فويينتس[251]

في 22 ديسمبر، تم إصدار مزيد من نصوص الشهادات. وكشفت أنها أظهرت أن كاسيدي هاتشينسون قدمت شهادات إضافية في 14-15 سبتمبر 2022، حيث ادعت أن حلفاء ترامب، بما في ذلك محاميها "عالم ترامب" ستيفان باسانتينو، قد ضغطوا عليها لعدم التحدث إلى اللجنة. (فيما بعد، رفع باسانتينو دعوى قضائية ضد اللجنة مطالبًا بتعويضات قدرها 67 مليون دولار عن الأضرار التي لحقت بسمعته. وقد تم تمثيله من قبل جيسي بينال.)
في 23 ديسمبر، تم إصدار 46 نصًا آخر من المقابلات، بما في ذلك:
- ابنة ترامب إيفانكا
- المدعي العام السابق بيل بار
- المستشار القانوني السابق للبيت الأبيض بات سيبولووني
- المدعي العام السابق بالإنابة جيفري روزن
- مديرة الاتصالات السابقة في البيت الأبيض هوب هيكس
- السكرتيرة الصحفية السابقة كايلي مكيناني
- المحامية المدعومة من ترامب سيدني باول
- مارك شورت، كبير موظفي نائب الرئيس مايك بنس[255]

في 30 ديسمبر، أصدرت اللجنة مزيدًا من النصوص.

## التقرير النهائي
في 22 ديسمبر 2022، تم نشر التقرير النهائي على الإنترنت. كان التقرير نهائيًا لأن اللجنة نفسها انتهت بعد أسبوعين عندما انتهت دورة الكونغرس الـ117.
في 23 ديسمبر، تم إصدار 46 نصًا آخر من المقابلات، بما في ذلك:
- ابنة ترامب إيفانكا
- المدعي العام السابق بيل بار
- المستشار القانوني السابق للبيت الأبيض بات سيبولووني
- المدعي العام السابق بالإنابة جيفري روزن
- مديرة الاتصالات السابقة في البيت الأبيض هوب هيكس
- السكرتيرة الصحفية السابقة كايلي مكيناني
- المحامية المدعومة من ترامب سيدني باول
- مارك شورت، كبير موظفي نائب الرئيس مايك بنس[255]

في 30 ديسمبر، أصدرت اللجنة مزيدًا من النصوص.
 في 22 ديسمبر 2022، تم نشر التقرير النهائي على الإنترنت. كان التقرير نهائيًا لأن اللجنة نفسها انتهت بعد أسبوعين عندما انتهت دورة الكونغرس الـ117.
في 23 ديسمبر، تم إصدار 46 نصًا آخر من المقابلات، بما في ذلك:
- ابنة ترامب إيفانكا
- المدعي العام السابق بيل بار
- المستشار القانوني السابق للبيت الأبيض بات سيبولووني
- المدعي العام السابق بالإنابة جيفري روزن
- مديرة الاتصالات السابقة في البيت الأبيض هوب هيكس
- السكرتيرة الصحفية السابقة كايلي مكيناني
- المحامية المدعومة من ترامب سيدني باول
- مارك شورت، كبير موظفي نائب الرئيس مايك بنس[255]

في 30 ديسمبر، أصدرت اللجنة مزيدًا من النصوص.
 في 22 ديسمبر 2022، تم نشر التقرير النهائي على الإنترنت. كان التقرير نهائيًا لأن اللجنة نفسها انتهت بعد أسبوعين عندما انتهت دورة الكونغرس الـ117.
قبل انتخابات منتصف المدة في نوفمبر 2022، عقدت اللجنة جلسات استماع علنية لكنها لم تُصدر بعد أي تقرير مكتوب.

### الملخص
في 19 ديسمبر 2022، في نفس اليوم الذي قدمت فيه الإحالات الجنائية، نشرت اللجنة "الملخص التنفيذي" كمقدمة لتقريرها النهائي. وقد تضمن 17 نتيجة أساسية تدعم أسباب الإحالات الجنائية. باختصار، كانت النتائج كالتالي:
1. كذب ترامب بشأن تزوير الانتخابات بهدف البقاء في السلطة وطلب الأموال.
2. تجاهل أحكام أكثر من 60 محكمة اتحادية ومحلية، واعتزم قلب نتيجة الانتخابات.
3. ضغط على بنس لرفض المصادقة على الانتخابات بشكل غير قانوني.
4. حاول فساد وزارة العدل واستخدامها كسلاح للحفاظ على سلطته.
5. ضغط على المشرعين والمسؤولين في الولايات لتغيير نتائج الانتخابات.
6. قام بتنفيذ مخطط "الناخبين المزيفين".
7. ضغط على أعضاء الكونغرس للاعتراض على الناخبين الشرعيين.
8. وافق على تقديم دعاوى قضائية في المحكمة الفيدرالية بمعلومات مزيفة عن تزوير الانتخابات.
9. دعا الحشد وطلب منهم السير نحو مبنى الكابيتول، وهو يعلم أن بعضهم كان مسلحًا.
10. غرد بشكل سلبي عن بنس الساعة 2:24 بعد الظهر في 6 يناير 2021، مما أثار المزيد من العنف.
11. قضى بعد الظهر في مشاهدة التلفاز، رغم مناشدات مستشاريه له لوقف العنف.
12. كان كل هذا جزءًا من مؤامرة لقلب نتائج الانتخابات.
13. حذرت أجهزة الاستخبارات والشرطة الفيدرالية الخدمة السرية بشأن جماعتي "براود بويز" و"أوث كيبرز".
14. العنف لم يكن ناتجًا عن جماعات يسارية.
15. لم تكن الاستخبارات تعلم أن ترامب نفسه كان قد تآمر مع جون إيستمان ورودي جولياني.
16. قبل 6 يناير، لم يتخذ شرطة الكابيتول إجراءات بناءً على اقتراح رئيس الشرطة بطلب دعم من الحرس الوطني.
17. في 6 يناير، كان وزير الدفاع هو من طلب الحرس الوطني، وليس ترامب.

### التقرير الكامل
وضع التقرير اللوم على "رجل واحد"، الرئيس الأمريكي السابق دونالد ترامب، في تحريضه على الشغب. قدم التقرير تفاصيل حول حملة قوية ومنظمة لتجميع وتقديم "مجموعة مزيفة من الناخبين" وسمّى المحامي الأقل شهرة لترامب كينيث تشيسبرو كمهندس لهذا المخطط. وفقًا للتقرير النهائي، "سعى دونالد ترامب إلى فساد وزارة العدل الأمريكية" من خلال مناشدة المسؤولين في الوزارة لتقديم بيانات كاذبة بشأن الانتخابات الرئاسية، وفشل في نشر حرس العاصمة الوطني أثناء الهجوم رغم امتلاكه السلطة للقيام بذلك، وقام بـ "عدة محاولات" للتواصل مع الشهود الذين تم استدعاؤهم للإدلاء بشهاداتهم أمام لجنة التحقيق في مجلس النواب. اتهم التقرير دونالد ترامب بالمشاركة في "مؤامرة متعددة الأجزاء" لقلب نتائج انتخابات 2020.
في الشهرين بين الانتخابات وهجوم الكابيتول، شارك حلفاء ترامب في "ما لا يقل عن 200 عمل ظاهر من التواصل العام أو الخاص، أو الضغط، أو الإدانة" للمسؤولين الانتخابيين في الولايات. وقد قاموا بـ 68 تواصلًا مع هؤلاء المسؤولين (بما في ذلك الاجتماعات، المكالمات الهاتفية، والرسائل النصية)، ونشروا 125 منشورًا على وسائل التواصل الاجتماعي حول هؤلاء المسؤولين.
وفقًا للتفويض الأصلي للجنة، كان من المفترض أن تنتهي اللجنة بعد 30 يومًا من تقديم تقريرها النهائي. ولكن نظرًا لانعقاد الكونغرس الـ 118 بعد أسبوعين من نشر اللجنة التقرير، أصبح الإطار الزمني البالغ 30 يومًا غير ذي صلة.

## جدول زمني للإجراءات

### 2021

#### يوليو 2021
- 27 يوليو: عقدت اللجنة أول جلسة استماع علنية لها، حيث قدم أربعة ضباط شرطة شهاداتهم عن الهجوم الذي شنه المتظاهرون على الكابيتول.[269][270]
  - دانيال هودجز، ضابط في شرطة العاصمة الأمريكية، قال إنه تم سحقه في باب بين المتظاهرين وخط الشرطة.[271][272][273]
  - مايكل فانون، ضابط في شرطة العاصمة الأمريكية، قال إن المتظاهرين سحبوه إلى الحشد، وضربوه بعصا علم، وسرقوا شاره، وصعقوه مرارًا بجهاز الصاعق الكهربائي، وحاولوا الوصول إلى سلاحه.[271][274][275]
  - هاري دون، جندي من الدرجة الأولى في شرطة الكابيتول الأمريكية، تحدث عن الإساءة العنصرية التي تعرض لها هو وزملاؤه الضباط خلال الهجوم.[271][273]
  - أكيلينو غونيل، رقيب في شرطة الكابيتول الأمريكية، قال إنه تعرض للضرب بعصا علم ورشه مواد كيميائية.[271][273]

#### أغسطس 2021
- 23 أغسطس: أفادت التقارير بأن المحققين في اللجنة يخططون لطلب سجلات هواتف لعدة أشخاص، بما في ذلك أعضاء في الكونغرس.[276]
- 25 أغسطس: طلبت اللجنة سجلات من 30 عضوًا على الأقل في دائرة ترامب المقربة من سبع وكالات حكومية وإدارة السجلات الوطنية (NARA)، التي تحتفظ بسجلات الاتصالات الخاصة بالبيت الأبيض. أوضح خطاب اللجنة أنه كان يكرر الطلبات التي قدمتها "لجان متعددة في مجلس النواب" في 25 مارس 2021.[166][167] (بعد عدة أسابيع، تم الكشف عن أنهم طلبوا بشكل محدد سجلات من رئيس موظفي البيت الأبيض مارك ميدوز وبعض أعضاء الكونغرس الجمهوريين.)[277]
- 27 أغسطس: طالبت اللجنة بسجلات من 15 شركة وسائل التواصل الاجتماعي تعود إلى ربيع عام 2020.[278]

#### سبتمبر 2021
سعت اللجنة لتحديد ما إذا كان البيت الأبيض متورطًا في التخطيط للهجوم على الكابيتول وما إذا كان ترامب قد علم به مسبقًا. درست اللجنة إصدار مذكرات استدعاء لسجلات المكالمات أو شهادة كبار المسؤولين في إدارة ترامب، بما في ذلك مارك ميدوز، نائب رئيس الموظفين دان سكافينو ومدير حملة ترامب السابق براد بارسكال.
- 23 سبتمبر: أصدرت اللجنة مذكرات استدعاء لكل من ميدوز وسكافينو، الاستراتيجي الكبير ستيف بانون، والمسؤول في البنتاغون والمساعد السابق ديفين نونيس كاش باتيل.[281] تم طلب الوثائق في موعد أقصاه 7 أكتوبر.[282] كان من المقرر أن يمثل بانون وباتيل في 14 أكتوبر، بينما كان ميدوز وسكافينو مدعوين في 15 أكتوبر.[283][284] في وقت لاحق من الأسبوع، أفيد أن ترامب ومحاميه قد طلبوا من أربعة مساعديه التحدي بقرار عدم الامتثال للأوامر وتقديم الوثائق أو الشهادات.[176][177][178]
- 29 سبتمبر: تم استدعاء أيمي كريمر وعشرة آخرين مرتبطين بمنظمتها "نساء من أجل أمريكا أولاً"، التي كانت تحمل التصريح لتنظيم مسيرة وقف السرقة التي سبقت الهجوم على الكابيتول، من قبل اللجنة.[285] من بين هؤلاء الإحدى عشرة كانت كاترينا بييرسون، المتحدثة الوطنية لحملة ترامب 2016.

#### أكتوبر 2021
- 7 أكتوبر: أصدرت اللجنة المزيد من مذكرات الاستدعاء لشركة "وقف السرقة" LLC، ومنظم حملة "وقف السرقة" علي ألكسندر، ومنظم المسيرة الآخر ناثان مارتن.[286][287] أعلن ترامب أنه سيحاول تأكيد الامتياز التنفيذي لمنع اللجنة من الحصول على الوثائق التي طلبتها في أغسطس.[168]
- 8 أكتوبر:
  - قالت المتحدثة باسم البيت الأبيض جين بساكي إن بايدن لن يلتزم بطلب ترامب بخصوص تفعيل الامتياز التنفيذي لمنع "الأرشيف الوطني" (NARA) من تقديم هذه الوثائق.[168][169][288] ومع ذلك، كتب ترامب إلى الأرشيف الوطني مطالبًا بتفعيل الامتياز التنفيذي على حوالي أربعين وثيقة.[169] في نفس اليوم، نصحت المستشارة القانونية للبيت الأبيض دانا ريموس أمين الأرشيف ديفيد فيريرو بأن الوثائق المعترَض عليها يجب أن تُفرَج بعد فترة تحذير مدتها 30 يومًا لترامب.[289][290]
  - قال محامي بانن في رسالة إلى اللجنة إن بانن لن يمتثل لأمر الاستدعاء الخاص بشهادته، لأن ترامب كان قد أكد الامتياز التنفيذي وأوصاه بتجاهل الاستدعاء.[179]
- أكتوبر 13: تصدر اللجنة أمر استدعاء لجيفري كلارك وتحدد له موعداً لتقديم الوثائق والشهادة في وقت لاحق من الشهر. وكأمين مساعد للمدعي العام، كان كلارك يطمح للحصول على ترقية إلى المدعي العام عبر وعده لترامب بمساعدته في قلب نتائج الانتخابات. كما تم استجواب المدعي العام بالوكالة السابق جيفري أ. روزن، الذي قاوم محاولات كلارك للتدخل في نتائج الانتخابات، من قبل اللجنة.[291][292]
- أكتوبر 14: بعد عدم حضور بانن للإيداع المحدد له، تقول اللجنة إنها ستبدأ إجراءات لمحاكمة بانن بتهمة الازدراء الجنائي. كما تعلن اللجنة أن باتيل وميتوس كانا "يشاركان" في تحقيقاتهم، وتؤجل جلسات استماع لكليهما كانت مقررة في 14 و15 أكتوبر على التوالي.[293] كما تم تأجيل جلسة استماع سكاڤينو المقررة في 15 أكتوبر لأنه لم يتمكن من العثور عليه.[294] ولم يتلق سكاڤينو الاستدعاء رسمياً حتى 8 أكتوبر.[295][296][297]
- أكتوبر 18: يرفع ترامب دعوى قضائية لمنع الأرشيف الوطني (NARA) من تسليم السجلات المطلوبة من قبل اللجنة أو على الأقل للسماح له "بإجراء مراجعة شاملة لجميع المواد المطلوبة" ليتمكن من اختيار السجلات التي يجب على الأرشيف الوطني تقديمها. وتدعي دعواه، التي قدمها المحامي جيسي آر. بينال، أن طلب السجلات "غير قانوني، وغير مبرر، وعريض النطاق" ويشكل "استكشافًا عشوائيًا".[298][299] في الوقت نفسه، يخطط الأرشيف الوطني للإفراج عن الوثائق في 12 نوفمبر.[300]
- أكتوبر 19: تصوت اللجنة بالإجماع على تبني تقرير ازدراء الكونغرس ضد بانن وإحالته إلى مجلس النواب للتصويت.[301]
- أكتوبر 21: يصوت جميع الديمقراطيين في مجلس النواب البالغ عددهم 220 والنائب الجمهوري 9 على احتجاز بانن بتهمة ازدراء الكونغرس، وإحالة قضيته إلى وزارة العدل، التي ستقرر ما إذا كان يجب محاكمته.[302][303]
- أكتوبر 22: تفيد شبكة CNN بأن تشيني وكينزينجر قد قاما بمقابلة أليسا فاراه، مديرة الاتصالات الاستراتيجية السابقة في البيت الأبيض، التي استقالت في ديسمبر 2020 وأخبرت شبكة CNN بعد الهجوم في 6 يناير بأن ترامب كذب على الشعب الأمريكي بشأن نتائج الانتخابات.[304]
- أكتوبر 25: يقول بايدن مرة أخرى إنه لن يطالب بامتيازات تنفيذية؛ وهذا يتعلق بمجموعة ثانية من الوثائق التي طلبتها اللجنة من الأرشيف الوطني.[170]
- أكتوبر 26: تقارير صحيفة واشنطن بوست أنه من المتوقع استدعاء المزيد من الأشخاص، بما في ذلك الفقيه القانوني جون إيستمان، الذي دعم مزاعم ترامب بشأن انتخابات 2020.[305][306]
- أكتوبر 29: جيفري كلارك، الذي انفصل عن محاميه عدة أيام سابقة، لا يظهر في استجوابه المقرر.[307]
- أكتوبر 30: في وثيقة قضائية، يوضح الأرشيف الوطني أنه كان ترامب قد سعى لمنع حوالي 750 صفحة من الوثائق من بين حوالي 1,600 طلبتها اللجنة، بما في ذلك مئات الصفحات من التصريحات ونقاط الحديث التي أدلت بها السكرتيرة الصحفية لترامب كايللي ماكناني؛ ومذكرات يومية رئاسية، وجدول الأعمال، ومعلومات عن المواعيد؛ وسجلات الزوار والأنشطة والمكالمات الهاتفية في البيت الأبيض في يومي 6 يناير وما حولهما؛ ومسودات خطب وبيانات ومراسلات تتعلق بهجوم الكابيتول؛ وملاحظات مكتوبة بخط اليد من رئيس الأركان مارك ميدوز.[308]

#### نوفمبر 2021
- 5 نوفمبر: جيفري كلارك ومحاميه الجديد يلتقيان بالمحققين ليصرحا بأن كلارك لن يتعاون إلا إذا تم إجباره بأمر من المحكمة، مؤكدًا أن "ثقة ترامب ليست ملكًا له للتنازل عنها"، مشيرًا إلى امتياز المحامي-العميل. في رسالة إلى اللجنة، يذكر محامي كلارك رسالة من محامي ترامب تشير بشكل محدد إلى أن ترامب لن يحاول منع شهادة كلارك.[307][309][310]
- 8 نوفمبر: اللجنة تصدر استدعاءات لـ بيل ستبيين؛ جيسون ميلر؛ مايكل فلين؛ جون سي. إيستمان؛ أنجيلا ماكالم؛ وبرنارد كيريك،[311][312] وكان يُشتبه في أن بعضهم كانوا مرتبطين بعملية "غرفة الحرب" في فندق وِلارد.[313] تم تحديد موعد لتقديم الوثائق بحلول 23 نوفمبر وكان من المقرر أن يدليوا بشهاداتهم تحت القسم حتى ديسمبر.[312]
- 9 نوفمبر:
  - اللجنة تصدر استدعاءات لكايلّي مكيناني؛ ستيفن ميلر؛ نيكولاس لونا؛ جون مكينتي؛ كين كلوكوسكي؛ كريس ليدل؛ مولي مايكل؛ كاسيدي هاتشينسون؛ بنيامين ويليامسون؛ وكيث كيليغو،[314][315] تم تحديد موعد لتقديم الوثائق بحلول 23 نوفمبر وكان من المقرر أن يدليوا بشهاداتهم تحت القسم حتى ديسمبر.[316]
  - قاضية اتحادية تانيا تشوتكان ترفض طلب ترامب بتاريخ 18 أكتوبر لوقف إطلاق الوثائق من الأرشيف الوطني. كتبت تشوتكان في حكمها المكون من 39 صفحة أن ادعاء ترامب "أنه قد يتجاوز إرادة السلطة التنفيذية الصريحة"، "يبدو أنه يعتمد على الفكرة التي تقول إن سلطته التنفيذية 'تستمر إلى الأبد'. لكن الرؤساء ليسوا ملوكًا، والمدعي ليس رئيسًا".[171][317] (في الليلة السابقة، كان ترامب قد قدم طلبًا طارئًا لوقف قرار تشوتكان، ولكنها رفضته بعد ساعتين باعتباره غير قانوني ومبكرًا.)[318][319] طلب ترامب على الفور من تشوتكان إصدار أمر قضائي، الذي رفضته.[320][321] ومع ذلك، منح محكمة استئناف دائرة العاصمة طلب ترامب للحصول على أمر قضائي في 11 نوفمبر وحددت موعدًا للمرافعات الشفهية أمام هيئة من ثلاثة قضاة في 30 نوفمبر.[322]
- 12 نوفمبر:
  - لم يحضر ميدوز شهادته.[323]
  - تم توجيه اتهام اتحادي لبانون بتهمتين من ازدراء الكونغرس.[324]
- 15 نوفمبر: سلم بانون نفسه لمكتب التحقيقات الفيدرالي.[325]
- 22 نوفمبر: تم إصدار مذكرات استدعاء للمضيف في InfoWars أليكس جونز، وعامل الحزب الجمهوري المخضرم روجر ستون، بالإضافة إلى منظمين في حملة "إيقاف سرقة الانتخابات" ديوستن ستوكتون وجنيفر لورانس، والمتحدث باسم ترامب ومدير الاتصالات في لجنة Save America PAC تايلور بودوفيتش.[326] تم إصدار مذكرات توقيف لـبراود بويز وحراس القسم، وقادتهما إنريكي تاريو وستيوارت رودس، في اليوم التالي.[327] تم أيضًا إصدار مذكرات استدعاء لروبرت باتريك لويس، رئيس مجموعة "1st Amendment Praetorian"، وهي مجموعة يُزعم أنها قدمت الأمن في عدة تجمعات قبل 6 يناير.
- 24 نوفمبر: قبيل الجلسة المقررة في 30 نوفمبر بشأن الإفراج عن سجلات NARA، قدم محامو ترامب مذكرة رد. وادعوا أن استعداد بايدن للإفراج عن السجلات يخدم "مصلحته السياسية الخاصة" و"سيؤدي إلى ضرر دائم لمؤسسة الرئاسة".[328]
- 30 نوفمبر: طلب محامو ترامب من القضاة في محكمة الاستئناف بالدائرة DC مراجعة كل وثيقة وتحديد ما إذا كان يجب الإفراج عنها إلى الكونغرس. رفض القضاة هذا الطلب. وقالت القاضية باتريشيا ميليت إن النزاع ليس حول محتوى هذه الوثائق المحددة بل حول مبدأ "ماذا يحدث عندما يقول الرئيس الحالي" (في هذه الحالة بايدن) إنه لن يتدخل في تبادل المعلومات بين NARA والكونغرس. (استمرت المحكمة في الحكم ضد ترامب في 9 ديسمبر؛ وتقدم ترامب بالاستئناف إلى المحكمة العليا في 23 ديسمبر؛ ثم رفضت المحكمة العليا طلبه في 19 يناير 2022.)[329]

#### ديسمبر 2021
- 1 ديسمبر:
  - صوتت اللجنة بالإجماع على معاقبة جيفري كلارك بازدراء الكونغرس.[330] كان كلارك قد قال إنه يخطط للاستفادة من التعديل الخامس، الذي يحمي الأشخاص من إجبارهم على إدانة أنفسهم.[331] (تم تحديد موعد جديد لشهادته في 4 ديسمبر، لكن بسبب تقاريره عن "حالة طبية"، تم تأجيل شهادته؛ [332] وفي النهاية ظهر في 2 فبراير 2022، لكنه لم يجيب على الأسئلة الجوهرية.[333])
  - تم إرسال مذكرة من 36 صفحة من العقيد إيرل جي. ماثيوز إلى اللجنة تتحدى نتائج تقرير مفتش وزارة الدفاع بشأن الاستجابة للتمرد. واتهمت المذكرة اثنين من المصادر الرئيسية للتقرير بالت perjury (الشهادة الزور) في محاولة للتستر على تقاعس سكرتير الجيش بالوكالة رايان مكارثي أثناء التمرد.[334]
- 7 ديسمبر: قال محامي مارك ميدوز إنه سيتوقف عن التعاون. كان ميدوز قد قدم بالفعل 2300 رسالة نصية، بما في ذلك تلك التي أُرسلت أثناء التمرد والتي أبلغ فيها الآخرين بما كان يفعله ترامب، وحوالي 6800 صفحة من رسائل البريد الإلكتروني.[108][119] من بين الوثائق كان هناك عرض باوربوينت مكون من 38 صفحة بتاريخ 5 يناير بعنوان "تزوير الانتخابات، التدخل الأجنبي والخيارات ليوم 6 يناير" الذي كان من المقرر أن يُقدّم "على التل"؛ تبادل رسائل نصية بتاريخ 6 نوفمبر مع عضو في الكونغرس قال فيه ميدوز "أحب ذلك" في مناقشة حول مخطط الناخبين المزيفين؛ ورسالة بريد إلكتروني بتاريخ 7 نوفمبر تناقش ذلك المخطط كجزء من "هجوم مباشر وغير مباشر".[335][336][337] اعترض ميدوز على استدعاء اللجنة لشركات الاتصالات للحصول على بيانات المكالمات والرسائل النصية لأكثر من 100 شخص، بما في ذلك نفسه وآخرين في دائرة ترامب المقربة.[338] ورفع دعوى قضائية ضد نانسي بيلوسي، اللجنة وأعضائها لوقف استدعائه وكذلك الاستدعاء الصادر إلى فيريزون لسجلات مكالماته الهاتفية.[339][340] وقالت NARA إنها كانت تعمل مع محامي ميدوز للحصول على المزيد من الوثائق منه.[108]
- 9 ديسمبر:
  - نشر الصحفي في The Guardian Hugo Lowell تغريدات تتضمن شرائح من عرض باوربوينت أوصت ترامب بالإعلان عن حالة طوارئ وطنية لإعادة نفسه إلى منصبه، وكان من المقرر الإشارة إليها في رسائل البريد الإلكتروني التي قدمها ميدوز للجنة.[341][342]
  - رفضت الهيئة المكونة من ثلاثة قضاة في محكمة الاستئناف بالدائرة DC بالإجماع استئناف ترامب لعدم تسليم سجلات البيت الأبيض إلى اللجنة. ومع ذلك، لم يُسمح لـ NARA بتسليم السجلات إلى الكونغرس لمدة أسبوعين آخرين لمنح ترامب الوقت الكافي للاستئناف أمام المحكمة العليا الأمريكية.[172]
- 10 ديسمبر: أفادت صحيفة الغارديان بأن ميدوز قد قدم عرض باوربوينت مكون من 38 صفحة بعنوان "تزوير الانتخابات، التدخل الأجنبي والخيارات ليوم 6 يناير" إلى اللجنة بالإضافة إلى البريد الإلكتروني الذي يشير إلى العرض. أوصى العرض بأن يعلن ترامب حالة طوارئ وطنية لتأجيل تصديق الناخبين في 6 يناير، ورفض جميع الأصوات التي تم الإدلاء بها بواسطة الآلات، وأن يتم تأمين بطاقات الاقتراع الورقية بواسطة الحراس الأمريكيين وجنود الحرس الوطني لإجراء إعادة فرز. (كما أن الصحيفة قد اطلعت على نسخة مكونة من 36 صفحة لم تختلف بشكل جوهري).[141][343] وقال محامي ميدوز إن عرض باوربوينت وصل إلى صندوق البريد الإلكتروني لميدوز وأنه لم يتصرف بناءً عليه. عرض باوربوينت هذا (كما ورد في اليوم التالي) كان يحتوي على نظرية معقدة تفيد بأن الصين وفنزويلا قد سيطرتا على آلات التصويت، وكان قد تم توزيعه بواسطة فيل والدورن، عقيد متقاعد في الجيش متخصص في العمليات النفسية خلال مسيرته. وقال والدورن إنه تحدث مع ميدوز "ربما من ثمانية إلى عشرة مرات"، وحضر اجتماعًا في المكتب البيضاوي في 25 نوفمبر مع ترامب وآخرين، وقدّم إحاطة لعدة أعضاء في الكونغرس حول العرض. كان والدورن شريكًا في حملة ترامب وأدلى بادعاءات كاذبة عن تزوير الانتخابات كخبير شاهد خلال الجلسات إلى جانب رودي جولياني في أريزونا وجورجيا وميشيغان.[142]
- 12 ديسمبر: أصدرت اللجنة تقريرًا يكشف أن ميدوز قد أرسل بريدًا إلكترونيًا في 5 يناير يَعِد فيه بأن الحرس الوطني سيكون "جاهزًا لحماية مؤيدي ترامب".[344] كما تضمن التقرير ما قالت اللجنة إنه كان بريدًا إلكترونيًا ورسائل نصية لأعضاء في الكونغرس يناقشون كيف يمكن لترامب إقناع المشرعين في بعض الولايات بتغيير قوائم الناخبين المعتمدة من بايدن إلى ترامب، وكتب ميدوز أن ترامب "يعتقد أن المشرعين لديهم السلطة، لكن نائب الرئيس أيضًا يمتلك السلطة". سأل ميدوز الأعضاء عن كيفية الاتصال بمثل هؤلاء المشرعين، وهو ما فعله الرئيس عبر مكالمة جماعية مع 300 منهم في 2 يناير، حيث قدم لهم أدلة مزعومة عن التزوير قد يستخدمونها لإلغاء نتائج الانتخابات. وبعد ثلاثة أيام، كتب العشرات من المشرعين من أريزونا وجورجيا وميشيغان وبنسلفانيا وويسكونسن إلى بنس يطلبون منه تأجيل تصديق الناخبين في 6 يناير لمدة عشرة أيام "لتسمح لجماعاتنا التشريعية بالاجتماع والتحقيق، والتصويت كجسم على التصديق أو إلغاء التصديق للانتخابات".[345][346]
- 13 ديسمبر: قبل أن تصوت اللجنة بالإجماع على التوصية بتوجيه تهمة ازدراء الكونغرس ضد ميدوز إلى مجلس النواب بالكامل، قرأت تشيني بعض الرسائل النصية التي استلمها ميدوز في 6 يناير وما حوله، والتي كشفت عن وجهات نظر حلفاء ترامب في ذلك الوقت.[128][347] اقترحت تشيني أن ترامب قد يكون ارتكب جريمة جنائية من خلال عرقلة الفساد لإجراءات تصديق الانتخابات.[348][349]
- 14 ديسمبر: صوت مجلس النواب 222-208 لإدانة ميدوز بازدراء الكونغرس الجنائي وإحالة الأمر إلى وزارة العدل. وكان العضوان الوحيدان من الحزب الجمهوري الذين انضموا إلى الديمقراطيين في التصويت ضد ميدوز هما ليز تشيني وآدم كينزينجر، اللذان يخدمان في اللجنة.[109] قبل التصويت، تم تقديم المزيد من الرسائل النصية إلى ميدوز على أرضية مجلس النواب، بما في ذلك واحدة أُرسلت في اليوم التالي للانتخابات التي اقترحت استراتيجية لإرسال ناخبين تم اختيارهم من قبل الهيئات التشريعية التي يسيطر عليها الجمهوريون في ثلاث ولايات مباشرة إلى المحكمة العليا قبل تحديد نتائج التصويت في تلك الولايات.[350] أفادت CNN لاحقًا أن اللجنة تعتقد أن النص جاء من ريك بيري، حاكم ولاية تكساس السابق ووزير الطاقة في إدارة ترامب. رغم أن المتحدث باسم بيري نفى إرسال بيري للنص، إلا أن CNN كانت قد حصلت على دليل أن النص جاء من هاتف بيري. وأقر عضو اللجنة جيمي رايسكين أن كاتب النص تم تحديده في البداية بشكل خاطئ على أنه أحد أعضاء الكونغرس.[120]
- 16 ديسمبر: وافق مكتب مستشار البيت الأبيض كتابيًا على تأجيل سعيهم لإصدار بعض الوثائق من الأرشيف الوطني (NARA). على الرغم من أن بايدن رفض ادعاء ترامب بشأن الامتياز التنفيذي، إلا أن البيت الأبيض كان لديه قلقه الخاص بشأن طلب السجلات وقال إنه يجب تقليصه لتجنب كشف معلومات سرية أو غير ذات صلة.[351] في 16 ديسمبر، تحركت اللجنة أيضًا لتوجيه استدعاء إلى والدورن، المؤلف المفترض للعرض التقديمي الذي سلمته ميدوز.[352]
- 17 ديسمبر: ظهر روجر ستون أمام اللجنة لمدة أقل من ساعة[353] وأكد حقوقه في التزام الصمت بموجب التعديل الخامس لرفض الإجابة على الأسئلة. من خلال فريقه القانوني، ادعى أنه كان يتجنب "الفخ المعقد" لأسئلة اللجنة "المحفوفة بالألغام".[354]
- 20 ديسمبر: كتب رئيس اللجنة تومسون رسالة إلى النائب سكوت بيري يطلب فيها منه تقديم معلومات حول تورطه في محاولة تعيين جيفري كلارك كمدعي عام بالإنابة. كان تومسون يعتقد أن بيري كان قد شارك في محاولة تعيين كلارك بناءً على شهادة الشهود من المدعي العام بالإنابة السابق جيفري روزن  [لغات أخرى]‏ ونائبه ريتشارد دونوهيو  [لغات أخرى]‏، بالإضافة إلى الاتصالات بين بيري وميدوز.[355][356][357] رفض بيري الطلب في اليوم التالي.[358] من بين الرسائل النصية التي تم إرسالها إلى ميدوز التي أصدرتها اللجنة في 14 ديسمبر، كان هناك رسالة منسوبة إلى "عضو في الكونغرس" بتاريخ 5 يناير تقول "يرجى التحقق من إشارة الإشارة الخاصة بك"، وهي إشارة إلى نظام الرسائل المشفر سيغنال. في رسالته إلى بيري، ذكر تومسون الأدلة التي تشير إلى أن بيري كان قد تواصل مع ميدوز باستخدام سيغنال، رغم أن بيري نفى إرسال تلك الرسالة المعينة.[359][360]
- 22 ديسمبر: كتب تومسون رسالة إلى النائب جيم جوردان يطلب فيها اجتماعًا لمناقشة اتصالاته مع ترامب وربما مع شركائه في يومي 6 يناير وحوله.[361][362]
- 23 ديسمبر:
  - ذكرت صحيفة واشنطن بوست أن اللجنة كانت تفكر في تقديم توصية إلى وزارة العدل بفتح تحقيق جنائي محتمل ضد ترامب بشأن أنشطته في 6 يناير.[98]
  - تقدم ترامب بطعن إلى المحكمة العليا لمنع إدارة السجلات الوطنية (NARA) من إفشاء مستندات للجنة، حيث زعم محاموه أن ذلك سيسبب له "ضررًا لا يمكن إصلاحه". في وقت لاحق من نفس اليوم، طلبت اللجنة من المحكمة أن تعطي الأولوية لقرارها بشأن ما إذا كانت ستنظر في قضية ترامب.[363][364][365] (في نهاية المطاف، سترفض المحكمة طلب ترامب العاجل بعد شهر من ذلك، مما يسمح للجنة باستلام السجلات، كما سترفض أيضًا النظر في قضيته بعد شهر من ذلك.)
- 24 ديسمبر: أثناء محاولته منع استدعاء سجلاته المصرفية من بنك جي بي مورغان، قال المتحدث الحالي باسم ترامب تايلور بودوفيتش في ملف قضائي إنه قد تعاون بشكل كبير مع اللجنة من خلال تقديم 1,700 صفحة من المستندات وحوالي أربع ساعات من الشهادة تحت القسم تتعلق بتخطيط وتمويل خطاب ترامب خارج البيت الأبيض في 6 يناير.[366] ولم يكن استدعاء بنك جي بي مورغان معروفًا للجمهور حتى كشف عنه بودوفيتش من خلال دعواه القضائية. وهذه هي المرة الأولى التي تُعرف فيها اللجنة بأنها استدعت بنكًا بشكل مباشر.[367]
- 27 ديسمبر: أخبر تومسون صحيفة The Guardian أن اللجنة ستتحقق من مكالمة أجراها ترامب مع مساعديه في فندق ويلارد في الليلة التي سبقت الهجوم في 6 يناير.[368]
- 29 ديسمبر: اشتكى محامي ترامب للمحكمة العليا من أنه إذا كان للعمل الذي تقوم به اللجنة أي "غرض تشريعي"، فإن ذلك لا يعدو أن يكون ذريعة لـ"ما هو في جوهره تحقيق قانوني". وأشار محامو ترامب إلى أن هذا من شأنه أن يبطل التحقيق، حيث يتطلب التفويض التشريعي من الكونغرس غرضًا تشريعيًا.[369] استشهد محامي ترامب باعتراف تومسون الأخير بأن اللجنة قد تقدم إحالة جنائية.[369]
- 31 ديسمبر: قدم برنارد كيريك مستندات للجنة. لكنه لم يقدم المستندات التي يعتبرها مستندات "عمل محامي"، بل وصفها في "سجل الامتيازات". أحد هذه المستندات كان مسودة رسالة من ترامب استشهدت بأسباب تتعلق بالأمن القومي للمطالبة بحجز أدلة متعلقة بالانتخابات. وكانت الرسالة مؤرخة في 17 ديسمبر، أي اليوم السابق لاجتماع ترامب وفلين وجولياني وآخرين في المكتب البيضاوي لمناقشة الخيارات بما في ذلك حجز آلات التصويت. كما احتوى مستند آخر على خطة اتصالات وطنية واسعة لإقناع الممثلين الجمهوريين على المستوىين المحلي والفيدرالي "بتجاهل العد الأصوات المزيف والمصادقة على الرئيس المنتخب ترامب".[370]

### 2022

#### يناير 2022
- 5 يناير: أدلت مساعدة ترامب السابقة ستيفاني غريشام بشهادتها أمام اللجنة.[371] وأفادت التقارير بأنها قالت إن ترامب عقد اجتماعات سرية في مقر الإقامة بالبيت الأبيض قبل أسابيع من الهجوم على الكابيتول، وأن جهاز الخدمة السرية قد تلقى وثيقة رئاسية تعكس نوايا ترامب في السير إلى الكابيتول في 6 يناير.[372]
- 8 يناير: أفاد تقرير لصحيفة The Guardian أن اللجنة كانت تحقق فيما إذا كان ترامب قد أشرف على مؤامرة جنائية تربط الجهود الرامية إلى حظر التصديق على فوز بايدن في الانتخابات بهجوم الكابيتول.[373]
- 9 يناير: رفض النائب جيم جوردان طلب اللجنة لإجراء مقابلة بتاريخ 22 ديسمبر.[374]
- 10 يناير: نشرت صحيفة Politico مقالًا سلط الضوء مجددًا على مخطط الناخبين المزيفين الذي بموجبه قام أفراد غير مفوضين بتزوير شهادات التحقق مدعين أن ترامب فاز بأصوات انتخابية من ولاياتهم. أرسل هؤلاء الأفراد الوثائق المزورة إلى NARA التي رفضتها. كانت اللجنة تجري مقابلات مع مسؤولين حكوميين، خاصة في أريزونا وجورجيا وميشيغان وبنسلفانيا، لتتبع جهود ترامب لتقويض الانتخابات على المستوى الولائي.[375]
- 12 يناير:
  - طلبت اللجنة من زعيم الأقلية في مجلس النواب الجمهوري كيفن مكارثي تقديم المعلومات طواعية. في رسالة إلى مكارثي، لخصت اللجنة معرفتها بمواقف مكارثي وأفعاله، وسألت مكارثي إذا كان قد ناقش تغييراته في المواقف مع ترامب أو مساعديه، خاصة فيما يتعلق بأي تحقيقات. وقال مكارثي بعد ساعات إنه لن يتعاون.[376][377][378]
  - أفادت شبكة CNN أن اللجنة كانت تحقق في شهادات التحقق المزيفة التي أنشأها حلفاء ترامب في سبع ولايات في أواخر ديسمبر 2020. تم نشر الوثائق بواسطة مجموعة المراقبة "American Oversight" في مارس 2021، لكن لم تحظَ باهتمام كبير حتى يناير 2022. أعلنت المدعية العامة في ولاية ميشيغان دانا نيسل في 14 يناير أنها بعد تحقيق استمر عدة أشهر، طلبت من وزارة العدل الأمريكية فتح تحقيق جنائي.[379][380][381] أكدت نائبة المدعي العام ليزا موناكو بعد عدة أيام أن الوزارة كانت تراجع الأمر.[382]
- 19 يناير: قضت المحكمة العليا بأن نARA يمكنها أن تُفرج عن مستندات البيت الأبيض الخاصة بترامب للجنة. ولم تقدم المحكمة سببًا، بل قالت ببساطة إنها "رفضت" طلب ترامب. ومع ذلك، قدمت تعليقًا: حيث أكدت محكمة الاستئناف أنها كانت سترفض طلب ترامب حتى لو كان لا يزال في منصبه، وأن أي شيء قالته محكمة الاستئناف حول "وضع ترامب كرئيس سابق" كان "غير ملزم قانونيًا". لم يتم الكشف عن أصوات القضاة باستثناء معارضة القاضي كلارنس توماس.[383][384] (كانت زوجة توماس، جيني توماس، قد حضرت مسيرة 6 يناير، وهو ما لم يُذكر إلا بعد شهرين من قرار المحكمة العليا.)[385]
- 20 يناير:
  - طلبت اللجنة من إيفانكا ترامب إجراء مقابلة طوعية. (تمت المقابلة في نهاية المطاف في 5 أبريل.)[386][387]
  - رفع جون إيستمان دعوى قضائية ضد اللجنة. القضية هي Eastman v. Thompson في المنطقة الجنوبية لمحكمة الولايات المتحدة للمنطقة الوسطى من كاليفورنيا.[388]
  - في المساء، تلقت اللجنة المستندات من NARA التي كانت تطلبها منذ أغسطس.[154][155]
- 23 يناير: كشف تومسون أن اللجنة كانت تتحدث مع المدعي العام الأمريكي السابق ويليام بار، بالإضافة إلى بعض مسؤولي البنتاغون. (في وقت لاحق، تم توضيح الأمر بشكل أكبر أن نائبة رئيس اللجنة، ليز تشيني، كانت قد تحدثت مع بار بشكل غير رسمي، في منزله، لمدة ساعتين في خريف 2021.)[389] كان بار حليفًا قويًا لترامب حتى إعلانه في 1 ديسمبر 2020 أن وزارة العدل لم تجد أدلة على وجود مخالفات انتخابية كبيرة. غضب ترامب من هذا الاكتشاف وأعلن استقالة بار عبر تويتر بعد أسبوعين.[390][391][392]
- 24 يناير:
  - في محاولة لإخفاء 19,000 بريد إلكتروني تم استدعاؤها من قبل اللجنة، أخبر محامي جون إيستمان قاضيًا فدراليًا بأنها محمية من خلال امتياز المحامي-العميل، لأن إيستمان كان يمثل ترامب أثناء مشاركته في المكالمة الهاتفية مع المشرعين في 2 يناير؛ ولقاء المكتب البيضاوي في 3 يناير مع ترامب وبنس؛ وأثناء عمله في فندق ويلارد. لم يسبق لإيستمان أن ادعى الامتياز. كانت الرسائل الإلكترونية مخزنة على خوادم في جامعة تشابمان التي كان إيستمان يعمل بها سابقًا، والتي تم استدعاؤها ولم تعترض على الإفراج عنها. أمر القاضي بإطلاق سراح الرسائل الإلكترونية لفريق إيستمان القانوني لتحديد أي منها يعتبرون محمية قبل السماح لطرف ثالث بمراجعتها.[393]
  - استدعت اللجنة سجلات الهاتف الخاصة برئيسة الحزب الجمهوري في أريزونا كيلي وارد وزوجها، مايكل وارد. كان كلاهما "ناخبين بديلين" وقعا على شهادة التحصيل المزورة لأريزونا. كانت كيلي وارد من بين أبرز المسؤولين الجمهوريين الذين تعاونوا مع ترامب في إشعال مزاعم التزوير الانتخابي وشاركت لاحقًا في إرسال الشهادات المزورة إلى الكونغرس.[394][395]
- 26 يناير:
  - تم استجواب مارك شورت، الذي كان يشغل منصب كبير موظفي الرئيس مايك بنس، من قبل اللجنة.[396] سألوا شورت عن محادثة جرت في 5 يناير 2021، حيث تنبأ بأن ترامب سيهاجم بنس علنًا قريبًا، مما قد يشكل خطرًا على أمن بنس. كان شورت قد تحدث مع وكيل الأمن السري الرئيسي لبنس في ذلك اليوم لتحذيره من هذا الخطر.[397]
- 28 يناير:
  - استدعت اللجنة أربعة عشر جمهوريًا في سبع ولايات زعموا زورًا أنهم كانوا رؤساء وأمناء قوائم ناخبي ترامب الذين قدموا شهادات تحصيل مزورة.[398]
  - تم استدعاء المتحدث السابق باسم ترامب جاد دير من قبل اللجنة. وذكرت اللجنة في رسالة إلى دير أنه قد ساعد في "صياغة رد البيت الأبيض على هجوم 6 يناير أثناء وقوعه" وأرادت مناقشة اجتماع مكتب البيت الأبيض في 5 يناير الذي حضره مع ترامب.[399]
- 31 يناير:
  - ذكرت صحيفة نيويورك تايمز أنه تم إعداد أمرين تنفيذيين في منتصف ديسمبر يسمحان لترامب بأمر الاستيلاء على آلات التصويت بناءً على مزاعم لا أساس لها من التلاعب الأجنبي التي روج لها والدورن، فلين وباول. أمر أحد الوثائق وزارة الدفاع بالاستيلاء على الآلات، بينما طلب الآخر من وزارة الأمن الداخلي إجراء الاستيلاء. أقنع جولياني ترامب بتجنب الأول، لكنه طلب من كين كوتشينيلي، نائب وزير الأمن الداخلي، إذا كان من الممكن إجراء الاستيلاء؛ فأجاب كوتشينيلي بأن الوزارة لا تملك السلطة للقيام بذلك. كما اقترح ترامب على المدعي العام بيل بار في نوفمبر أن وزارة العدل قد تقوم بالاستيلاء، وهو ما رد عليه بار بسرعة بأن الوزارة لن تفعل ذلك. أوردت الصحيفة في اليوم التالي أن اللجنة كانت تحقق في دور ترامب.[400][401]

#### فبراير 2022
- 1 فبراير:
  - أخطرت الأرشيف الوطني (NARA) ترامب بأنها تعتزم تسليم بعض سجلات نائب الرئيس بنس إلى اللجنة في 3 مارس.[402]
  - رفع كيللي ومايكل وارد دعوى قضائية لمنع شركة الهاتف الخاصة بهم من تسليم السجلات في 4 فبراير، حيث أصرّا على أن اتصالاتهما السرية مع المرضى ستتعرض للخطر باعتبارهما أطباء ممارسين.[394]
- 9 فبراير: استدعت اللجنة بيتر نافارو، مستشار السياسة التجارية والصناعية البارز لترامب، الذي كان قد صرح علنًا بعد الانتخابات بأنه عمل مع ستيف بانون وحلفاء آخرين لترامب في "عملية" لتأخير التصديق النهائي على نتائج الانتخابات في محاولة لتغيير النتيجة.[403]
- 15 فبراير: رفض بايدن ادعاء ترامب بشأن امتيازات تنفيذية على سجلات الزوار في البيت الأبيض لتواريخ بما في ذلك 6 يناير 2021. كانت الأرشيف الوطني قد قدمت هذه السجلات إلى البيت الأبيض بايدن للمراجعة. في اليوم التالي لموافقة بايدن، أخطرت الأرشيف الوطني ترامب بأنها ستسلم السجلات إلى اللجنة في 3 مارس.[404]
- 22 فبراير: رفضت المحكمة العليا النظر في طعن ترامب بشأن الإفراج عن سجلات الأرشيف الوطني. كانت السجلات قد تم تسليمها بالفعل إلى اللجنة في 20 يناير بعد أن رفضت المحكمة طلب ترامب الطارئ. وقالت المحكمة العليا الآن إنها لن تنظر في قضية ترامب على الإطلاق. ولم تكشف عن أسبابها أو عملية اتخاذ القرار.[174]
- 24 فبراير: أفادت صحيفة Politico أن امرأة كانت تنتظر الحكم عليها بسبب اختراقها لمبنى الكابيتول أكدت أن لديها أيضًا علاقات واسعة مع الحزب الجمهوري في بنسلفانيا، وأنها قد أدلت بشهادتها أمام محققي اللجنة أربع مرات منذ أكتوبر 2021. وقالت إنها حضرت فعاليات "محاطة بأعضاء الكونغرس، والشيوخ، وحتى مستشاري ترامب"، وأنها "وعدت بمزايا مستقبلية، بما في ذلك وظيفة محتملة في البيت الأبيض." كما قالت إن "مستشارًا لترامب" طلب منها مساعدته في جمع الإفادات التي تدعي حدوث تزوير انتخابي. وكانت أول شخص متهم يكشف علنًا أن مشاركتها تجاوزت الهجوم إلى المؤسسة الجمهورية.[405]
- 25 فبراير: ظهرت كيمبرلي غيلفويل، خطيبة دونالد ترامب الابن، في مقابلة طوعية لكنها غادرت فجأة إيداعها بالفيديو عندما أدركت وجود أعضاء اللجنة. بعد ذلك، اشتكى محاميها من أن شخصًا ما قد سرب خبر المقابلة إلى الصحافة.[406]

#### مارس 2022
- 1 مارس: استدعت اللجنة ستة محامين شاركوا في جهود ترامب لقلب نتيجة الانتخابات، بما في ذلك من خلال تقديم دعاوى قضائية، وضغط على مسؤولي الانتخابات المحليين لتغيير النتائج، وصياغة أوامر تنفيذية مقترحة لاحتجاز آلات التصويت.[407]
- 2 مارس: في القضية Eastman ضد Thompson، ذكرت اللجنة في تقديم قانوني للمحكمة الفيدرالية أن الأدلة التي حصلت عليها "توفر، على الأقل، أساسًا حسن النية لاستنتاج" أن ترامب وحملته قد انتهكوا عدة قوانين في مؤامرة جنائية للاحتيال على الولايات المتحدة من خلال محاولة منع الكونغرس من التصديق على هزيمته. تم تقديم هذا التقديم في محكمة المقاطعة الأمريكية في المنطقة المركزية لولاية كاليفورنيا ضد محاولات إيستمان لحماية رسائله الإلكترونية من اللجنة عبر التذرع بامتياز المحامي-العميل.[408][409][410][411] يحتوي الملف على تبادل رسائل إلكترونية من 6 يناير 2021 حيث قام المستشار الرئيسي لنائب الرئيس غريغ جاكوب بتوبيخ إيستمان لاقتراحه أن يوقف نائب الرئيس التصديق على التصويت. قال جاكوب إن "الإطار القانوني هو موقف موجه نحو النتائج، ولن تدعمه إذا تم محاولة ذلك من قبل المعارضة، وهو اختلاق بالكامل." [412]
- 3 مارس: تم استدعاء كيمبرلي غويلفويل. كانت اللجنة تعتقد أنها كانت نشطة في جمع التبرعات للفعاليات التي سبقت الهجوم وكانت في المكتب البيضاوي في ذلك اليوم.[406]
- 4 مارس: اقترح محامو رودولف جولياني أنه قد لا يمتثل للاستدعاء الموجه إليه، نظرًا لطريقة تعامل اللجنة مع إيستمان. وقد أكد جولياني امتياز المحامي-العميل، وهو النوع من الامتياز الذي طلبت اللجنة من محكمة في 2 مارس التنازل عنه لإيستمان.[413]
- 9 مارس:
  - قامت اللجنة الوطنية للحزب الجمهوري (RNC) برفع دعوى لمنع استدعاء شركة سيلز فورس المتخصصة في برامج إدارة علاقات العملاء، حيث كانت اللجنة قد طلبت من الشركة معلومات عن جمع التبرعات للحزب الجمهوري.[414][415] (خسر الحزب الجمهوري الدعوى في 1 مايو).
  - قال قاضٍ فيدرالي إنه سيفحص 111 من رسائل إيستمان الإلكترونية من 4 إلى 7 يناير 2021 لتحديد ما إذا كانت محمية بامتياز المحامي-العميل أو امتياز عمل المحامي.[416]
- 28 مارس:

- - صوتت اللجنة بالإجماع على اعتبار دان سكا فينو وبيتر نافارو في حالة ازدراء للمحكمة لرفضهما الإدلاء بشهادتهما.[417] كانت الخطوة التالية هي تصويت مجلس النواب الكامل.[418]
  - راجع القاضي ديفيد أو. كارتر رسائل إيستمان الإلكترونية وقال "إن عدم قانونية الخطة كان واضحًا" وأمر بتسليم 101 رسالة إلكترونية إلى اللجنة. وعلى الرغم من أنه لم يتم توجيه تهم ضد إيستمان أو ترامب، إلا أن القاضي كتب أيضًا: "استنادًا إلى الأدلة، تجد المحكمة أنه من المرجح جدًا أن ترامب والدكتور إيستمان تآمرا بشكل غير شريف لعرقلة الجلسة المشتركة للكونغرس في 6 يناير 2021".[419] كما كتب كارتر، مشيرًا إلى رسالة عبر البريد الإلكتروني بتاريخ 13 ديسمبر 2020 من كينيث تشيسيبرو إلى رودولف جولياني وآخرين: "قام فريق ترامب بتحويل التفسير القانوني لقانون عد الأصوات الانتخابية إلى خطة عمل يومية. ودفع مشروع المذكرة استراتيجية تنتهك بوضوح قانون عد الأصوات الانتخابية".[420][421] ووجد لاحقًا أن رسالة البريد الإلكتروني الخاصة بتشيسيبرو تضمنت اقتراحًا بأن يتنحى نائب الرئيس مايك بنس؛ حيث جادل تشيسيبرو بأن نواب الرئيس لديهم تضارب في المصالح إذا كانوا قد ترشحوا لإعادة انتخابهم، واقترح بدلاً من ذلك أن يصدق تشاك غراسلي أو أحد كبار الجمهوريين في مجلس الشيوخ على نتائج الانتخابات. في هذه الاستراتيجية، عندما يفتح السيناتور مغلفات ولاية أريزونا ويجد قائمتين متناقضتين للمنتخبين، سيوقف التصديق ويقترح حلولًا محتملة مثل السماح للمجلس التشريعي في الولاية الذي يسيطر عليه الجمهوريون بتعيين المنتخبين. وقال غراسلي لصحيفة Roll Call في 5 يناير "لا نتوقع أن يكون بنس موجودًا"، على الرغم من أن مكتبه تراجع بسرعة عن التصريح وقال إن neither هو ولا موظفيه كانوا على علم بالاقتراح.[422][423]
- 29 مارس: وصف رئيس اللجنة طومسون ذلك بأنه "مقلق" لأنه لم يتم العثور على أي سجل للمكالمات الهاتفية التي أجراها الرئيس ترامب من الساعة 11:17 صباحًا إلى 6:54 مساءً في 6 يناير في أحد عشر صفحة من السجلات التي تم تسليمها للجنة. كانت اللجنة تحقق في ما إذا كانت قد تلقت السجل الكامل للمكالمات الهاتفية وما إذا كان ترامب قد استخدم هواتف أخرى.[424]
- 31 مارس: تحدث جاريد كوشنر طواعية مع اللجنة لمدة ست ساعات. وكان أول فرد من عائلة ترامب يتم استجوابه.[425]

#### أبريل 2022
- 5 أبريل: تحدثت إيفانكا ترامب طواعية مع اللجنة لمدة ثماني ساعات.[197]
- 8 أبريل:
  - أفادت صحيفة The Guardian أن اللجنة عثرت على أدلة تشير إلى أن الهجوم على الكابيتول كان يتضمن هجومًا منسقًا من قبل مجموعة براود بويز وأوث كيبرز، بالإضافة إلى احتمال التنسيق مع منظمي مسيرات "أنقذوا أمريكا".[426]
  - أفادت CNN أن الوثائق التي حصلت عليها اللجنة تضمنت رسالة نصية أرسلها دونالد ترامب الابن إلى Meadows بعد يومين من الانتخابات. كانت الرسالة تحدد الطرق لتجاوز عملية المجمع الانتخابي وضمان فترة ولاية ثانية لوالده. كتب ترامب الابن: "الأمر بسيط للغاية. لدينا طرق متعددة. نحن نسيطر عليها جميعًا. لدينا السيطرة التشغيلية. كامل النفوذ. الأرضية الأخلاقية العالية. يجب أن يبدأ الرئيس ترامب ولايته الثانية الآن". وأضاف: "الجمهوريون يسيطرون على 28 ولاية والديمقراطيون على 22 ولاية. مرة أخرى يفوز ترامب"، مضيفًا: "إما أن يكون لدينا تصويت نتحكم فيه ونفوز به أو يتم إرساله إلى الكونغرس في 6 يناير 2021". لم يتم الإعلان بعد عن فوز بايدن في وقت إرسال هذه الرسالة.[427]
- 10 أبريل: أفادت صحيفة The New York Times أن أعضاء اللجنة كانوا منقسمين بشأن ما إذا كان يجب إحالة القضايا الجنائية إلى وزارة العدل، على الرغم من أنهم اتفقوا على أن لديهم أدلة كافية.[428] قالت نائبة الرئيس ليز تشيني إن هناك "جهدًا ضخمًا ومنظمًا ومخططًا بشكل جيد استخدم أدوات متعددة في محاولة لقلب نتائج الانتخابات" وأنه "من الواضح تمامًا" أن ترامب وحلفاءه "كانوا يعلمون أن ذلك كان غير قانوني".[429][430]
- 13 أبريل:
  - التقى مستشار البيت الأبيض السابق بات أ. سيبولوني ونائبه باتريك ف. فيلبين مع اللجنة بعد أن منحهم ترامب إذنًا.[431]
  - أعلم مؤرخ الأرشيف الوطني ديفيد س. فيريرو ترامب مسبقًا بأنه يخطط لتسليم المزيد من الوثائق إلى اللجنة في 28 أبريل.[432]
- 15 أبريل: نشرت CNN رسائل نصية حصلت عليها اللجنة من مارك ميدوز، تركزت على اتصالاته مع السيناتور مايك لي والنائب تشيب روي، اللذين تراجعوا عن دعمهم الأولي لجهود ترامب للطعن في الانتخابات. كان لي قد فقد الثقة في ادعاءات سيدني باول غير المعقولة، وعندما لم تعقد أي من الهيئات التشريعية للولايات اجتماعات للمتابعة مع خطة المفوضين المزيفين الخاصة بإيستمان، صوت لي للموافقة على النتائج الانتخابية الرسمية. ثم انتقد السيناتور تيد كروز وجوش هاولي لاستمرارهم في إنكار الانتخابات.[433][434]
- 18 أبريل: أشار ملف قضائي من إيستمان إلى أنه كان لا يزال يحاول حجب 37,000 صفحة من رسائل البريد الإلكتروني المتعلقة بترامب. سينظر القاضي الفيدرالي ديفيد كارتر في طلبه مرة أخرى.[435]
- 20 أبريل: كتبت وزارة العدل إلى اللجنة تطلب نصوص المقابلات مع الشهود "وأي مقابلات إضافية تجريها في المستقبل"، معترفة بأنها قد تستخدم "كأدلة في القضايا الجنائية المحتملة، لمتابعة أدلة جديدة أو كأساس لمقابلات جديدة يجريها المسؤولون الفيدراليون". كتب كل من كينيث بوليت، مساعد المدعي العام للقسم الجنائي، وماثيو غرايفس، المدعي العام للولايات المتحدة في دائرة كولومبيا، إلى المحقق الرئيسي في اللجنة تيموثي هيبي، مشيرًا إليه أن النصوص "قد تحتوي على معلومات ذات صلة بتحقيق جنائي نقوم بإجرائه".[15]

#### مايو 2022
- 1 مايو: رفض القاضي الفيدرالي الأمريكي تيموثي ج. كيلي محاولة لجنة الحزب الجمهوري الوطني (RNC) حماية بيانات جمع التبرعات عبر Salesforce من أن يتم تسليمها إلى اللجنة. كانت اللجنة قد ادعت أن الـ RNC وحملة ترامب قد أرسلا رسائل بريد إلكتروني عبر Salesforce لنشر مزاعم تزوير الانتخابات، والتي بدورها "حفزت" الهجوم على الكابيتول. معترفًا بموقف اللجنة، حكم القاضي بأن للجنة الحق الدستوري في طلب المعلومات من خلال أمر استدعاء، ورفض حجة الـ RNC بأن التعديل الأول يحمي معلوماتها.[436]
- 2 مايو: طلبت اللجنة إجراء مقابلات طوعية مع أعضاء مجلس النواب مو بروكس من ألاباما، أندي بيغز من أريزونا، وروني جاكسون من تكساس.[437] لكن جميعهم رفضوا.[438]
- 6 مايو: انسحب رودي جولياني، الذي كان من المقرر أن يدلي بشهادته في هذا اليوم، بعد أن طلب ولم يتمكن من تسجيل شهادته.[439]
- 12 مايو: أصدرت اللجنة أوامر استدعاء إلى زعيم الحزب الجمهوري في مجلس النواب كيفن مكارثي وأعضاء الكونغرس الجمهوريين جيم جوردان، مو بروكس، سكوت بيري وأندي بيغز. لم يكن هناك سابقة حديثة لاستدعاء أعضاء مجلس النواب من قبل لجنة باستثناء تلك التي من قبل لجنة الأخلاقيات في مجلس النواب. وعلى عكس أوامر الاستدعاء الأخرى التي أصدرتها اللجنة، لم يتم الكشف عن نطاق ومحتويات هذه الأوامر، بما في ذلك ما إذا كانت قد تطلبت مستندات أو سجلات اتصالات.[440][441]
- 17 مايو: أفادت صحيفة نيويورك تايمز أن اللجنة كانت تتفاوض مع وزارة العدل لتبادل محاضر مقابلات الشهود مقابل معلومات تمتلكها وزارة العدل. كما كان هذا أول تقرير إخباري عن طلب 20 أبريل.[15]
- 19 مايو:
  - طلبت اللجنة من عضو الكونغرس الجمهوري باري لاودرميليك الحضور طواعية للقاء المحققين، قائلة "نعتقد أنك تمتلك معلومات بشأن جولة قمت بقيادتها عبر أجزاء من مجمع الكابيتول في اليوم الذي سبق الهجوم"، مضيفة "تشير التقارير والشهادات إلى أن بعض الأفراد والمجموعات شاركوا في جهود لجمع معلومات حول تخطيط مبنى الكابيتول الأمريكي، بالإضافة إلى مباني مكاتب مجلس النواب والشيوخ، قبل 6 يناير 2021." [442] (في وقت لاحق، أعلنت اللجنة علنًا أن الرجل الذي صور الممرات والسلالم في مجمع الكابيتول كان تريفور هالجرين، الذي سافر إلى واشنطن مع داني هاميلتون. في 6 يناير، حمل هاميلتون علمًا ذو طرف حاد زعم أنه سلاح موجه إلى هدف معين، بينما ذكر هالجرين سياسيين ديمقراطيين وقال: "نحن قادمون إليكم... نحن قادمون لأخذكم.") [443][444] في رده في نفس اليوم، قال لاودرميليك إنه قام بجولة مع عائلة تحتوي على أطفال صغار. نفى أن تكون "مجموعة مشبوهة أو جولة استكشافية"، ولم يحدد ما إذا كان ينوي التعاون مع اللجنة.[445]
  - كان المدعي العام السابق بيل بار في مفاوضات نشطة لتقديم شهادة موثقة وشهادة مكتوبة رسمية.[389][446]
  - كشف جون إيستمان أنه كان يتحدث أحيانًا مباشرة مع ترامب بشأن استراتيجية قلب الانتخابات، ولكن كان لديه أيضًا ستة وسطاء يمكنهم الوصول إلى ترامب نيابة عنه. في ملف قضائي، سعى إيستمان لمنع اللجنة من تلقي ملاحظتين مكتوبتين بخط يد ترامب، واتصالات من سبعة من المشرعين في الولايات، ووثيقة تناقش "السيناريوهات الممكنة لـ 6 يناير"، ووثيقة تتناول الدعاوى القضائية المحتملة المتعلقة بالانتخابات.[447]
- 20 مايو: تحدث جولياني مع اللجنة لأكثر من تسع ساعات.[448]

#### يونيو 2022
- 2 يونيو: قدم بيل بار شهادة حضورية خلف الأبواب المغلقة لمدة ساعتين.[449]
- 3 يونيو: ألقت الـFBI القبض على بيتر نافارو، الذي تم توجيه الاتهام إليه من قبل هيئة محلفين كبرى في اليوم السابق بتهمة ازدراء الكونغرس.[25] قال رئيس اللجنة تومسون ونائب الرئيس تشيني إن القرار كان "محيرًا" [450] وأضاف أن وزارة العدل قررت عدم ملاحقة مارك ميدوز ودان سكافينو، واللذان كان قد تم احتجازهما بتهمة الازدراء من قبل الكونغرس في وقت سابق.[451]
- 7 يونيو: حكم القاضي ديفيد كارتر بأن إيستمان يجب أن يكشف عن 159 مستندًا حساسًا إضافيًا للجنة. تضمنت عشرة مستندات تتعلق بثلاثة اجتماعات من ديسمبر 2020 لمجموعة سرية، بما في ذلك شخص وصفه كارتر بأنه "قائد بارز"، كان يناقش استراتيجيات لقلب الانتخابات. قرر كارتر أن إحدى الرسائل الإلكترونية تحتوي على أدلة محتملة على جريمة، وأمر بالكشف عنها بموجب استثناء الجريمة-الاحتيال في امتياز المحامي-العميل. كانت الرسالة تحتوي على تحذير من محامٍ غير معروف بأن الفريق القانوني لترامب يجب ألا يذهب إلى المحكمة خلال جلسة الكونغرس القادمة للمصادقة على عد الأصوات في المجمع الانتخابي، حيث أن التقاضي قد "يضر باستراتيجية 6 يناير".[452]
- 9 يونيو: أول جلسة استماع علنية. تم عرض لقطات جديدة للهجوم، وأدلى أول الشهود بشهاداتهم علنًا.[453] تم الكشف عن أن النائب سكوت بيري طلب عفوًا في نهاية إدارة ترامب.[454]
- 12 يونيو: قال أعضاء اللجنة آدم شيف وجيمي راستين للصحفيين إن هناك أدلة كافية للتوصية بأن وزارة العدل تتهم الرئيس دونالد ترامب.[455][456]
- 13 يونيو: الجلسة العامة الثانية. عرضت اللجنة شهادات تُظهر أن ترامب كان يعلم أنه خسر الانتخابات في 2020، لكنه روج للسرد الكاذب لاستغلال المتبرعين، مما جمع "نصف مليار" دولار.[457][458]
- 15 يونيو:
  - أصدرت اللجنة فيديو يُظهر النائب باري لويدرمايك وهو يقود 15 شخصًا عبر مجمع الكابيتول في 5 يناير 2021، اليوم الذي سبق التمرد. شوهد رجل مجهول وهو يلتقط صورًا لممرات الكابيتول مثل السلالم. في فيديو منفصل تم التقاطه في اليوم التالي أثناء التمرد، كان نفس الرجل يقف خارج مبنى الكابيتول ويصرخ مهددًا بشأن رئيسة مجلس النواب نانسي بيلوسي وآخرين.[459] في 19 مايو، عندما طلبت اللجنة مقابلة طوعية مع لويدرمايك حول المسألة، كتب بيانًا قال فيه إنه قد قدم جولة لـ "عائلة من الدوائر الانتخابية مع أطفال صغار" في 5 يناير ولم "يدخلوا إلى أراضي الكابيتول في 6 يناير".[460] في 15 يونيو، أنكر لويدرمايك مرة أخرى المسؤولية، لكنه هذه المرة لم ينكر وجودهم في الكابيتول في 6 يناير.[459] كما اشتكى—على الرغم من استمراره في رفض طلب اللجنة لإجراء مقابلة—من أن اللجنة لم تتحدث إليه مباشرة حول أنشطته.[461]
  - نشرت صحيفة "نيويورك تايمز" تقريرًا عن تبادل رسائل بريد إلكتروني بتاريخ 24 ديسمبر 2020، الذي حصلت عليه اللجنة، بين إيستمان والمحامي كينيث تشيسيبرو ومسؤولي حملة ترامب. كتب إيستمان أنه كان على دراية بـ "قضية ساخنة" داخل المحكمة العليا بشأن ما إذا كان يجب سماع قضية، وناقش المشاركون في تبادل الرسائل البريدية ما إذا كان يجب تقديم قضية من ويسكونسن يمكن لأربعة قضاة الموافقة على تقديمها للمحكمة الكاملة. كتب إيستمان: "الاحتمالات ليست مبنية على الأسس القانونية بل على تقييم لصلابة القضاة". ورد تشيسيبرو قائلاً إن "فرص التحرك قبل 6 يناير ستصبح أكثر ملاءمة إذا بدأ القضاة في الخوف من أن هناك 'فوضى' ستحدث في 6 يناير ما لم يصدروا حكمًا بحلول ذلك الوقت، في أي حال". كان تشيسيبرو، وهو محامٍ في الاستئناف في نيويورك، قد أرسل في 11 يومًا مضت بريدًا إلكترونيًا إلى رودي جولياني بمقترح بأن يتنحى مايك بنس عن التصديق على الانتخابات في 6 يناير حتى يتمكن عضو جمهوري كبير من احتساب قوائم ناخبين مزورة للإعلان عن فوز ترامب.[462][463]
- 15 يونيو:
  - أصدرت اللجنة فيديو يُظهر النائب باري لويدرمايك وهو يقود 15 شخصًا عبر مجمع الكابيتول في 5 يناير 2021، اليوم الذي سبق التمرد. شوهد رجل مجهول وهو يلتقط صورًا لممرات الكابيتول مثل السلالم. في فيديو منفصل تم التقاطه في اليوم التالي أثناء التمرد، كان نفس الرجل يقف خارج مبنى الكابيتول ويصرخ مهددًا بشأن رئيسة مجلس النواب نانسي بيلوسي وآخرين.[459] في 19 مايو، عندما طلبت اللجنة مقابلة طوعية مع لويدرمايك حول المسألة، كتب بيانًا قال فيه إنه قد قدم جولة لـ "عائلة من الدوائر الانتخابية مع أطفال صغار" في 5 يناير ولم "يدخلوا إلى أراضي الكابيتول في 6 يناير".[460] في 15 يونيو، أنكر لويدرمايك مرة أخرى المسؤولية، لكنه هذه المرة لم ينكر وجودهم في الكابيتول في 6 يناير.[459] كما اشتكى—على الرغم من استمراره في رفض طلب اللجنة لإجراء مقابلة—من أن اللجنة لم تتحدث إليه مباشرة حول أنشطته.[461]
  - نشرت صحيفة "نيويورك تايمز" تقريرًا عن تبادل رسائل بريد إلكتروني بتاريخ 24 ديسمبر 2020، الذي حصلت عليه اللجنة، بين إيستمان والمحامي كينيث تشيسيبرو ومسؤولي حملة ترامب. كتب إيستمان أنه كان على دراية بـ "قضية ساخنة" داخل المحكمة العليا بشأن ما إذا كان يجب سماع قضية، وناقش المشاركون في تبادل الرسائل البريدية ما إذا كان يجب تقديم قضية من ويسكونسن يمكن لأربعة قضاة الموافقة على تقديمها للمحكمة الكاملة. كتب إيستمان: "الاحتمالات ليست مبنية على الأسس القانونية بل على تقييم لصلابة القضاة". ورد تشيسيبرو قائلاً إن "فرص التحرك قبل 6 يناير ستصبح أكثر ملاءمة إذا بدأ القضاة في الخوف من أن هناك 'فوضى' ستحدث في 6 يناير ما لم يصدروا حكمًا بحلول ذلك الوقت، في أي حال". كان تشيسيبرو، وهو محامٍ في الاستئناف في نيويورك، قد أرسل في 11 يومًا مضت بريدًا إلكترونيًا إلى رودي جولياني بمقترح بأن يتنحى مايك بنس عن التصديق على الانتخابات في 6 يناير حتى يتمكن عضو جمهوري كبير من احتساب قوائم ناخبين مزورة للإعلان عن فوز ترامب.[462][463]
- 16 يونيو:
  - الجلسة العامة الثالثة.
  - بعد أن حصلت اللجنة على رسائل بريد إلكتروني بين جيني توماس وإيستمان،[464] عكست كل من تومسون وتشيني قرارًا سابقًا وطلبتا منها إجراء مقابلة.[465][466]
- 17 يونيو: بعد تلقيها رسالة أخرى من وزارة العدل، والتي وصفت نصوص مقابلات الشهود بأنها "حاسمة" في تحقيقاتها، قالت اللجنة إنها "منخرطة في عملية تعاونية لتلبية" احتياجات وزارة العدل. مثل الرسالة المؤرخة في 20 أبريل، تم توقيع هذه الرسالة من قبل ماثيو غرايفز وكينيث بوليت، مع إضافة ماثيو أولسن، مساعد المدعي العام لقسم الأمن القومي بوزارة العدل الأمريكية.[467]
- 21 يونيو:
  - الجلسة العامة الرابعة.
  - أفادت صحيفة "بوليتيكو" أن اللجنة قد استدعت صانع الأفلام الوثائقية أليكس هولدر في الأسبوع السابق. كان هولدر قد حصل على وصول واسع لترامب ودائرته المقربة وجرى مقابلات مع ترامب قبل وبعد 6 يناير. لم يتم الإبلاغ مسبقًا عن وجود هذه اللقطات.[468] تم إصدار السلسلة الوثائقية الناتجة، Unprecedented، بعد أسبوعين.[469]
- 23 يونيو: الجلسة العامة الخامسة.

شهدت الجلسة شهادة مباشرة من مسؤولين سابقين في وزارة العدل خلال إدارة ترامب حول كيفية محاولة ترامب استخدام وزارة العدل لإلغاء نتيجة انتخابات الرئاسة الأمريكية 2020. وكشفت شهادة مصورة أن النواب مو بروكس، آندي بيغز، ولوي غوهارت طلبوا عفوًا في نهاية إدارة ترامب. وقد يكون النائب مارغوري تايلور غرين قد طلبت العفو أيضًا، وفقًا لمساعد سابق لرئيس موظفي البيت الأبيض مارك ميدوز. وكان قد تم الإبلاغ قبل شهرين أن النائب الجمهوري مات غايتس طلب عفوًا شاملًا؛ كما تم مناقشة طلب العفو هذا خلال الجلسة.
- 28 يونيو: الجلسة العامة السادسة.

#### يوليو 2022
- 8 يوليو:
  - أدلى بات سيبولوني، المستشار السابق للبيت الأبيض، بشهادته لمدة ثماني ساعات. كان قد قدم بالفعل مقابلة مغلقة في 13 أبريل وتم استدعاؤه في 29 يونيو.[473] قالت النائبة زوي لوفغرين إن شهادته كانت متوافقة مع شهادات الشهود الآخرين وأنه تحدث عن "إهمال ترامب لواجباته".[474][475] كانت الشهادة مغلقة وتم تصويرها. رداً على بعض الأسئلة، أصر على الامتياز التنفيذي.[476]
  - عرض ستيوارت رودس، زعيم جماعة "أوث كيبرز"، من السجن تقديم شهادته أمام اللجنة، بشرط أن تُعرض شهادته دون تعديل أمام منتدى مفتوح، في مكان آخر غير السجن.[475]
- 9 يوليو: كتب ترامب إلى ستيف بانون، الذي كان يتوقع محاكمته قريباً بتهمته الفيدرالية لرفضه الامتثال للاستدعاء الموجه له. قال ترامب إنه سيُسقط "الامتياز التنفيذي لصالحك، مما يسمح لك بالشهادة بصدق وعدل"، بشرط أن يتفق بانون مع اللجنة على مكان وموعد شهادته. كتب محامي بانون إلى اللجنة فوراً، طالباً "الشهادة في جلسات الاستماع العامة" بدلاً من الإيداع المغلق الذي يستغرق ساعات.[477] (لكن اللجنة لم توافق على الفكرة.)[478]
- 11 يوليو: حكم قاضٍ بأن محامي ستيف بانون لا يمكنهم الدفع بأن استدعاء اللجنة انتهك قواعد مجلس النواب أو أن ترامب أمره بتحدي الاستدعاء.[479]
- 12 يوليو: الجلسة العامة السابعة. كشفت النائبة ليز تشيني أن دونالد ترامب حاول الاتصال بأحد الشهود في اللجنة. لم يُجب ذلك الشخص على مكالمة ترامب. قيل إن الشخص كان من الموظفين الداعمين للبيت الأبيض ولم يكن يتحدث مع ترامب بشكل منتظم وكان قد تحدث مع اللجنة. حدثت المكالمة الهاتفية خلال الأسبوعين الماضيين، بعد شهادة كاسيدي هاتشينسون العلنية.[93] تم التعرف على الشخص لاحقاً (لكن لم يُذكر اسمه) كأحد موظفي البيت الأبيض الذين لا يتحدثون عادة مع ترامب وكانوا يتحدثون مع اللجنة.[480]
- 15 يوليو:
  - استدعت اللجنة خدمة الحماية السرية الأمريكية للحصول على رسائل نصية من 5 و6 يناير 2021 التي تم حذفها من قبل عملائها.[481]
  - باتريك بيرن، الرئيس التنفيذي السابق لشركة أوستوك، أدلى بشهادته خلف الأبواب المغلقة.[482]
- 18 يوليو: بدأ اختيار هيئة المحلفين في محاكمة ستيف بانون.[483]
- 19 يوليو:
  - قالت خدمة الحماية السرية الأمريكية إنها لا تستطيع استرداد الرسائل النصية.[484] ودعت الأرشيف الوطني إلى إجراء تحقيق.[485]
  - تحدث غارِت زيغلر، أحد مساعدي البيت الأبيض في عهد ترامب إلى بيتر نافارو، إلى اللجنة. وبعدها قام ببث مباشر لنفسه وهو يصف التحقيق بأنه "حملة بولشفيكية معادية للبيض... [يرونني] شابًا مسيحيًا يمكنهم محاولة تخويفي بشكل أساسي"، وقام بالإساءة إلى كاسيدي هاتشينسون وأليسا فارا غريفين، وهما من المسؤولين في إدارة ترامب الذين تعاونوا مع اللجنة.[486]
- 20 يوليو: أخبر مفتش وزارة الأمن الداخلي خدمة الحماية السرية الأمريكية بأنها بدأت تحقيقًا جنائيًا في الرسائل النصية المفقودة.[487] كان هذا التحقيق منفصلًا عن الاستدعاء الموجه من اللجنة. وتم الكشف عن أن وزارة الأمن الداخلي كانت قد علمت مسبقًا بأن خدمة الحماية السرية قد حذفت رسائلها النصية.[205]
- 21 يوليو: الثامن من جلسات الاستماع العامة.
- 22 يوليو: تم إدانة ستيف بانون بتهمتين من ازدراء الكونغرس لرفضه الشهادة وتقديم الوثائق. من المقرر أن يُحكم عليه في 21 أكتوبر.[488]
- 24 يوليو: قالت نائبة رئيس اللجنة، النائبة ليز تشيني، إن اللجنة قد تفكر في استدعاء جيني توماس. وكانت قد طلبت منها بالفعل في 16 يونيو الاجتماع معهم طواعية.[489][490]
- 26 يوليو: بعث رئيس اللجنة تومسون، بصفته رئيس لجنة الأمن الداخلي في مجلس النواب، ورئيسة اللجنة مالوني في مجلس الرقابة والإصلاح برسالة مشتركة إلى المفتش العام بوزارة الأمن الداخلي، آليسون سي. ليرنر، رئيسة مجلس المفتشين العامين المعنيين بالنزاهة والكفاءة، لطلب التنحي عن التحقيق في الرسائل النصية المفقودة من خدمة الحماية السرية وتعيين مفتش عام آخر لإجراء التحقيق.[491]
- 28 يوليو:
  - تم الإبلاغ عن أن اللجنة قد قابلت بالفعل وزير الخزانة السابق لترامب ستيفن منوتشين، بالإضافة إلى عدد من كبار المسؤولين السابقين، بمن فيهم وزير العمل يوجين سكاليا، وزير الدفاع بالوكالة كريس ميلر، والمدعي العام بالوكالة جيفري روزن، ومن المحتمل أن تقابل مدير الاستخبارات الوطنية السابق جون راتكليف.[492]
  - تحدث رئيس موظفي البيت الأبيض السابق بالوكالة ميك مولفاني إلى اللجنة لمدة ساعتين ونصف تقريبًا. وقال إنه تم سؤاله عن مشاركته في حملة ترامب، ومحادثاته حول يوم الانتخابات، ورسائله في 6 يناير.[493]

#### أغسطس 2022
- 1 أغسطس: كرر رئيس اللجنة تومسون طلبه في 26 يوليو، حيث طلب من مفتش عام وزارة الأمن الداخلي كوفياري "التنحي". وطالب بالحصول على الوثائق والمقابلات، مستشهدًا بالأدلة التي تشير إلى أن موظفي كوفياري، بتوجيه من نائب المفتش العام توماس كايت، قد لا يكونون قد استمروا في محاولة الحصول على رسائل خدمة الحماية السرية.[494][495]
- 8 أغسطس: تلقت اللجنة رسائل نصية من أليكس جونز. كان محامو الدفاع عن جونز في قضية التشهير Heslin v. Jones ضد والدي ضحايا ساندي هوك قد أعطوا عن طريق الخطأ بيانات الهاتف هذه إلى مارك بانكستون، محامي المدعيين، الذي قام بدوره بتمرير البيانات إلى اللجنة. وأبلغ بانكستون القاضية مايا غيرا غامبل أن اللجنة قد طلبت رسائل الهاتف النصية.[496][497][498]
- 9 أغسطس: التقى مايك بومبيو، وزير الخارجية السابق، مع اللجنة. وفقًا للنائبة زوي لوغرين، فقد "أجاب على الأسئلة لفترة طويلة".[499]
- 12 أغسطس: تم الإبلاغ عن أن اللجنة قد تحدثت مؤخرًا مع إلين تشاو، وزيرة النقل السابقة في إدارة ترامب.[500]
- 23 أغسطس:
  - شهد روبرت أوبراين، مستشار الأمن القومي السابق في إدارة ترامب، أمام اللجنة.[501]
  - أفاد موقع Politico أن مساعدي اللجنة قد سافروا إلى كوبنهاغن في الأسبوع السابق لمشاهدة لقطات وثائقية موسعة عن روجر ستون. كانت الوثائق قد تم تصويرها بواسطة طاقم بقيادة كريستوفر غولدبراندسن (da).[502][503] في يونيو، كان غولدبراندسن قد رفض منح الـ FBI الوصول إلى اللقطات مباشرة، مطالبًا بأمر قضائي.[504]
- 30 أغسطس: تقاعد توني أورناتو من منصب مساعد مدير مكتب التدريب في جهاز الخدمة السرية. بعد ساعات، أخبر أورناتو إن بي سي نيوز أنه سيتعاون مع التحقيقات التي تجريها اللجنة المختارة ووزارة الأمن الداخلي.[505][506] كان قد أدلى بشهادته أمام اللجنة المختارة في مارس.[507]

#### سبتمبر 2022
- 1 سبتمبر: طلبت اللجنة المختارة من نيوت غينغريتش الظهور طوعًا في مقابلة حول اتصالاته مع كبار مساعدي ترامب قبل وبعد الهجوم، بالإضافة إلى إعلاناته التلفزيونية التي تدفع "الكذبة الكبرى".[508][509]
- 2 سبتمبر: سحبت اللجنة المختارة استدعاءها ضد اللجنة الوطنية الجمهورية وسيلز فورس.[510][511]
- 11 سبتمبر:
  - في مقابلة على بودكاست "No Lie مع براين تايلر كوهين"، صرح النائب راسكين بأن اللجنة المختارة "فوجئت تمامًا بهذه الفضيحة الجديدة" الخاصة بـ مداهمة مكتب التحقيقات الفيدرالي لمارا لاغو (وهو حدث لا تدخل اللجنة المختارة في اختصاصه). كما أشار إلى أن جلسات الاستماع الخاصة باللجنة المختارة قد تتعلق بالرسائل النصية المفقودة من الخدمة السرية بالإضافة إلى وزارة الدفاع.[512]
- 12 سبتمبر:
  - كانت اللجنة قد ناقشت بحسب التقارير ترتيب الأولويات في الخيوط التحقيقية[513] بما في ذلك:

1. طلب شهادة من مايك بنس ودونالد ترامب.
2. ما إذا كان يجب استدعاء أفراد بارزين آخرين، بما في ذلك فيرجينيا "جيني" توماس، زوجة قاضي المحكمة العليا كلارنس توماس.
3. إحالة الرئيس السابق إلى وزارة العدل (التي توسع تحقيقاتها الجنائية حول 6 يناير).

1. اتخاذ إجراء ضد خمسة من أعضاء مجلس النواب الجمهوريين الذين رفضوا التعاون مع الاستدعاءات: كيفن مكارثي (زعيم الأقلية في مجلس النواب)، جيم جوردان، مو بروكس، آندي بيغس، وسكوت بيري.
2. التحقيق في الخدمة السرية الأمريكية، بما في ذلك حذف الرسائل النصية، فضلاً عن الادعاءات بأن العميل السابق في الخدمة السرية توني أورناتو كان متورطًا شخصيًا في محاولات لتشويه شهادة مساعدة البيت الأبيض ترامب كاسي دي هاتشينسون.

- 13 سبتمبر: صرح رئيس اللجنة تومسون للصحفيين أن اللجنة المختارة تخطط لعقد جلسة استماع علنية أخرى في 28 سبتمبر (لكن تم تأجيلها في النهاية بسبب إعصار).[515] وأضاف أنهم يخططون لإصدار تقرير مؤقت في منتصف أكتوبر (لكن ذلك لم يحدث).[516][517]
- 14 سبتمبر:
  - صرح رئيس اللجنة تومسون أن الخدمة السرية قد أنتجت "آلاف الوثائق"، بما في ذلك الرسائل النصية و"الرسائل الإذاعية"، بعد استدعاء اللجنة في 15 يوليو.[518][519] وقالت النائبة لوفغرين أن اللجنة "ضغطت بشدة على الوكالة لإصدار" المواد.[520]
  - في ملف قضائي، طلبت اللجنة من قاضي اتحادي في كاليفورنيا الحصول على 3,200 صفحة إضافية من رسائل البريد الإلكتروني الخاصة بجون إيستمان. بالإضافة إلى ذلك، طلب المستشار القانوني للبيت الأبيض دوغلاس ليتر من القاضي مراجعة الدفعة المتبقية من الرسائل الإلكترونية واتخاذ قرار بشأن صحة مزاعم إيستمان حول امتيازات السلطة التنفيذية.[521][522]
- 15 سبتمبر:
  - أصدرت اللجنة المختارة جزءًا من الاتصالات الإذاعية بين أعضاء مجموعة أوث كيبرز الذين كانوا يتابعون التغطية الإخبارية الحية للهجوم ويتفاعلون مع تغريدات الرئيس ترامب. لم تكشف اللجنة عن هويات هؤلاء الأفراد، ولكن قيل أنهم كانوا في الموقع وخارجه.[523][524]
  - صرح رئيس اللجنة تومسون بأنه بالإضافة إلى إمكانية إحالة القضايا إلى وزارة العدل، قد تقوم اللجنة المختارة بإحالات إلى وكالات أخرى مثل لجنة الانتخابات الفيدرالية.[525]
- 17 سبتمبر: أفاد جون مكنتي، الذي شغل منصب مدير مكتب موظفي البيت الأبيض في إدارة ترامب، بأن النائب مات غايتز طلب عفوًا رئاسيًا مسبقًا يتعلق بالتحقيق الجاري من وزارة العدل في انتهاكات محتملة لقوانين الاتجار بالبشر الفيدرالية. كانت وزارة العدل تحقق في غايتز منذ أوائل عام 2021 بشأن هذه الادعاءات، بما في ذلك ما إذا كان غايتز قد أقام علاقة جنسية مع فتاة في السابعة عشرة من عمرها، لكن لم تُوجه إليه أي تهم.[526] لم يعلق مكنتي. كما صرح متحدث باسم غايتز بشكل غير مباشر، قائلاً إن غايتز لم يطلب بشكل مباشر العفو من ترامب.[527]
- 19 سبتمبر: أعلنت نائبة الرئيس ليز تشيني والنائبة زوي لوفغرين عن عزمهما اقتراح تعديلات على قانون العد الانتخابي لجعل من الصعب قلب نتائج الانتخابات الرئاسية المعتمدة في المستقبل.[528]
- 20 سبتمبر: تم إرسال مشروع القانون المقدم من النائبة تشيني والنائبة لوفغرين، H.R. 8873 – قانون إصلاح الانتخابات الرئاسية،[529] إلى لجنة القواعد بمجلس النواب وتم تمريره بتصويت 9–3.[530]
- 21 سبتمبر:
  - تم تمرير مشروع القانون HR 8873 في مجلس النواب بتصويت 229–203، حيث صوت جميع الديمقراطيين لصالحه. كما صوت تسعة من الجمهوريين، معظمهم الذين صوتوا لصالح الإقالة الثانية لترامب، أيضًا لصالحه.[531] قيل أن HR 8873 يحتوي على تفاصيل أكثر من النسخة الخاصة بمجلس الشيوخ، S.4573 – قانون إصلاح العد الانتخابي وتحسين الانتقال الرئاسي لعام 2022.[532][533] قالت السناتورة سوزان كولينز، من ولاية مين، لصحيفة واشنطن بوست هذا الأسبوع إنها تفضل النسخة الخاصة بمجلس الشيوخ، حيث حصلت بالفعل على موافقة عدد كافٍ من الجمهوريين في مجلس الشيوخ لتجاوز عتبة الفيلبستر.[534]
  - وافقت جيني توماس على إجراء مقابلة طوعية.[535]
- 23 سبتمبر: في مقابلة مع 60 دقيقة، قال دينفر ريغلمان، المستشار الفني الأول السابق للجنة 6 يناير وكذلك ضابط الاستخبارات العسكرية السابق وعضو الكونغرس الجمهوري السابق من فيرجينيا، إن مركز التحويلات الهاتفية في البيت الأبيض قام بتوصيل مكالمة هاتفية إلى أحد مثيري الشغب في الكابيتول في 6 يناير 2021. قال ريغلمان إنه طلب من لجنة 6 يناير أن تضغط بشكل أكبر لتحديد الأرقام. وقال متحدث باسم اللجنة المختارة إنهم "قاموا بمتابعة جميع الخيوط وتحليل جميع المعلومات التي نشأت عن عمله (ريغلمان)".[536]
- 25 سبتمبر:
  - رفع رئيس مجلس ولاية ويسكونسن روبن فوس (جمهوري) دعوى قضائية[537] ضد لجنة 6 يناير بعد أن تلقى أمر استدعاء[538] يطالبه بالإدلاء بشهادته أمام اللجنة صباح الاثنين.[539]
  - أكد النائب راكسين في برنامج Meet The Press أن اللجنة المختارة على دراية بالتواصل بين مركز تحويلات البيت الأبيض وأحد مثيري الشغب أثناء الهجوم على الكابيتول. قال راكسين "كما تعلمون، لا أستطيع أن أقول شيئًا محددًا عن تلك المكالمة بالذات، لكننا على دراية بها."
- 27 سبتمبر: مع اقتراب الإعصار إيان من فلوريدا، أرجأت اللجنة المختارة جلستها العامة التي كانت مقررة في اليوم التالي، 28 سبتمبر. في بيان مشترك، قال الرئيس تومسون ونائبة الرئيس تشيني: "نحن نصلي من أجل سلامة جميع من في مسار العاصفة."[540]
- 28 سبتمبر: تم تأجيل الاجتماع المقرر بسبب إعصار إيان.
- 29 سبتمبر: أدلت جيني توماس بشهادتها طواعية بشكل شخصي. وقال الرئيس تومسون إن توماس لا تزال تؤمن بأن الانتخابات الرئاسية سُرقت وأنها أجابت على "بعض الأسئلة".[541] كما نفت توماس مناقشة أنشطتها بعد الانتخابات مع زوجها، القاضي في المحكمة العليا.[542]

#### أكتوبر 2022
- 4 أكتوبر: رفضت كيلي وارد، رئيسة الحزب الجمهوري في أريزونا، الإجابة على الأسئلة خلال شهادتها المقررة بواسطة الاستدعاء أمام اللجنة المختارة.[543]
- 7 أكتوبر: رفضت القاضية الفيدرالية ديان هوميتوا طلب وارد لإلغاء استدعائها في 15 فبراير، مما مهد الطريق للجنة المختارة للوصول إلى سجلات هاتفها المحمول.[544][545]
- 11 أكتوبر: تحقيق الشرطة الأمريكية في رسالة تم إرسالها إلى الرئيس تومسون تحتوي على "لغة مقلقة" بالإضافة إلى مادة مشبوهة.[546] تم التأكد من أنها لا تشكل تهديدًا.[547]
- 13 أكتوبر: الجلسة العامة التاسعة. صوتت اللجنة المختارة بالإجماع، على الهواء مباشرة في التلفزيون الوطني، لاستدعاء دونالد ترامب.[548][549] كتب ترامب رسالة من 14 صفحة ردًا على ذلك.[550]
- 19 أكتوبر: أمر القاضي ديفيد كارتر جون إيستمان بتسليم 33 وثيقة إضافية إلى اللجنة المختارة.[551] كانت ثمانية رسائل بريد إلكتروني ذات أهمية خاصة: حيث قال كارتر إن أربعة منها تتعلق بجريمة عرقلة سير العدالة، حيث تشير إلى أن إيستمان ومحاميين آخرين كانوا يهدفون أساسًا إلى "تأجيل أو تعطيل" المصادقة على الانتخابات دون أن يؤمنوا بالدفوع القانونية التي قدموها، وأربعة أخرى ناقشت رفع دعاوى قضائية كتكتيك لتأخير العملية.[552][553] قرر كارتر أنها "ذات صلة كافية وتهدف إلى الإسهام في مؤامرة للاحتيال على الولايات المتحدة".[554]
- 21 أكتوبر:
  - تم الحكم على ستيف بانون بالسجن لمدة أربعة أشهر بسبب رفضه الشهادة.[555] (قدم استئنافًا ضد إدانته وحكمه، لذا بقي حرًا حتى يوليو 2024.)[556][557]
  - قدمت اللجنة المختارة رسميًا استدعاءً للرئيس السابق دونالد ترامب للإدلاء بشهادته تحت القسم وكذلك تقديم الوثائق ذات الصلة، بعد أن صوتت في الأسبوع السابق للقيام بذلك. طلبت اللجنة من ترامب تقديم الوثائق في صباح 4 نوفمبر والإدلاء بشهادته في صباح 14 نوفمبر.[4][162][191] قالت نائب الرئيس تشيني لاحقًا أن شهادة ترامب يجب أن تكون خلف أبواب مغلقة ولا يمكن بثها مباشرة.[192] بينما كانت الاستدعاءات السابقة تحمل توقيع رئيس اللجنة طومسون فقط، فإن هذا هو الاستدعاء الأول الذي يحمل توقيع نائب الرئيس تشيني أيضًا.
- 25 أكتوبر: هوپ هيكس أدلت بشهادتها.[558]
- 28 أكتوبر: سلم محامو إيستمان رسائل البريد الإلكتروني الثمانية إلى اللجنة.[553]
- 31 أكتوبر: قام قاضي محكمة المقاطعة الأمريكية كارل نيكولز برفض دعوى مارك ميدوز، حيث خلص إلى أن استدعاء 23 سبتمبر 2021 كان ساريًا ومبررًا بموجب سلطات التشريع المنصوص عليها في الدستور.[559][560]

#### نوفمبر 2022
- 1 نوفمبر: قالت نائبة الرئيس ليز تشيني إن اللجنة كانت "في مناقشات" مع محاميي ترامب بشأن استدعائهم له للإدلاء بشهادته تحت القسم.[561]
- 2 نوفمبر: قامت اللجنة بمقابلة العميل السابق في جهاز الخدمة السرية جون غوتسمييدل.[562]
- 3 نوفمبر: قامت اللجنة المختارة بمقابلة تيم جيبلز، رئيس فريق الأمن الخاص بنائب الرئيس مايك بنس.[562]
- 4 نوفمبر: أصدرت اللجنة المختارة بيانًا عامًا مقتضبًا يشير إلى أن ترامب لم يقم بعد بتسليم أي من الوثائق المستدعاة، مؤكدين أنه يجب عليه "بدء" تقديمها "الأسبوع المقبل" وأضافوا أن موعد إدلائه بالشهادة في 14 نوفمبر لم يتغير.[563]
- 7 نوفمبر: قامت اللجنة المختارة بمقابلة الشخص الذي كان يقود ترامب في السيارة الرئاسية في يوم الهجوم. لم يُكشف عن اسمه علنًا.[564] وقد أدلى بشهادته قائلًا إنه على عكس شهادة كاسي هاتشينسون حول ما قاله توني أورناتو لها، فإن ترامب "لم يمسك بعجلة القيادة. لم أرَه، كما تعلمون، يندفع محاولةً للوصول إلى المقعد الأمامي على الإطلاق.”[565]
- 9 نوفمبر: كتب محامو ترامب إلى اللجنة المختارة قائلين إنه سيأخذ في اعتباره تقديم ردود مكتوبة بدلاً من الشهادة الشفوية.[566]
- 11 نوفمبر: رفع ترامب دعوى قضائية ضد اللجنة المختارة لوقف الاستدعاء الصادر في 21 أكتوبر. جادل محاموه في ملف مكون من 41 صفحة بأن "لا رئيس أو رئيس سابق تم إجباره" بواسطة استدعاء لتقديم وثائق أو شهادة. تم رفع الدعوى في المحكمة الجزئية الأمريكية في جنوب فلوريدا في ويست بالم بيتش، وهي نفس المحكمة التي نجح فيها ترامب مؤخرًا في رفع دعوى للحصول على خبير خاص في قضية مستندات مارالاغو.[163][566]
- 14 نوفمبر:
  - لم يمتثل ترامب للاستدعاء بشأن إدلائه بشهادته. عبرت اللجنة المختارة عن استيائها من أن محاميه "لم يبذلوا أي محاولة للتفاوض بشأن أي ظهور من أي نوع، وأن دعواه القضائية تقدم العديد من الحجج نفسها التي رفضتها المحاكم مرارًا على مدار العام الماضي". وقالوا إنهم سيقومون "بتقييم الخطوات التالية".[5]
  - رفضت المحكمة العليا الأمريكية طلب رئيسة الحزب الجمهوري في أريزونا كيلي وارد لإلغاء استدعاء اللجنة المختارة لبيانات هاتفها.[567][568]
- 15 نوفمبر: صرح رئيس اللجنة تومسون بأن إحالة إلى المحكمة بتهمة ازدراء الكونغرس تستهدف ترامب "قد تكون خيارًا".[569]
- 17 نوفمبر: قامت اللجنة المختارة باستجواب رئيس وحدة حماية ترامب السابق، روبرت إنجل.[570]
- 30 نوفمبر:
  - شهد رئيس مجلس ولاية ويسكونسن، روبن فوس، أمام اللجنة.[571]
  - صرح رئيس اللجنة تومسون بأن اللجنة لا تتوقع إجراء مزيد من شهادات الشهود.[571] ووافق النائب زوي لوفغرين على ذلك: "لقد أكملنا الآن جميع مقابلاتنا".[572]
  - كرر المدعي العام الأمريكي ميريك غارلاند طلبه للحصول على "جميع" نصوص المقابلات.[573]
  - كتب زعيم الأقلية في مجلس النواب كيفن مكارثي رسالة يحذر فيها اللجنة من أن مجلس النواب القادم ذو الأغلبية الجمهورية سيتحقق من عمل اللجنة. ورد رئيس اللجنة تومسون بأن اللجنة كانت تخطط لنشر معظم نتائجها على أي حال. كما أشار إلى أن مكارثي قد تحدى استدعاء، وقال تومسون: "لذا"، "أعتقد أن الحصان قد غادر الإسطبل".[574]

#### ديسمبر 2022
- 6 ديسمبر: صرح رئيس اللجنة تومسون بأن اللجنة المختارة ستوجه إحالات جنائية إلى وزارة العدل[575] لكنه أشار إلى أن اللجنة لم تقرر بعد من ستوجه لهم الإحالات.[576]
- 13 ديسمبر: أعادت اللجنة تحديد موعد تصويتها على الإحالات الجنائية. الموعد الجديد كان 19 ديسمبر. (في وقت سابق، قالت إنها ستفعل ذلك في 21 ديسمبر.)[577][578]

#### 19 ديسمبر
- عقدت اللجنة المختارة آخر اجتماع عام لها.[97]
  - قام الأعضاء بتلخيص نتائجهم التحقيقية.
  - أوصوا بتوجيه تهم لأترامب بأربع جرائم:[579] 18 U.S.C §§ 1512(c),[580] 371,[581] 1001,[582] و2383.[583]
  - أوصوا بتوجيه تهمتين مماثلتين إلى إيستمان.[7]
  - تم التصويت 9-0 لاعتماد التقرير النهائي.
  - قوبل قرارهم بتصفيق من الجمهور، ثم تم رفع الجلسة للمرة الأخيرة.
- تم إصدار مقدمة التقرير النهائي، بعنوان "الملخص التنفيذي"، مباشرة بعد الاجتماع.[584]
  - أحالت اللجنة النواب مكارثي، جوردان، بيغس، وبيري إلى لجنة أخلاقيات مجلس النواب، موصية بتوقيع عقوبات عليهم لعدم امتثالهم للمذكرات القضائية.[26][585]
  - كما شمل الإحالة الجنائية للجنة إلى وزارة العدل أسماء جيفري كلارك، كينيث تشيسبرو، مارك ميدوز، ورودولف جولياني باعتبارهم متآمرين محتملين، على الرغم من عدم إحالتهم بسبب نقص الأدلة.[586][587][588]
- بعد الاجتماع، أوضح النائب راسكين للصحفيين أن المزيد من الإحالات الجنائية، بما في ذلك لأعضاء في الكونغرس، ستتم توضيحها في التقرير النهائي. وقال راسكين للصحفيين إن اللجنة أحالت هؤلاء الأفراد لأن "ال evidence كانت وفيرة على مشاركتهم في جرائم"؛ وأشار إلى أن وزارة العدل قد توجه تهمًا جنائية ضد أي شخص تختاره، إذا كان لديها الأدلة للقيام بذلك.[589]
- نشر ترامب على تروث سوشل: "ما لا يقتلني يجعلني أقوى."[590] ومع ذلك، بدا أن زعيم الأقلية في مجلس الشيوخ ميتس مكونيل يلوم ترامب، قائلاً: "البلاد كلها تعرف من المسؤول عن ذلك اليوم."[591] تجنب قادة الحزب الجمهوري الآخرون التعليق.[592]
- 21 ديسمبر: بدأت اللجنة في إصدار نصوص المقابلات.[14]
- 22 ديسمبر:
  - أصدرت اللجنة نصوص شهادة كاسي هاتشينسون في 14 و15 سبتمبر 2022. هناك، كشفت هاتشينسون أن حلفاء ترامب قد ضغطوا عليها لعدم الإدلاء بشهادتها.[593][594]
  - في المساء، أصدرت اللجنة تقريرها النهائي علنًا. (كان من المتوقع إصدار التقرير في اليوم السابق، ولكن تم تأجيله.)[13] أوصى التقرير بأن تلاحق وزارة العدل التهم الجنائية ضد ترامب.[595]
  - نشر ترامب على Truth Social، مهاجمًا "تقرير اللجنة الانتقائية الحزبي بشدة" دون الرد على محتواه. كرر عدة شكاوى حول اللجنة الانتقائية والتقرير، بما في ذلك فشلها في النظر في مزاعم الجمهوريين بأن فشل الأمن كان السبب وراء هجوم 6 يناير.[596]
- 24 ديسمبر: نشر ترامب على Truth Social: "لم يكن لدي أي علاقة تقريبًا مع 6 يناير,"[597] مع وصف محاميه للإحالات التي أصدرتها اللجنة بأنها "لا قيمة لها تقريبًا".[598]
- 28 ديسمبر: كتب الرئيس تشومسون إلى محامي ترامب، يُخطرهم بأن اللجنة تسحب استدعاءها وأن ترامب "لم يعد ملزمًا بالامتثال". وأوضح أن اللجنة، نظرًا لأن الكونغرس الجديد سيعقد بعد أقل من أسبوع، "لم يعد بإمكان اللجنة الانتقائية متابعة المعلومات المحددة التي يغطيها الاستدعاء".[599]

## الاستدعاءات
تستند سلطة الاستدعاء للجنة الانتقائية إلى قرار مجلس النواب 503، القسم 5: الإجراءات:
"(ج) تطبيق القواعد المنظمة لإجراءات اللجان. – تنطبق القاعدة الحادية عشرة من قواعد النواب على اللجنة الانتقائية باستثناء ما يلي:
- (4) يمكن لرئيس اللجنة الانتقائية أن يصرح ويصدر الاستدعاءات وفقًا للبند 2(م) من القاعدة الحادية عشرة في التحقيق والدراسة المنفذين وفقًا للأقسام 3 و 4 من هذا القرار، بما في ذلك لغرض أخذ إفادات.
- (5) يُصرح لرئيس اللجنة الانتقائية بإجبار توفير المعلومات عن طريق الاستجواب بواسطة الاستدعاء.
- (6)(أ) يمكن لرئيس اللجنة الانتقائية، بعد التشاور مع العضو الأقلية الأعلى، أن يأمر بأخذ إفادات، بما في ذلك بموجب استدعاء، من قبل عضو أو مستشار للجنة الانتقائية، بنفس الطريقة التي تتبعها اللجنة الدائمة وفقًا للقسم 3(ب)(1) من قرار مجلس النواب 8، الكونغرس 117.
- (6)(ب) تكون الإفادات التي يتم أخذها بموجب السلطة المنصوص عليها في هذا الفقرة خاضعة للإجراءات التي قدمها رئيس لجنة القواعد للطباعة في السجل الكونغرس في 4 يناير 2021.
- (7) يمكن أن يتم توقيع الاستدعاءات المصرح بها بموجب هذا القرار من قبل رئيس اللجنة الانتقائية أو من يختاره"[600]

وفقًا لخدمة البحث الكونغرسية، يمكن للرئيس (أو الشخص الذي يحدده) بدء وتفويض الاستدعاءات دون التشاور مع نائب الرئيس أو أعضاء اللجنة الآخرين.
في تحقيق السادس من يناير، شهد بعض الأشخاص وقدموا مستندات طواعية، بينما أُجبر آخرون قانونيًا بموجب استدعاءات. لم تعلن اللجنة دائمًا عن الاستدعاءات التي أصدرتها.
من الجدير بالذكر:
- في عام 2021، طلبت اللجنة سجلات هاتفية لأكثر من 100 شخص، مما دفع بعضهم إلى رفع دعاوى قضائية. بحلول ديسمبر 2022، ومع انتهاء اللجنة من تحقيقها، كان هناك ما لا يقل عن سبع دعاوى قضائية لا تزال معلقة في محكمة دائرة العاصمة، وتخلت اللجنة عن الانتظار وسحبت استدعاءاتها للحصول على بيانات الهاتف الخاصة بـ سيباستيان غوركا، ستيفن ميلر، كليتا ميتشل، روجر ستون، المصورة الصحفية إيمي هاريس، وبعض المتهمين في أعمال الشغب بمبنى الكابيتول في السادس من يناير.
- في 12 مايو 2022، استدعت اللجنة خمسة من الجمهوريين في مجلس النواب: جيم جوردان، مو بروكس، سكوت بيري، آندي بيغز، وزعيم الأقلية كيفن مكارثي.[440] رفض جميعهم التعاون.[571] باستثناء بروكس، تمت إحالة الآخرين إلى وزارة العدل في الاجتماع الأخير للجنة في 19 ديسمبر 2022.[26] وكان النائب تومسون، رئيس اللجنة، قد صرّح لـ NBC في برنامج قابل الصحافة في 2 يناير 2022، أنهم لن يترددوا في استدعاء أعضاء الكونغرس الحاليين بمجرد التأكد من أن لديهم السلطة القانونية للقيام بذلك.[601]
- في 15 يوليو 2022، استدعت اللجنة الخدمة السرية الأمريكية، وكانت هذه هي المرة الأولى التي تستدعي فيها وكالة من السلطة التنفيذية. جاء الاستدعاء بعد أن أصبح معروفًا أن الخدمة السرية قد حذفت رسائل نصية من يومي 5 و6 يناير 2021، بعد أن طلبها المفتش العام لوزارة الأمن الداخلي لمراجعة ما بعد الأحداث الخاصة بالخدمة المتعلقة بهجوم السادس من يناير. على الرغم من أن الخدمة السرية زعمت أن الحذف كان جزءًا من "نقل الأجهزة" المخطط له منذ فترة طويلة، إلا أن المفتش العام أشار إلى اعتقاده بأن الخدمة لم تتعاون بشكل كامل.
- في 21 أكتوبر 2022، استدعت اللجنة الرئيس السابق دونالد ترامب،[4] لكنه رفع دعوى قضائية لمنع ذلك.[566] بالنظر إلى تاريخ ترامب، بدا من غير المحتمل أن يلتزم بالاستدعاء. في فبراير 2021، خلال محاكمة عزله الثانية، طلب النائب جيمي راسكين، المدير الرئيسي لمحاكمة العزل في مجلس النواب، من ترامب الإدلاء بشهادته حول أحداث 6 يناير، لكنه رفض.
- ترامب كان دائمًا يحث الجمهوريين الآخرين على عدم التعاون مع تحقيقات اللجنة، ولم يتعاون مع التحقيقات الرئيسية الأخرى في الجرائم المزعومة التي ارتكبها في قضايا أخرى.
- لو كان مجلس النواب بكامل أعضائه قد صوّت على اعتباره في ازدراء جنائي للكونغرس قبل بدء الكونغرس الجديد في أوائل يناير 2023، لكان بإمكان وزارة العدل توجيه تهمة الازدراء الجنائي للكونغرس ضده.

| الاسم                                                  | الدور                                                                                             | تاريخ الاستدعاء             | الإفادة                                 | النتيجة |  |
| ------------------------------------------------------ | ------------------------------------------------------------------------------------------------- | --------------------------- | --------------------------------------- | --- |  |
| شركات الاتصالات                                        | سجلات المكالمات لأكثر من 100 شخص                                                                  | 1 سبتمبر 2021 صيف/خريف 2021 | غير متوفر                               | غير معروف |  |
| مارك ميدوز                                             | رئيس موظفي البيت الأبيض السابق                                                                    | 23 سبتمبر 2021              | 15 أكتوبر 2021 (أصلي) 12 نوفمبر 2021    | إحالة جنائية إلى وزارة العدل؛ وزارة العدل قالت سابقًا إنها لن توجه إليه اتهامًا على الرغم من عدم ظهوره في البداية، تعاون لاحقًا ثم توقف وقام برفع دعوى قضائية؛ القاضي رفض دعواه القضائية في 31 أكتوبر 2022 |  |
| دانيال سكافينو                                         | نائب رئيس موظفي البيت الأبيض السابق للاتصالات                                                     | 23 سبتمبر 2021              | 15 أكتوبر 2021 (أصلي) تم تأجيله ست مرات | وزارة العدل قالت إنها لن توجه له اتهامًا |  |
| كاش باتل                                               | رئيس موظفي وزير الدفاع الأمريكي كريستوفر سي. ميلر السابق                                          | 23 سبتمبر 2021              | 14 أكتوبر 2021 (أصلي) 9 ديسمبر 2021     | مثّل أمام اللجنة |  |
| ستيفن بانن                                             | كبير استراتيجيي البيت الأبيض ومستشار أول للرئيس ترامب السابق                                      | 23 سبتمبر 2021              | 14 أكتوبر 2021                          | تم توجيه الاتهام، الإدانة، والحكم عليه؛ كان في السجن لمدة أربعة أشهر |  |
| آمي كريمر                                              | مؤسسة ورئيسة Women For America First؛ والدة كايلي كريمر                                           | 29 سبتمبر 2021              | 29 أكتوبر 2021                          | |  |
| كايلي كريمر                                            | مؤسسة والمديرة التنفيذية لـ Women For America First؛ ابنة آمي كريمر                               | 29 سبتمبر 2021              | 29 أكتوبر 2021                          | |  |
| سينثيا شافيان                                          | قدمت أول طلب للحصول على تصريح نيابة عن WFAF لتنظيم تجمع 6 يناير، ومؤسسة Eighty Percent Coalition  | 29 سبتمبر 2021              | 28 أكتوبر 2021                          | |  |
| كارولين رين                                            | مستشارة "VIP" لتجمع 6 يناير، وفقًا لتصريح التجمع                                                   | 29 سبتمبر 2021              | 26 أكتوبر 2021                          | |  |
| ماجي مولفاني                                           | قائدة فريق "VIP" لتجمع 6 يناير، وفقًا لتصريح التجمع                                                | 29 سبتمبر 2021              | 26 أكتوبر 2021                          | |  |
| جاستن كابورال                                          | من شركة Event Strategies, Inc؛ مدير المشروع لتجمع 6 يناير، وفقًا لتصريح التجمع                     | 29 سبتمبر 2021              | 25 أكتوبر 2021                          | |  |
| تيم أونيس                                              | من شركة Event Strategies, Inc؛ مدير المسرح لتجمع 6 يناير، وفقًا لتصريح التجمع                      | 29 سبتمبر 2021              | 25 أكتوبر 2021                          | |  |
| ميجان باورز                                            | من شركة MPowers Consulting LLC؛ مديرة العمليات للجدولة والإرشاد لتجمع 6 يناير، وفقًا لتصريح التجمع | 29 سبتمبر 2021              | 21 أكتوبر 2021                          | |  |
| هانا سالم ستون                                         | مسؤولة اللوجستيات للتجمع                                                                          | 29 سبتمبر 2021              | 22 أكتوبر 2021                          | |  |
| ليندون برينتول                                         | مشرف ميداني للتجمع؛ مالك شركة أمنية                                                               | 29 سبتمبر 2021              | 22 أكتوبر 2021                          | |  |
| كاترينا بيرسون                                         | المتحدثة الوطنية لحملة ترامب 2016                                                                 | 29 سبتمبر 2021              | 3 نوفمبر 2021                           | |  |
| علي ألكساندر                                           | مرتبط بتصريح تجمع "أوقفوا السرقة"                                                                 | 7 أكتوبر 2021               | 29 أكتوبر 2021                          | تعاون مع التحقيق اعتبارًا من أبريل 2022 |  |
| ناثان مارتن                                            | مرتبط بتصريح تجمع "أوقفوا السرقة"                                                                 | 7 أكتوبر 2021               | 28 أكتوبر 2021                          | |  |
| محاولات إبطال نتائج الانتخابات الرئاسية الأمريكية 2020 | منظمة؛ جورج بي. كولمان، "مسؤول السجلات"، سيتم استدعاؤه                                            | 7 أكتوبر 2021               | N/A                                     | |  |
| جيفري كلارك                                            | مساعد سابق للمدعي العام لقسم البيئة والموارد الطبيعية                                             | 13 أكتوبر 2021              | 29 أكتوبر 2021                          | إحالة جنائية إلى وزارة العدل؛ التزام بالتعديل الخامس (رفض الشهادة) في جلسة 2 فبراير 2022، وكان قد استند إلى الامتياز التنفيذي (رفض الشهادة) في جلسة 5 نوفمبر 2021 وأُعيد جدولتها بسبب مرضه               |  |
| ويليام ستيبين                                          | مدير حملة ترامب 2020                                                                              | 8 نوفمبر 2021               | 13 ديسمبر 2021                          | |  |
| جيسون ميلر                                             | كبير مستشاري حملة ترامب                                                                           | 8 نوفمبر 2021               | 10 ديسمبر 2021                          | |  |
| جون إيستمان                                            | محامٍ محافظ وأستاذ سابق                                                                            | 8 نوفمبر 2021               | 8 ديسمبر 2021                           | إحالة جنائية إلى وزارة العدل؛ استند سابقًا إلى التعديل الخامس (رفض الشهادة) |  |
| مايكل فلين                                             | مستشار الأمن القومي السابق لترامب                                                                 | 8 نوفمبر 2021               | الأصل: 6 ديسمبر 2021 تم التأجيل         | استند إلى التعديل الخامس (رفض الشهادة) خلال مثوله في 10 مارس، بعد فشل محاولته القانونية لإبطال أمر الاستدعاء                                                                                            |  |
| أنجيلا ماكالوم                                         | مساعدة تنفيذية في حملة ترامب                                                                      | 8 نوفمبر 2021               | 30 نوفمبر 2021                          | |  |
| برنارد كيرك                                            | حاضر في الاجتماعات في فندق ويلارد                                                                 | 8 نوفمبر 2021               | 3 ديسمبر 2021                           | ظهر طوعًا في 13 يناير 2022 |  |
| نيكولاس لونا                                           | مساعد شخصي لترامب                                                                                 | 9 نوفمبر 2021               | الأصل: 6 ديسمبر 2021 تم التأجيل         | |  |
| مولي أ. مايكل                                          | مساعدة تنفيذية ومنسقة عمليات المكتب البيضاوي                                                      | 9 نوفمبر 2021               | 2 ديسمبر 2021                           | |  |
| بن ويليامسون                                           | مستشار كبير لرئيس الموظفين مارك ميدوز                                                             | 9 نوفمبر 2021               | 2 ديسمبر 2021                           | |  |
| أنجيلا ماكالوم                                         | مساعدة تنفيذية في حملة ترامب                                                                      | 8 نوفمبر 2021               | 30 نوفمبر 2021                          | |  |
| برنارد كيرك                                            | حاضر في الاجتماعات في فندق ويلارد                                                                 | 8 نوفمبر 2021               | 3 ديسمبر 2021                           | ظهر طوعًا في 13 يناير 2022 |  |
| نيكولاس لونا                                           | مساعد شخصي لترامب                                                                                 | 9 نوفمبر 2021               | الأصل: 6 ديسمبر 2021 تم التأجيل         | |  |
| مولي أ. مايكل                                          | مساعدة تنفيذية ومنسقة عمليات المكتب البيضاوي                                                      | 9 نوفمبر 2021               | 2 ديسمبر 2021                           | |  |
| بن ويليامسون                                           | مستشار كبير لرئيس الموظفين مارك ميدوز                                                             | 9 نوفمبر 2021               | 2 ديسمبر 2021                           | |  |
| كريستوفر ليديل                                         | نائب رئيس الموظفين                                                                                | 9 نوفمبر 2021               | 30 نوفمبر 2021                          | |  |
| جون ماكنتي                                             | مدير مكتب الموظفين الرئاسيين في البيت الأبيض                                                      | 9 نوفمبر 2021               | 15 ديسمبر 2021                          | |  |
| كيث كيلوج                                              | مستشار الأمن القومي لنائب الرئيس مايك بنس                                                         | 9 نوفمبر 2021               | 1 ديسمبر 2021                           | أدلى بشهادته |  |
| كايلي ماكناني                                          | أمينة صحافة البيت الأبيض السابقة                                                                  | 9 نوفمبر 2021               | 3 ديسمبر 2021                           | ظهرت في 12 يناير |  |
| ستيفن ميلر                                             | مدير كتابة الخطابات ومستشار أول للسياسات تحت الرئيس السابق ترامب                                  | 9 نوفمبر 2021               | 14 ديسمبر 2021                          | |  |
| كاسيدي هوتشينسون                                       | مساعد خاص للرئيس ومنسق الشؤون التشريعية                                                           | 9 نوفمبر 2021               | 1 ديسمبر 2021                           | أدلت بشهادتها أربع مرات خلف الأبواب المغلقة, بما في ذلك 23 فبراير و7 مارس 2022, قبل أن تتحدث في الجلسة العامة السادسة للجنة في 28 يونيو 2022                                                            |  |
| كينيث كلوكووسكي                                        | مستشار كبير لمساعد المدعي العام جيفري كلارك                                                       | 9 نوفمبر 2021               | 29 نوفمبر 2021                          | |  |
| أليكس جونز                                             | مقدم برنامج إنفووارز                                                                              | 22 نوفمبر 2021              | 18 ديسمبر 2021                          | تعديل الحق الخامس (رفض الشهادة) |  |
| روجر ستون                                              | عميل جمهوري                                                                                       | 22 نوفمبر 2021              | 17 ديسمبر 2021                          | تعديل الحق الخامس (رفض الشهادة) |  |
| داستن ستوكستون                                         | منظم "وقف السرقة"                                                                                 | 22 نوفمبر 2021              | 14 ديسمبر 2021                          | |  |
| جينيفر لورانس                                          | منظمة "وقف السرقة"                                                                                | 22 نوفمبر 2021              | 15 ديسمبر 2021                          | |  |
| تايلور بودوفيتش                                        | متحدث باسم ترامب؛ مدير الاتصالات في لجنة "أنقذوا أمريكا"                                          | 22 نوفمبر 2021              | 16 ديسمبر 2021                          | أدلى بشهادته؛ رفع دعوى قضائية لمنع نشر السجلات المالية، ولكن اللجنة كانت قد تلقتها بالفعل |  |
| حراس القسم                                             | منظمة ميليشيا يمينية متطرفة                                                                       | 23 نوفمبر 2021              | N/A                                     | |  |
| منظمة أولاد فخورون                                     | منظمة ميليشيا يمينية متطرفة                                                                       | 23 نوفمبر 2021              | 7 ديسمبر 2021                           | |  |
| ستيوارت رودس                                           | مؤسس "حراس القسم"                                                                                 | 23 نوفمبر 2021              | 14 ديسمبر 2021                          | تم اتهامه من قبل المدعين الفيدراليين؛ تمت إدانته بالتآمر التحريضي |  |
| إنريكي تاريو                                           | رئيس "أولاد فخورين" ومدير ولاية فلوريدا لـ "لاتينوس من أجل ترامب"                                 | 23 نوفمبر 2021              | 15 ديسمبر 2021                          | تم اتهامه من قبل المدعين الفيدراليين؛ تم توجيه تهم بالتآمر والتمرد |  |
| روبرت باتريك لويس                                      | "الحرس الأول للتعديل"                                                                             | 23 نوفمبر 2021              | 16 ديسمبر 2021                          | |  |
| مارك شورت                                              | رئيس موظفي نائب الرئيس                                                                            | نوفمبر 2021                 | 26 يناير 2022                           | أدلى بشهادته؛ قد يكون قد تلقى "استدعاء ودّي" لتشجيع التعاون |  |
| ماكس ميلر                                              | مدير مساعد في مكتب موظفي الرئاسة ومساعد خاص للرئيس السابق ترامب                                   | 10 ديسمبر 2021              | 6 يناير 2022                            | |  |
| روبرت “بوبي” بيدي جونيور                               | نائب مساعد سابق للرئيس ترامب ومدير التقدم الرئاسي                                                 | 10 ديسمبر 2021              | 7 يناير 2022                            | |  |
| برايان جاك                                             | مدير السياسة في البيت الأبيض لترامب                                                               | 10 ديسمبر 2021              | 10 يناير 2022                           | |  |
| برايان لويس                                            | مساعد لترامب ساعد في التخطيط للتجمع                                                               | 10 ديسمبر 2021              | 4 يناير 2022                            | |  |
| إد مارتن                                               | حليف لترامب ساعد في التخطيط للتجمع                                                                | 10 ديسمبر 2021              | 5 يناير 2022                            | |  |
| كيمبرلي فليتشر                                         | صلات بـ "أمهات من أجل أمريكا"، ساعدت في تخطيط التجمعات                                            | 10 ديسمبر 2021              | 4 يناير 2022                            | |  |
| فيل والدورن                                            | مؤلف عرض PowerPoint بعنوان "تزوير الانتخابات، التدخل الأجنبي والخيارات ل6 يناير"                  | 16 ديسمبر 2021              | 17 يناير 2022                           | |  |
| أندي سورابيان                                          | مستشار لدونالد ترامب جونيور                                                                       | 11 يناير 2022               | 31 يناير 2022                           | |  |
| آرثر                                                   | مستشار لدونالد ترامب جونيور                                                                       | 11 يناير 2022               | 1 فبراير 2022                           | |  |
| روس وورثينغتون                                         | موظف سابق في البيت الأبيض؛ ساعد ترامب في كتابة خطابه لتجمع 6 يناير                                | 11 يناير 2022               | 2 فبراير 2022                           | |  |
| ميتا، ألفابت إنك، يوتيوب، تويتر، رديت                  | شركات وسائل التواصل الاجتماعي                                                                     | 13 يناير 2022               | N/A                                     | |  |
| رودي جولياني                                           | محامي شخصي سابق لترامب                                                                            | 18 يناير 2022               | أصلاً 8 فبراير 2021 تم التأجيل           | إحالة جنائية إلى وزارة العدل |  |
| سيدني باول                                             | محامية سابقة لترامب                                                                               | 18 يناير 2022               | 8 فبراير 2022                           | رفعت دعوى لوقف الإفراج عن سجلات الهاتف |  |
| جينا إليس                                              | محامية سابقة لترامب                                                                               | 18 يناير 2022               | 8 فبراير 2022                           | |  |
| بوريس إبشتاين                                          | مستشار سابق لترامب                                                                                | 18 يناير 2022               | 8 فبراير 2022                           | |  |
| إريك ترامب                                             | ابن ترامب                                                                                         | 18 يناير 2022               | تم الحصول على السجلات                   | |  |
| كيمبرلي غويلفويل                                       | مستشارة لترامب، وخطيبة دونالد ترامب الابن                                                         | 18 يناير 2022               | تم الحصول على السجلات                   | |  |
| نيك فونتس                                              | زعيم غرويبيرس، ناشط قومية بيضاء، مقدم بودكاست                                                     | 19 يناير 2022               | 9 فبراير 2022                           | |  |
| باتريك كاسي                                            | ناشط يميني متطرف                                                                                  | 19 يناير 2022               | 9 فبراير 2022                           | |  |
| نانسي كوتل                                             | مدرجة كرئيسة للجنة في ولاية أريزونا ضمن قائمة انتخابية مزيفة لترامب                               | 28 يناير 2022               | 16 فبراير 2022                          | |  |
| لورين بي. بيلغرينو                                     | مدرجة كأمينة سر في ولاية أريزونا ضمن قائمة انتخابية مزيفة لترامب                                  | 28 يناير 2022               | 16 فبراير 2022                          | |  |
| ديفيد شافر                                             | مدرج كرئيس للجنة في ولاية جورجيا ضمن قائمة انتخابية مزيفة لترامب                                  | 28 يناير 2022               | 21 فبراير 2022                          | |  |
| شاون ستيل                                              | مدرج كأمين سر في ولاية جورجيا ضمن قائمة انتخابية مزيفة لترامب                                     | 28 يناير 2022               | 21 فبراير 2022                          | |  |
| كاثي بيردن                                             | مدرجة كرئيسة للجنة في ولاية ميشيغان ضمن قائمة انتخابية مزيفة لترامب                               | 28 يناير 2022               | 22 فبراير 2022                          | |  |
| مايرا رودريغيز                                         | مدرجة كأمينة سر في ولاية ميشيغان ضمن قائمة انتخابية مزيفة لترامب                                  | 28 يناير 2022               | 22 فبراير 2022                          | |  |
| جويل بودريل                                            | مدرج كرئيس للجنة في ولاية نيو مكسيكو ضمن قائمة انتخابية مزيفة لترامب                              | 28 يناير 2022               | 23 فبراير 2022                          | |  |
| ديبورا دبليو. مايستاس                                  | مدرجة كأمينة سر في ولاية نيو مكسيكو ضمن قائمة انتخابية مزيفة لترامب                               | 28 يناير 2022               | 23 فبراير 2022                          | |  |
| مايكل جي. ماكدونالد                                    | مدرج كرئيس للجنة في ولاية نيفادا ضمن قائمة انتخابية مزيفة لترامب                                  | 28 يناير 2022               | 24 فبراير 2022                          | |  |
| جيمس ديغرافنريد                                        | مدرج كأمينة سر في ولاية نيفادا ضمن قائمة انتخابية مزيفة لترامب                                    | 28 يناير 2022               | 24 فبراير 2022                          | |  |
| بيل باكنبرغ                                            | مدرج كرئيس للجنة في ولاية بنسلفانيا ضمن قائمة انتخابية مزيفة لترامب                               | 28 يناير 2022               | 25 فبراير 2022                          | |  |
| ليزا باتون                                             | مدرجة كأمينة سر في ولاية بنسلفانيا ضمن قائمة انتخابية مزيفة لترامب                                | 28 يناير 2022               | 25 فبراير 2022                          | |  |
| أندرو هيت                                              | مدرج كرئيس للجنة في ولاية ويسكونسن ضمن قائمة انتخابية مزيفة لترامب                                | 28 يناير 2022               | 28 فبراير 2022                          | |  |
| كيلي روه                                               | مدرجة كأمينة سر في ولاية ويسكونسن ضمن قائمة انتخابية مزيفة لترامب                                 | 28 يناير 2022               | 28 فبراير 2022                          | |  |
| جاد دير                                                | نائب المتحدث الرسمي باسم البيت الأبيض لترامب                                                      | 28 يناير 2022               |                                         | |  |
| بيتر نافاررو                                           | مستشار اقتصادي لترامب                                                                             | 9 فبراير 2022               | 2 مارس 2022                             | تم اتهامه، إدانته وحكم عليه بالسجن لمدة أربعة أشهر |  |
| لورا كوكس                                              | الرئيسة السابقة للحزب الجمهوري في ولاية ميشيغان                                                   | 15 فبراير 2022              | 8 مارس 2022                             | |  |
| كيلي وارد                                              | رئيسة الحزب الجمهوري في ولاية أريزونا                                                             | 15 فبراير 2022              | 8 مارس 2022                             | رفضت الإجابة على الأسئلة الجوهرية بموجب التعديل الخامس؛ ظهرت في 4 أكتوبر 2022 |  |
| غاري مايكل براون                                       | نائب مدير عمليات يوم الانتخابات في حملة ترامب 2020                                                | 15 فبراير 2022              | 9 مارس 2022                             | |  |
| دوجلاس في. ماستريانو                                   | عضو مجلس الشيوخ في ولاية بنسلفانيا، خطط لقائمة انتخابية مزيفة لترامب                              | 15 فبراير 2022              | 10 مارس 2022                            | ظهر لفترة وجيزة في 9 أغسطس، لكنه لم يجيب على الأسئلة؛ امتثل لطلب الوثائق؛ استخدم تبرعات الحملة لدفع أتعاب المحامي؛ رفع دعوى                                                                             |  |
| مايكل أ. رومان                                         | مدير عمليات يوم الانتخابات في حملة ترامب 2020                                                     | 15 فبراير 2022              | 14 مارس 2022                            | |  |
| مارك فينشيم                                            | مشرع ولاية أريزونا، داعم لحركة "إيقاف السرقة"                                                     | 15 فبراير 2022              | 15 مارس 2022                            | |  |
| سيلزفورس.كوم                                           | شركة برمجيات، منصة جمع التبرعات للحزب الجمهوري                                                    | 23 فبراير 2022              | 16 مارس 2022                            | تم سحب الاستدعاء من قبل اللجنة المختارة |  |
| كينيث تشيزبرو                                          | محامي عمل على جهود لقلب نتائج الانتخابات                                                          | 1 مارس 2022                 | 26 أكتوبر 2022                          | إحالة جنائية إلى وزارة العدل |  |
| كريستينا بوب                                           | محامية عملت على جهود لقلب نتائج الانتخابات، مضيفة على قناة OANN                                   | 1 مارس 2022                 | 23 مارس 2022                            | |  |
| كورت أولسن                                             | محامي عمل على جهود لقلب نتائج الانتخابات                                                          | 1 مارس 2022                 | 24 مارس 2022                            | رفع دعوى لمنع الاستدعاء في 24 مارس 2022 |  |
| فيل كلين                                               | محامي عمل على جهود لقلب نتائج الانتخابات، مضيف على قناة OANN                                      | 1 مارس 2022                 | 25 مارس 2022                            | |  |
| كليتا ميتشل                                            | محامية عملت على جهود لقلب نتائج الانتخابات                                                        | 1 مارس 2022                 | 28 مارس 2022                            | |  |
| كاثرين فرييس                                           | محامية عملت على جهود لقلب نتائج الانتخابات                                                        | 1 مارس 2022                 | 29 مارس 2022                            | |  |
| كيمبرلي غويلفويل                                       | مستشارة لترامب، وخطيبة دونالد ترامب الابن                                                         | 3 مارس 2022                 | 15 مارس 2022                            | |  |
| سكوت بيري                                              | عضو مجلس النواب الأمريكي عن ولاية بنسلفانيا 10 (دائرة انتخابية)                                   | 12 مايو 2022                | 26 مايو 2022                            | إحالة جنائية إلى وزارة العدل |  |
| آندي بيغس                                              | عضو مجلس النواب الأمريكي عن ولاية أريزونا 5 (دائرة انتخابية)                                      | 12 مايو 2022                | 26 مايو 2022                            | إحالة جنائية إلى وزارة العدل |  |
| جيم جوردان                                             | عضو مجلس النواب الأمريكي عن ولاية أوهايو 4 (دائرة انتخابية)                                       | 12 مايو 2022                | 27 مايو 2022                            | إحالة جنائية إلى وزارة العدل |  |
| كيفن ماكارثي                                           | زعيم الأقلية في مجلس النواب                                                                       | 12 مايو 2022                | 31 مايو 2022                            | إحالة جنائية إلى وزارة العدل |  |
| مو بروكس                                               | عضو مجلس النواب الأمريكي عن ولاية ألاباما 5 (دائرة انتخابية)، تحدث في التجمع                      | 12 مايو 2022                | 31 مايو 2022                            | |  |
| بات سيبولون                                            | مستشار البيت الأبيض                                                                               | 29 يونيو 2022               | 6 يوليو 2022                            | مقرر للإدلاء بشهادة مغلقة ومصورة في 8 يوليو 2022 |  |
| خدمة السرية الأمريكية                                  | وكالة تابعـة لوزارة الأمن الداخلي؛ رسائل نصية محذوفة                                              | 15 يوليو 2022               | غير متوفر                               | |  |
| باتريك فيلبين                                          | نائب مستشار البيت الأبيض تحت إشراف بات سيبولوني                                                   | أُبلغ في 3 أغسطس 2022        |                                         | |  |
| روبن فوس                                               | رئيس مجلس ولاية ويسكونسن                                                                          | 23 سبتمبر 2022              | 26 سبتمبر 2022                          | رفع دعوى؛ لم يظهر |  |
| دونالد ترامب                                           | رئيس الولايات المتحدة السابق                                                                      | 21 أكتوبر 2022              | 14 نوفمبر 2022 (تم المطالبة به)         | إحالة جنائية إلى وزارة العدل؛ كان قد رفع دعوى وقال إنه لن يظهر |  |

## ردود الفعل

### قبل تشكيل اللجنة
وفقًا لعدة تقارير، حذر زعيم الأقلية كيفين مكارثي الأعضاء الجمهوريين من أنه إذا سمحوا لرئيسة مجلس النواب بيلوسي بتعيينهم في اللجنة الانتقائية، فإنهم سيفقدون جميع تعييناتهم في اللجان الأخرى ويجب ألا يتوقعوا تلقي أي تعيينات مستقبلية من بيلوسي. في مقابلة مع فوربس، قال النائب الجمهوري آدم كينزينغر من ولاية إلينوي: "من يهتم؟"، وأضاف: "عندما يكون لديك أشخاص يقولون أشياء غريبة ولا تهددهم بذلك، ولكنك تهدد أولئك الذين يقولون الحقيقة، فقد فقدت أي مصداقية."
دعا زعيم الحزب الجمهوري في مجلس النواب مكارثي رفض توصياته الأولية "غير مسبوق" في مكالمة هاتفية مع بيلوسي. في مؤتمر صحفي، وصفها بأنها "رئيسة مجلس النواب المترنحة" التي تسعى لتدمير المؤسسة. دفع الكتلة الحرية مكارثي لتقديم motion لإخلاء رئاسة المجلس ومعاقبة تشيني وكينزينغر على قبولهما تعييناتهما في اللجنة. وصف مكارثي لاحقًا إياهما بـ "الجمهوريين بيلوسي". كما صرح الجمهوريون أنه إذا فازوا بأغلبية مجلس النواب في انتخابات التجديد النصفي 2022، فسيستهدفون تعيينات الديمقراطيين في اللجان، موجهين أنظارهم إلى إريك سوالويل وإلهان عمر. صرح الزعيم الجمهوري في مجلس النواب ستيف سكاليس أن بيلوسي قد أزالت أي مصداقية عن اللجنة برفض أعضائها الموصى بهم وبدلاً من ذلك اختارت سردًا سياسيًا. أعرب الجمهوريون سكوت بيري، تشيب روي، وكيلي أرمسترونغ عن استيائهم من كل من تشيني وكينزينغر وشككوا في ولائهما مؤتمر الحزب الجمهوري في مجلس النواب، ودفعوا لإزالة تعييناتهم في اللجان. صرح جيم بانكس ومايك روجرز أن العضوين الجمهوريين في اللجنة سيكونان ملتزمين بسرد بيلوسي للأحداث. تجاهل كل من تشيني وكينزينغر تعليقات زملائهما.
بعد أن رفضت رئيسة مجلس النواب نانسي بيلوسي تعيين اثنين من اختيارات زعيم الأقلية كيفين مكارثي للجنة وعيّنت آدم شيف، انتقدت هيئة التحرير في وول ستريت جورنال قرارها؛ وبينما اعترفت بأن اختيارات مكارثي كانت حزبية، زعمت أن شيف قد "كذب مرارًا بشأن الأدلة المتعلقة بتواطؤ حملة ترامب مع روسيا". وأوضحت هيئة التحرير، "إذا كانت السيدة بيلوسي تعتقد أن الأدلة لدعم استنتاجها مقنعة، فلماذا لا تريد اختبارها ضد أكثر النقاد شراسة؟" من ناحية أخرى، قالت هيئة التحرير في سان فرانسيسكو كرونيكل: "كان الخطأ الرئيسي لبيلوسي هو عدم رفض النائب تروي نيلز من تكساس أيضًا، الذي، مثل جوردان وبانكس وأغلبية الجمهوريين في مجلس النواب، صوتوا لقلب نتائج الانتخابات في يوم الهجوم. لا يمكن أن يتم التحقيق الجاد في أعمال الشغب من قبل أولئك الذين شاركوا أهدافهم مع المعتدين." وأضافت أن "مكارثي ورفاقه قتلوا لجنة مستقلة وذات طابع حزبي للتحقيق في الهجوم على الرغم من أن كبير المفاوضين الجمهوريين وافق على الشروط."
في أواخر أغسطس 2021، بعد أن طلبت اللجنة من شركات الاتصالات ووسائل التواصل الاجتماعي الاحتفاظ ببعض السجلات، أعلن مكارثي أنه إذا "قدمت الشركات معلومات خاصة" إلى لجنة مجلس النواب، فإن الشركات ستكون "في انتهاك للقانون الفيدرالي وعرضة لفقدان قدرتها على العمل في الولايات المتحدة"، وأضاف أن الأغلبية التشريعية الجمهورية المستقبلية ستجعل الشركات "تتحمل المسؤولية بالكامل". ردًا على تعليق مكارثي، قدمت مجموعة مراقبة Citizens for Responsibility and Ethics in Washington (CREW) شكوى في 3 سبتمبر إلى المستشار الرئيسي لمكتب أخلاقيات الكونغرس. وأوضحت CREW أن الاستدعاء كان قانونيًا وصَرَّحَت أن مكارثي كان يعيق التحقيق بشكل غير قانوني من خلال "تهديد الانتقام" ضد شركات الاتصالات. في 3 سبتمبر، أرسل أحد عشر من أعضاء مجلس النواب الجمهوريين المرتبطين بتجمع "أوقفوا السرقة" رسالة إلى ثلاث عشرة شركة اتصالات، جاء فيها أنهم "لا يوافقون على إفشاء سجلات المكالمات أو البيانات السرية" وهددوا باتخاذ إجراءات قانونية ضد ما اعتبروه استدعاءات غير دستورية.
خلال مقابلة تلفزيونية في 2 سبتمبر، سُئل مكارثي عن "مدى تورط [ترامب]"، فأجاب أن مكتب التحقيقات الفيدرالي (FBI) ولجان مجلس الشيوخ لم تجد "أي تورط". وقد استشهد هو وجمهوريون آخرون بتقرير حصري لوكالة رويترز أفاد بأن مسؤولين حاليين وسابقين في إنفاذ القانون قالوا إن مكتب التحقيقات الفيدرالي قد وجد "دليلًا ضئيلًا" على وجود مؤامرة منسقة لقلب نتائج الانتخابات. في بيان صدر في 4 سبتمبر، قال تومسون وتشيني إن اللجنة قد استفسرت من وكالات السلطة التنفيذية ولجان الكونغرس التي تحقق في المسألة وأوضحوا "لقد تم إبلاغنا بوضوح أن التقارير حول هذا الاستنتاج لا أساس لها".
في 16 أكتوبر، انتقد مؤسس مشروع لينكولن ريك ويلسون التقدم البطيء للجنة، قائلاً: "لا أعتقد أنهم يتابعون هذا الأمر بالدرجة من الجدية التي تستحق الأهداف التي يتحدثون عنها. نحن نتعامل مع أشخاص مثل ستيف بانون وروجر ستون وعلي ألكسندر... لقد مرّ ثلاثة أشهر ولم يفعلوا شيئًا تقريبًا."
قال النائب سكوت بيري في 21 ديسمبر إنه لن يتعاون مع اللجنة لأنه، من وجهة نظره، كانت اللجنة "غير شرعية، ولم تُكوّن وفقًا لقواعد مجلس النواب الأمريكي". وبالمثل، قال نيوت غينغريتش في 23 يناير 2022 على قناة فوكس نيوز إنه يعتقد أن اللجنة تنتهك القوانين، لكنه لم يحدد أي القوانين.
في 23 ديسمبر، نشر لورانس ترايبي، أستاذ القانون الدستوري بجامعة هارفارد، وزملاؤه في The New York Times مقالًا عن المدعي العام ميريك غارلاند: "فقط من خلال محاسبة قادة تمرد 6 يناير – جميعهم – يمكنه ضمان المستقبل وتعليم الجيل القادم أن لا أحد فوق القانون. إذا لم يكن قد فعل ذلك بالفعل، فإننا نناشد المدعي العام أن يتقدم لهذه المهمة."
في يونيو 2022، أعلنت قناة فوكس نيوز أنها لن تبث التغطية المباشرة لجلسات الاستماع، بل ستنقلها إلى قناتها الشقيقة فوكس بيزنس والشبكات المحلية التابعة لفوكس. بدلاً من ذلك، قامت قناة فوكس نيوز ببث نسخ خاصة من برنامج Tucker Carlson Tonight وHannity (حيث تم بث الأول بدون إعلانات تجارية) والتي ركزت بشكل كبير على انتقاد جلسات الاستماع، حيث وصف كارلسون الجلسات بأنها "دعاية"، بينما كانت التعليقات أسفل الشاشة تصفها بأنها "مهزلة"، و"محاكمة صورية"، و"مسرحية سياسية". كما أفادت صحيفة واشنطن بوست بأن أعضاء اللجنة قد تم تزويدهم بأمن إضافي بسبب زيادة التهديدات الموجهة ضدهم.
في 21 ديسمبر، أصدرت "اللجنة الظلية" التي يقودها الجمهوريون وتضم خمسة أعضاء من مجلس النواب الذين كانوا قد تم ترشيحهم في البداية من قبل زعيم الجمهوريين كيفن مكارثي للجنة الرسمية تقريرها النهائي، والذي ركز بشكل أساسي على الإخفاقات المزعومة للوكالات الأمنية وقيادات مجلس النواب الديمقراطية في الفترة التي سبقت الهجوم في 6 يناير. اتهم تقرير اللجنة الظلية شرطة الكابيتول الأمريكية بسوء التعامل مع الاستخبارات الحاسمة قبل الهجوم، ووضع اللوم الكلي على إخفاقات الأمن على رئيسة مجلس النواب نانسي بيلوسي وقيادات مجلس النواب الديمقراطية، التي يزعم التقرير أنها كانت "مشاركة بشكل وثيق في اتخاذ القرارات الأمنية قبل وبعد 6 يناير".

### بعد التقرير النهائي
في ديسمبر 2022، رد دونالد ترامب على التقرير النهائي للجنة من خلال وصف أعضائها بـ"الماركسيين" و"الأشخاص المرضى".
في 22 فبراير 2023، قال تيموثي هيافي ‏، الذي كان قد خدم كأعلى محقق في اللجنة، إنه يتوقع "اتهامات في جورجيا وعلى المستوى الفيدرالي".
في 8 مارس 2023، فتح اللجنة الفرعية للإدارة بمجلس النواب التي تسيطر عليها الجمهوريون تحقيقًا لمراجعة أنشطة اللجنة المختارة السابقة لمجلس النواب. في 25 أغسطس، طلب النائب Barry Loudermilk، الذي كان يقود التحقيق، من البيت الأبيض توفير النصوص غير المعدلة للمقابلات التي أجرتها اللجنة مع عملاء الخدمة السرية. في 11 مارس 2024، أصدرت اللجنة تقريرًا ينتقد أنشطة اللجنة المختارة السابقة لمجلس النواب.
في أغسطس 2023، وُجهت إلى دونالد ترامب تهم التدخل في الانتخابات، على المستوى الفيدرالي وفي جورجيا. وتشابه تلك الاتهامات مع المعلومات والاستنتاجات والتوصيات التي قدمتها اللجنة المختارة لمجلس النواب. قال النائب السابق كينزينغر إن "الاتهام من وزارة العدل كان يجب أن يصدر منذ عام مضى". وأوضح النائب راسكين لـأكسيوس أنه بينما قدمت اللجنة المختارة لمجلس النواب "كمية هائلة من المعلومات الواقعية"، فإن الاتهام الفيدرالي تضمن "عدة تصريحات مقتبسة كانت جديدة بالنسبة لي". وقال النائب شيف إن هذه "المعلومات الجديدة" كانت "أساسًا من شهادات شهود رفضوا الظهور أمام لجنتنا".
في 28 يونيو 2024، قررت المحكمة العليا في قضية Fischer v. United States أنه يمكن للمدعين العامين تقديم تهمة عرقلة ضد شخص ما بسبب محاولته منع وصول شهادات الانتخابات (وهذا قد ينطبق على ترامب وغيره من المساعدين رفيعي المستوى)، لكن لا يمكن اتهامهم لمجرد محاولة دخول مبنى الكابيتول بالقوة (كما فعل العديد من المشاغبين).
بعد ثلاثة أيام، في 1 يوليو 2024، قررت المحكمة العليا في قضية Trump v. United States أن جميع الرؤساء السابقين يتمتعون بحصانة مطلقة عن أفعالهم كرؤساء ضمن نطاق سلطاتهم الدستورية، وحصانة افتراضية للأفعال الرسمية، ولا حصانة للأفعال غير الرسمية.
في 8 ديسمبر 2024، صرح ترامب في مقابلة مع شبكة إن بي سي أن كل عضو في اللجنة يجب أن يُسجن: "كل شخص في تلك اللجنة ... لما فعلوه، نعم، بصراحة، يجب أن يذهبوا إلى السجن". وزعم زعمًا كاذبًا أن اللجنة "حذفت ودمرت جميع الأدلة".
في 15 ديسمبر، قال السيناتور برني ساندرز لشبكة إن بي سي إنه يجب على بايدن أن يفكر في العفو المسبق لأعضاء اللجنة. وقد فعل بايدن ذلك في 20 يناير 2025، حيث عفا عن جميع أعضاء اللجنة والعاملين بها بالإضافة إلى أربعة ضباط شرطة شهدوا أمام اللجنة.
لاحقًا في نفس اليوم، 20 يناير 2025، قام ترامب، عند توليه منصبه، بمنح العفو لجميع مشاغبي 6 يناير. أحدهم، زعيم مجموعة براود بويز إنريكي تاريو، الذي تم العفو عنه بتهمة المؤامرة التحريضية، وأجرى مقابلة مع أليكس جونز في اليوم التالي، دعا الحكومة إلى التحقيق مع المدعي العام ميريك غارلاند (الذي كان من المتوقع استبداله قريبًا بـبام بوندي) بالإضافة إلى المدعي العام السابق ماثيو غريفز. في 22 يناير 2025، أعلن زعيم الأغلبية في مجلس النواب مايك جونسون عن تشكيل لجنة للتحقيق في أعمال اللجنة المختارة في 6 يناير، في ما وصفته أسوشييتد برس بأنه "جهد للدفاع عن تصرفات ترامب في ذلك اليوم ونقض عمل اللجنة الثنائية التي حققت في الهجوم قبل عامين".

### الاستطلاعات
وفقًا لاستطلاع أجري في يوليو 2021 بواسطة بوليتيكو، يدعم غالبية الأمريكيين التحقيق في أحداث 6 يناير، حيث أيد 58% بشكل عام و 29% عارضوا؛ بينما عارض 52% من الجمهوريين الذين شملهم الاستطلاع. وعندما أُعيد الاستطلاع بواسطة Politico في ديسمبر 2021، أيد مرة أخرى ثلاثة أخماس من الأمريكيين اللجنة، بما في ذلك 82% من الديمقراطيين، 58% من المستقلين، و 40% من الجمهوريين.
في استطلاع Harvard CAPS-Harris Poll في أغسطس 2021، قال 58% من الناخبين الأمريكيين إنهم يعتقدون أن اللجنة كانت متحيزة، بينما اعتقد 42% أنها كانت عادلة. وفي سبتمبر 2021، أظهر استطلاع من Pew Research أن 11% فقط من البالغين الأمريكيين قالوا إنهم واثقون جدًا من أن اللجنة ستكون عادلة ومعقولة، بينما قال 34% آخرين إنهم واثقون إلى حد ما، في حين أن أغلبية 54% قالت إنها ليست واثقة جدًا (32%) أو غير واثقة على الإطلاق (22%). وكان مستوى الثقة مرتفعًا بين الديمقراطيين وأقل من ربع الجمهوريين قالوا إنهم واثقون على الأقل إلى حد ما.
أكثر من نصف الأمريكيين الذين تم استطلاع آرائهم يعتقدون أنه يجب أن يواجه ترامب اتهامات جنائية لدوره في الهجوم. وقد أظهر استطلاع أجراه واشنطن بوست–إيه بي سي نيوز بعد أسبوع من الهجوم أن 54% من المشاركين أعطوا هذا الرد، ولم يتغير هذا بشكل كبير بعد أكثر من عام، حيث أجاب 52% بنفس الطريقة في استطلاع نفس المنظمة الذي أُجري في الفترة من 24 إلى 28 أبريل 2022. وكان الانقسام حزبيًا: خمسة من كل ستة ديمقراطيين يؤيدون توجيه الاتهام لترامب، في حين يعارض خمسة من كل ستة جمهوريين ذلك.
وجدت شبكة NBC News أن نسبة الأمريكيين الذين يعتقدون أن ترامب كان المسؤول الوحيد أو الرئيسي عن هجوم 6 يناير قد انخفضت من 52% في يناير 2021 إلى 45% في مايو 2022. وقد تم العثور على انخفاض في جميع الفئات الفرعية: الديمقراطيين، الجمهوريين، والمستقلين. تغيرت الآراء بعد أن بدأت اللجنة جلساتها العلنية. في استطلاع رأي أجرته Ipsos في الفترة من 17 إلى 18 يونيو 2022، وجد أن 58% من الأمريكيين يعتقدون أن ترامب مسؤول بشكل كبير عن الهجوم على مبنى الكابيتول. في استطلاع آخر من مركز أبحاث الشؤون العامة Associated Press-NORC في الفترة من 23 إلى 27 يونيو 2022، وجد أن 48% من الأمريكيين يعتقدون أنه يجب توجيه اتهام لترامب.
استطلاع Ipsos نفسه في الفترة من 17 إلى 18 يونيو 2022، أظهر أيضًا أن 60% من الأمريكيين يعتقدون أن تحقيق اللجنة عادل وغير متحيز. وبالمثل، أظهر استطلاع Economist/YouGov الذي أُجري في الفترة من 18 إلى 21 يونيو 2022، أن 78% من الديمقراطيين، لكن فقط 15% من الجمهوريين و 37% من المستقلين، يعتقدون أن تحقيق اللجنة "شرعي". كما قال 78% من الديمقراطيين، لكن فقط 22% من الجمهوريين و 41% من المستقلين، إنهم "يوافقون بشدة" أو "يوافقون إلى حد ما" على عمل اللجنة.

## الآثار

#### التحقيقات المضادة من الجمهوريين
في 30 نوفمبر 2022، كتب زعيم الأقلية في مجلس النواب كيفن مكارثي رسالة يحذر فيها اللجنة من أن مجلس النواب الذي سيكون تحت الأغلبية الجمهورية يخطط للتحقيق في عمل اللجنة.
تم إجراء هذا التحقيق في الكونغرس الـ 118 من قبل فرع الرقابة في لجنة مجلس النواب للإدارة، برئاسة النائب باري لاودرميلك. في 11 مارس 2024، أصدرت اللجنة "تقرير النتائج الأولية"، وفي 17 ديسمبر 2024، أصدرت "التقرير المؤقت عن فشل وتسييس لجنة 6 يناير". بعد ثلاثة أسابيع، رد النائب جوزيف موريل، أعلى ديمقراطي في لجنة الإدارة في مجلس النواب، مباشرة على تحقيق لاودرميلك الذي دام عامين، قائلاً إن الجمهوريين "فشلوا في تقديم أي نتائج مادية جديدة تتعلق بأمن الكابيتول".
في 22 يناير 2025، أعلن رئيس مجلس النواب مايك جونسون أن الكونغرس الـ 119 سيحقق في "السرديات الكاذبة" المتعلقة بهجوم الكابيتول. كان من المقرر أن يقود النائب لاودرميلك هذه اللجنة الفرعية الجديدة من لجنة القضاء بمجلس النواب.

## روابط خارجية
- التقرير النهائي للجنة التحقيق في الهجوم على مبنى الكابيتول الأمريكي في 6 يناير على موقع GovInfo
- لجنة التحقيق في الهجوم على مبنى الكابيتول الأمريكي في 6 يناير — أرشيف الموقع الرسمي من خلال بيني طومسون
- نصوص شهادات الشهود — 21/12/2022 22/12/2022 — 22/12/2022 (هتشينسون) — 23/12/2022
- وسائل التواصل الاجتماعي وهجوم 6 يناير على مبنى الكابيتول الأمريكي، ملخص النتائج التحقيقية، لجنة 6 يناير عبر واشنطن بوست
- قائمة CNN بأسماء الذين تم استدعاؤهم من قبل اللجنة الفرعية
- "دونالد ترامب ليس فوق القانون" (نيويورك تايمز؛ 26 أغسطس 2022)
- "تقرير خاص من CNN: الانقلاب الأمريكي: تحقيق 6 يناير". سي إن إن. 13 سبتمبر 2022. مؤرشف من الأصل في 2022-09-13. يمكن العثور على العرض على CNN Live TV
  - "نص التقرير الخاص من CNN: الانقلاب الأمريكي: تحقيق 6 يناير". سي إن إن. 18 سبتمبر 2022. مؤرشف من الأصل في 2024-12-17.